# Grand Est
Cet article concerne la région administrative. Pour la notion géographique, voir Grand Est français.
 (juillet 2024).
Le Grand Est est une région administrative française résultant de la fusion le 1er janvier 2016 des anciennes régions administratives Alsace, Champagne-Ardenne et Lorraine. Elle compte 5 550 389 habitants en 2020 et réunit, sur 57 441 km2, des territoires de l'Europe rhénane (l'Alsace, la Meurthe-et-Moselle, la Moselle et l'Est des Vosges) à l'est et des territoires du bassin parisien (les Ardennes et la Marne) à l'ouest, séparés par la diagonale du vide (qui inclut majoritairement des territoires de la Haute-Marne, de l'Aube et de la Meuse).
Sa plus grande ville est Strasbourg qui est aussi la capitale de la région. L'Eurométropole de Strasbourg, qui accueille 25 institutions internationales, est la plus grande intercommunalité de la région avec plus de 500 000 habitants et plus du million dans sa forme transfrontalière l'Eurodistrict de Strasbourg Ortenau. La partie française de son aire d'attraction totalise plus de 15 % de la population du Grand Est. Elle est suivie par la communauté urbaine du Grand Reims, Mulhouse Alsace Agglomération, la Métropole du Grand Nancy et l'Eurométropole de Metz qui comptent toutes plus de 200 000 habitants. Structurant le territoire du fait de leurs vastes aires d'attraction, elles font par ailleurs, toutes les cinq, partie des grandes agglomérations françaises légalement contraintes de mettre en place des zones à faible émissions au plus tard le 31 décembre 2024.
La région Grand Est, qui regroupe les régions culturelles et historiques d'Alsace, de Lorraine et de Champagne, se partage entre une zone de tradition latine et une zone de tradition germanique. L'Alsace-Moselle est par ailleurs soumise à un droit local qui se substitue au droit général français dans certains domaines depuis 1919. Ce territoire, berceau de La Marseillaise, a eu une influence considérable dans la construction nationale française sous la Troisième République par le revanchisme que sa perte, à la suite de la défaite face à la confédération prussienne, a provoqué. Sur le plan culturel, des traditions vivaces comme la fête de la Saint-Nicolas, le lapin de Pâques ou encore les marchés de Noël sont communes à une partie importante de la population du Grand Est.
La région a une forte dimension industrielle. Frontalière avec la Belgique, le Luxembourg, l'Allemagne et la Suisse, elle est particulièrement ouverte à de grands marchés internationaux. Le Rhin, à l'est, est la colonne vertébrale de la mégalopole européenne et l'axe majeur des échanges économiques du continent. Il a le statut de fleuve international depuis le congrès de Vienne (1815). Les ports fluviaux de Strasbourg, Mulhouse, Metz et Nancy permettent ainsi le transfert de marchandises directement vers et depuis les ports de Rotterdam et Anvers situés sur la « rangée nord-européenne », par le Rhin, la Moselle et le réseau des canaux, tandis que les aéroports de Strasbourg et l'EuroAirport, aéroport franco-suisse et unique plateforme aéroportuaire binationale au monde, complète cette connexion à l'international.
Sa création ne s'est pas faite sans opposition, notamment en Alsace, où elle reste vivace,,,,,,.
Les collectivités territoriales du Haut-Rhin et du Bas-Rhin fusionnent le 1er janvier 2021, à la suite de la loi du 2 août 2019 pour former la collectivité européenne d'Alsace, qui bénéficie de certaines compétences particulières (notamment en matière de coopération transfrontalière et de promotion du bilinguisme). Une telle évolution interroge et inquiète les élus des autres départements sur le maintien éventuel de l'Alsace dans le Grand Est et le devenir même de la région,,,.
Le 25 janvier 2021, Frédéric Bierry, président de la nouvelle collectivité européenne d'Alsace, appelle en effet au démantèlement de la grande région, en s'appuyant sur les critiques du premier ministre Jean Castex vis-à-vis de la réforme territoriale.
Différents élus de la Grande Région, dont le sénateur Jean-Louis Masson, ou l'ancien président de la région Lorraine Jean-Pierre Masseret, émettent le même souhait, l'avenir de la région posant de réelles interrogations,. Le président de la République écarte à nouveau l'idée de sortie de l'Alsace.

## Toponymie

Carte de la région avec ses départements, montrant les provinces et États qui existaient sur son territoire au XVIII.
Champagne
Duché de Lorraine
Alsace
Duché de Bar
Trois-Évêchés
Sarrewerden
Salm-Salm
Bourgogne
Principauté de Liège
Luxembourg français
Autres

Le nom provisoire retenu par la loi était « Alsace-Champagne-Ardenne-Lorraine », une juxtaposition des noms des anciennes régions par ordre alphabétique. Ce nom temporaire est parfois abrégé en ALCA ou ACAL dans les médias.
Le nouveau nom définitif « Grand Est » a fait l'objet d'un décret en Conseil d'État le 28 septembre 2016, sur proposition du conseil régional de la région fusionnée qui a soumis la dénomination au débat et au vote en séance plénière le 29 avril 2016, cette dénomination ayant été adoptée avec 104 voix.
Le nom Grand Est permet également de faire subsister les trois régions historiques. Alsace, Champagne-Ardenne et Lorraine, dont les noms apparaissent sur le logo de la grande région, constituent le Grand Est de la France.
Avant le débat au conseil régional, le nom a été soumis à des sondages et à un plébiscite par internet.
Différents noms comme « Nord-Est », « Grand Est Europe », « Cœur d'Europe », « Austrasie »,, « Eurorégion Est », « Lotharingie » ou encore « Est Europe » ont été évoqués.
D'une manière générale, les médias ont utilisé spontanément le nom « Grand Est » pour désigner la nouvelle région fusionnée,,.
Une consultation conjointe de France 3 Champagne-Ardenne et France 3 Lorraine a montré que le nom « Région Grand Est » arrivait en tête parmi les sondés avec 29,38 % des votes. Un sondage de L'Est républicain a également placé « Grand Est » en tête avec 43 % des votes.
Bien que le nom « Grand Est » soit arrivé largement en tête au sein de la population, le comité d'experts chargé de recenser et de filtrer les propositions de nom l'a exclu et a choisi de soumettre au vote trois noms inédits dont la pertinence est remise en question,,.
L’exécutif régional s’est finalement réuni lundi 14 mars et a acté à l’unanimité l’intégration de « Grand Est » dans les propositions aux citoyens. Les quatre noms retenus étaient donc les suivants :
- Rhin-Champagne, dont la première partie fait référence au Rhin. Le fleuve délimite la région à l'est et ses affluents (notamment la Moselle et l'Ill) traversent l'Alsace et la Lorraine. La seconde partie fait référence à la Champagne qui couvre l'ouest de la région. Ce nom aurait une bonne image à l'international[41]. La Lorraine était escamotée dans cette appellation ;
- Acalie, un néologisme issu de l'acronyme ACAL[41] ;
- Nouvelle-Austrasie, inspiré du nom du royaume mérovingien d'Austrasie ;
- Grand Est, un nom rappelant la situation géographique de la nouvelle entité territoriale en France.

À la suite du vote de la population par Internet, l'appellation « Grand Est » a été plébiscitée avec plus de 75 % des suffrages sur les 277 000 votes enregistrés.

### Gentilé
Les habitants du Grand Est n'ont pas d'appellation reconnue officiellement. Ils demeurent Alsaciens, Champenois et Lorrains.
L'INSEE emploie toutefois le terme Grands-Estois en 2017 et Grandestois en 2019 ; divers médias utilisent également le nom Grand-Estois, ainsi que Grand-Estiens, depuis 2016.

## Géographie

### Situation

Metz, Mulhouse, Nancy et Strasbourg, villes de l'Europe rhénane.

La région est limitrophe de la Belgique et du Luxembourg au nord, de l'Allemagne au nord-est et à l'est, de la Suisse au sud-est, de la Bourgogne-Franche-Comté au sud, et de l'Île-de-France et des Hauts-de-France à l'ouest. Le point central de la région est situé à Void-Vacon, à l’angle des rues Jeanne-d’Arc et de Strasbourg. À l'est, elle est bordée par le Rhin, axe majeur de la communication et des échanges économiques en Europe, qui a le statut d'eaux internationales depuis le congrès de Vienne (1815). L'usage du fleuve est piloté par la commission centrale pour la navigation du Rhin (CCNR) siégeant à Strasbourg.
La région est à cheval entre le Bassin parisien à l'ouest et l'Europe rhénane à l'est, ces deux zones étant séparées par la diagonale du vide ou diagonale des faibles densités qui la traverse.
Longeville-en-Barrois et Grandfontaine constituent un des vingt-trois points du Réseau de référence français.

### Hydrographie

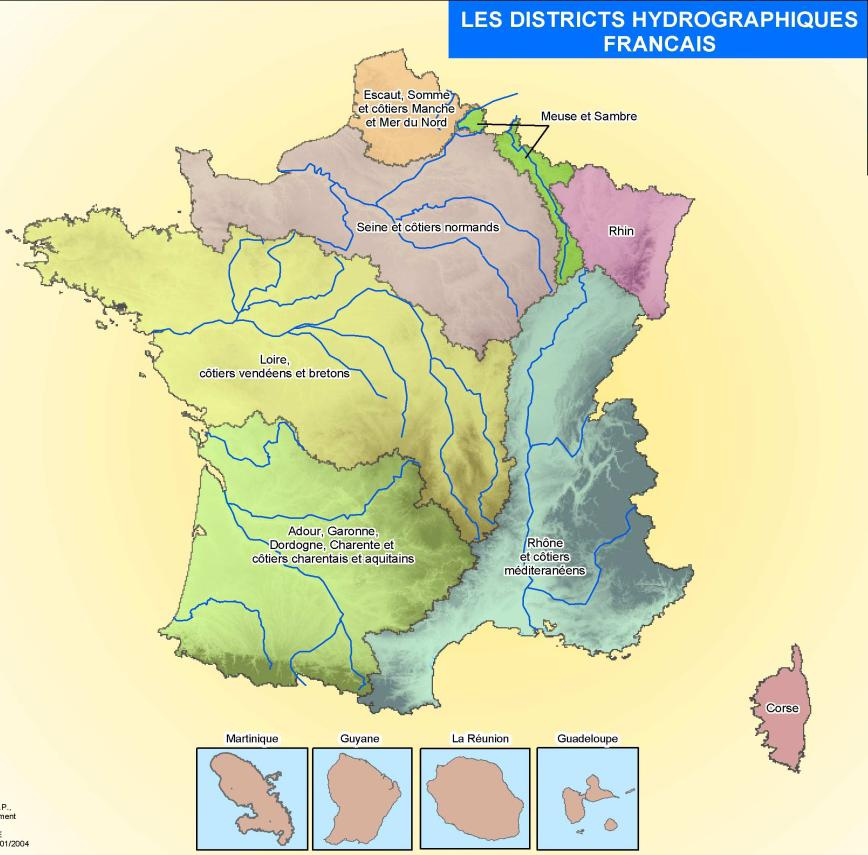
Bassins-versants français.

Le Grand Est s'étend sur les bassins-versants de la Seine, de la Meuse et du Rhin,. La gestion de la Seine est confiée à l'Agence de l'eau Seine-Normandie, tandis que celle du Rhin et la Meuse relève de l'Agence de l'eau Rhin-Meuse, sise à Metz.
La Marne et l'Aube sont les principaux affluents de la Seine, tandis que la Moselle et l'Ill sont les principaux affluents du Rhin, dans la région.
La Meuse prend sa source en Champagne-Ardenne, au Châtelet-sur-Meuse.
Les grands lacs de Seine, situés pour partie en Champagne-Ardenne, contribuent à la régulation de la Seine, avant qu'elle ne rejoigne Paris.
La nappe phréatique rhénane dans la plaine d'Alsace, et plus généralement dans le fossé rhénan constitue la plus grande réserve d'eau douce d'Europe. Le Saulnois présente des mares salées remarquables, uniques en France continentale, où poussent des plantes halophiles telles que la salicorne.

### Démographie

Densité de population.

La région compte 5 559 051 habitants (population municipale au 1er janvier 2015) d'après le journal officiel. La population est essentiellement concentrée à l'est, dans la partie rhénane, le long du Rhin, de ses affluents (la Moselle en Lorraine et l'Ill en Alsace) et de ses sous-affluents. La partie située dans le bassin parisien à l'ouest est moins peuplée et plus rurale. La diagonale du vide (ou diagonale des faibles densités), qui traverse la France de l'Ardenne aux Pyrénées, atteint dans la région ses plus faibles densités de population dans la Meuse (31 hab./km2), dans l'Aube (51 hab./km2) et en Haute-Marne (29 hab./km2). Le département des Ardennes est couvert lui aussi par la diagonale du vide mais sa population réside majoritairement à l'ouest dans le bassin parisien. Le département des Vosges est dans une situation similaire, la partie ouest étant occupée par la diagonale du vide mais l'est appartient au sillon mosellan, partie lorraine de l'Europe rhénane. À l'inverse, l'Alsace (229 hab./km2), située en bordure du Rhin, fait partie des territoires les plus densément peuplés de France. Cette densité de population est encore plus forte en plaine, l'Alsace étant couverte par des massifs montagneux à l'ouest et au sud.
En 2018, le taux de pauvreté, de 14,8 %, est proche de la moyenne nationale.
| Département                                                                                         | Population (2022) | Densité (hab./km2) |
| --------------------------------------------------------------------------------------------------- | ----------------- | ------------------ |
| Départements dont la population est majoritairement située dans l'Europe rhénane                    |                   |                    |
| Meurthe-et-Moselle (54)                                                                             | 732 898           | 140                |
| Moselle (57)                                                                                        | 1 050 721         | 168                |
| Alsace (67/68)                                                                                      | 1 924 763         | 229                |
| Vosges (88)                                                                                         | 358 700           | 64                 |
| Départements dont la population est majoritairement située dans l'ex-espace urbain de Paris :       |                   |                    |
| Ardennes (08)                                                                                       | 267 204           | 54                 |
| Marne (51)                                                                                          | 564 107           | 70                 |
| Départements dont la population est majoritairement située dans la diagonale des faibles densités : |                   |                    |
| Aube (10)                                                                                           | 311 076           | 51                 |
| Haute-Marne (52)                                                                                    | 169 865           | 29                 |
| Meuse (55)                                                                                          | 180 745           | 31                 |

| Le graphique qui aurait dû être présenté ici ne peut pas être affiché car il utilise l'ancienne extension Graph, désactivée pour des questions de sécurité. Des indications pour créer un nouveau graphique avec la nouvelle extension Chart sont disponibles ici . |
| Source INSEE. |

L'évolution de la population est positive, elle montre une progression depuis 1968. Cette évolution est toutefois très inégale, les régions frontalières de la partie rhénane connaissent une nette progression de leur population tandis que le reste de la région connaît une stagnation, voire un déclin démographique.
| Le graphique qui aurait dû être présenté ici ne peut pas être affiché car il utilise l'ancienne extension Graph, désactivée pour des questions de sécurité. Des indications pour créer un nouveau graphique avec la nouvelle extension Chart sont disponibles ici . |
| Source : INSEE / Historique des populations légales depuis 1968. |

Les aires urbaines de Metz, Mulhouse, Nancy, Reims et Strasbourg dépassent les 250 000 habitants. À l'extrême-ouest, Reims a un temps été incluse dans le grand bassin parisien défini par l'INSEE. Les quatre autres, villes de l'Europe rhénane situées de part et d'autre du massif des Vosges, font partie de la mégalopole européenne.
Les aires urbaines de moindre taille mais dépassant les 100 000 habitants sont celles de Thionville, Troyes, Colmar, Charleville-Mézières et aire urbaine de Sarrebruck-Forbach.

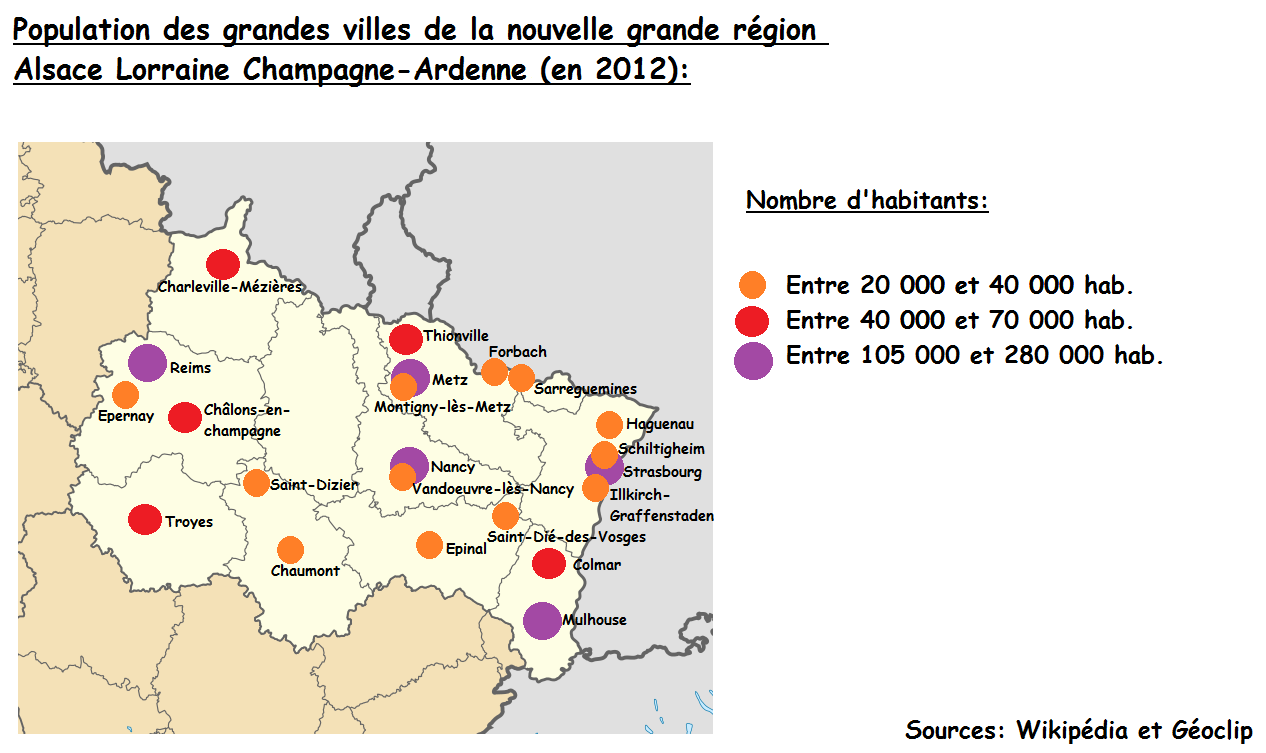
Les communes de plus de 20000 habitants dans la grande région.

| Nom                    | Code Insee | Département        | Superficie (km2) | Population (dernière pop. légale) | Densité (hab./km2) | Modifier                                    |
| ---------------------- | ---------- | ------------------ | ---------------- | --------------------------------- | ------------------ | ------------------------------------------- |
| Strasbourg             | 67482      | Bas-Rhin           | 78,26            | 291 709 (2022)                    | 3 727              | modifier les données · modifier les données |
| Reims                  | 51454      | Marne              | 46,90            | 178 478 (2022)                    | 3 806              | modifier les données · modifier les données |
| Metz                   | 57463      | Moselle            | 41,94            | 121 695 (2022)                    | 2 902              | modifier les données · modifier les données |
| Mulhouse               | 68224      | Haut-Rhin          | 22,18            | 104 924 (2022)                    | 4 731              | modifier les données · modifier les données |
| Nancy                  | 54395      | Meurthe-et-Moselle | 15,01            | 104 387 (2022)                    | 6 954              | modifier les données · modifier les données |
| Colmar                 | 68066      | Haut-Rhin          | 66,57            | 67 360 (2022)                     | 1 012              | modifier les données · modifier les données |
| Troyes                 | 10387      | Aube               | 13,20            | 62 443 (2022)                     | 4 731              | modifier les données · modifier les données |
| Charleville-Mézières   | 08105      | Ardennes           | 31,44            | 45 634 (2022)                     | 1 451              | modifier les données · modifier les données |
| Châlons-en-Champagne   | 51108      | Marne              | 26,05            | 43 218 (2022)                     | 1 659              | modifier les données · modifier les données |
| Thionville             | 57672      | Moselle            | 49,88            | 42 778 (2022)                     | 858                | modifier les données · modifier les données |
| Haguenau               | 67180      | Bas-Rhin           | 182,59           | 36 070 (2022)                     | 198                | modifier les données · modifier les données |
| Schiltigheim           | 67447      | Bas-Rhin           | 7,63             | 34 382 (2022)                     | 4 506              | modifier les données · modifier les données |
| Épinal                 | 88160      | Vosges             | 59,24            | 32 296 (2022)                     | 545                | modifier les données · modifier les données |
| Vandœuvre-lès-Nancy    | 54547      | Meurthe-et-Moselle | 9,46             | 29 697 (2022)                     | 3 139              | modifier les données · modifier les données |
| Illkirch-Graffenstaden | 67218      | Bas-Rhin           | 22,21            | 27 339 (2022)                     | 1 231              | modifier les données · modifier les données |
| Saint-Dizier           | 52448      | Haute-Marne        | 47,69            | 22 811 (2022)                     | 478                | modifier les données · modifier les données |
| Saint-Louis            | 68297      | Haut-Rhin          | 16,85            | 22 530 (2022)                     | 1 337              | modifier les données · modifier les données |
| Épernay                | 51230      | Marne              | 22,69            | 22 022 (2022)                     | 971                | modifier les données · modifier les données |
| Montigny-lès-Metz      | 57480      | Moselle            | 6,70             | 21 869 (2022)                     | 3 264              | modifier les données · modifier les données |
| Chaumont               | 52121      | Haute-Marne        | 55,26            | 21 418 (2022)                     | 388                | modifier les données · modifier les données |
| Forbach                | 57227      | Moselle            | 16,32            | 21 111 (2022)                     | 1 294              | modifier les données · modifier les données |
| Sarreguemines          | 57631      | Moselle            | 29,67            | 20 324 (2022)                     | 685                | modifier les données · modifier les données |
| Lingolsheim            | 67267      | Bas-Rhin           | 5,69             | 20 683 (2022)                     | 3 635              | modifier les données · modifier les données |

#### Cinq grandes agglomérations structurant le territoire

La métropolisation du Grand Est autour de grandes aires urbaines dont la dynamique est pilotée par diverses formes d'établissements publics de coopération intercommunale (EPCI).

L'acte III de la décentralisation renforce essentiellement deux types de collectivités : la région grâce à la loi NOTRe et l'intercommunalité grâce à la loi MAPTAM. Le premier volet a donné lieu à la création de la grande région tandis que le second est axé sur les grandes agglomérations régionales. La région Grand Est compte en effet cinq grandes agglomérations de plus de 200 000 habitants au centre de grandes aires d'attraction des villes dépassant toutes 350 000 habitants. Il s'agit de Strasbourg, Metz, Nancy, Mulhouse et Reims.
| Ville intra-muros | Unité urbaine 2020 (habitants) | Aire d'attraction des villes 2019 (habitants) |
| ----------------- | ------------------------------ | --------------------------------------------- |
| Strasbourg        | 484 217                        | 853 110                                       |
| Metz              | 290 554                        | 370 889                                       |
| Nancy             | 285 660                        | 510 306                                       |
| Mulhouse          | 246 565                        | 410 254                                       |
| Reims             | 215 160                        | 354 855                                       |

Ces agglomérations concentrent l'essentiel des services déconcentrés de l'État, des zones commerciales, des infrastructures culturelles, des zones industrielles, des technopoles, des ports fluviaux et des infrastructures aéroportuaires. Afin de piloter la dynamique de ces grandes agglomération (politique de l'habitat, de mobilité, aménagement du territoire, etc.), une partie importante des communes qui les composent se sont donc regroupées au sein des cinq établissements publics de coopération intercommunale (EPCI) suivants (population municipale au recensement de 2020) :
- l'Eurométropole de Strasbourg (511 552 habitants) ;
- le Grand Reims (296 154 habitants) ;
- Mulhouse Alsace Agglomération (274 133 habitants) ;
- la métropole du Grand Nancy (257 915 habitants) ;
- l'Eurométropole de Metz (224 863 habitants).

Quatre de ces intercommunalités ont choisi de coordonner leur action dans le cadre de territoires plus vastes. Ainsi, la métropole du Grand Nancy et l'Eurométropole de Metz se sont regroupées (avec deux autres agglomérations lorraines) au sein du pôle métropolitain européen du Sillon lorrain tandis que l'Eurométropole de Strasbourg et Mulhouse Alsace Agglomération (ainsi que trois autres agglomérations alsaciennes) ont fondé le pôle métropolitain d'Alsace.

##### Strasbourg
L'agglomération strasbourgeoise est située dans le département du Bas-Rhin au sein de la collectivité européenne d'Alsace et compte 484 217 habitants en 2020, au cœur d'une aire urbaine de 1 242 186 habitants (802 437 habitants pour la partie française). Elle est centrée sur la commune de Strasbourg et sur l'Eurométropole de Strasbourg. Cette dernière fait partie de l'Eurodistrict Strasbourg-Ortenau, qui compte 1 006 000 habitants sur un territoire de 2 445 km2 représentant 107 communes. Parmi les principaux projets de cet Eurodistrict figure le projet de l'Écocité « Strasbourg – Métropole des deux rives » visant à établir une métropole transfrontalière, à travers notamment le développement des transports publics transfrontaliers.
Les serments de Strasbourg du 14 février 842 sont considérés comme l'« acte de naissance de la langue française »,,. Johannes Gutenberg y commence ses premiers travaux sur l'imprimerie entre 1434 et 1444. Son université est fondée en 1538. La ville devient française en 1681 et la Marseillaise y est écrite par Rouget de Lisle dans la nuit du 25 au 26 avril 1792. Sous domination allemande entre 1871 et 1918, la ville est la capitale de l'Alsace-Lorraine (Reichsland Elsaß-Lothringen). Strasbourg connait alors à cette époque d'importants bouleversements urbanistiques grâce notamment à la volonté du gouvernement berlinois qui veut faire d'elle la vitrine du savoir-faire allemand. Sa Neustadt (nouvelle ville) est l'un des plus beaux exemples de l'architecture germanique de la fin du XIXe siècle et du début du XXe siècle.
Aujourd'hui Strasbourg est le chef-lieu de la région mais aussi le siège de multiples institutions européennes et internationales et à ce titre, elle est une des capitales de l'Union européenne. Elle est ainsi l’une des seules villes avec Genève, La Haye, Montréal et New York, à être le siège d'organisations internationales sans être capitale d’un pays. Strasbourg est une ville de congrès internationaux, la deuxième de France après Paris. Le port autonome de Strasbourg est le deuxième port fluvial de France. Strasbourg est aussi, deuxième place bancaire et financière et, en raison de la présence des sièges du Conseil de l’Europe et du Parlement européen et de 75 ambassades et représentations diplomatiques, la seconde place diplomatique de France après Paris.
Son centre-ville, situé sur la Grande Île, est entièrement inscrit au patrimoine mondial de l'humanité par l’Unesco depuis 1988 et comprend notamment la cathédrale Notre-Dame de Strasbourg, deuxième cathédrale la plus visitée de France avec plus de 4 millions de visiteurs par an, ainsi que le quartier de la Petite France.
Strasbourg est aussi une ville étudiante de dimension internationale grâce à son université qui est la seule de France en dehors de Paris à figurer dans le top 100 du classement de Shanghai et qui a accueilli dix-huit prix Nobel mais aussi grâce à ses grandes écoles dont le Cuej, l'École nationale d'administration, Sciences Po, l'EM, l'INSA, l'International Space University ou encore l'ISEG Business & Finance School. 
Strasbourg est une importante ville de garnison avec, entre autres, le corps européen, le commandement des actions dans la profondeur et du renseignement, la brigade de renseignement et cyber-électronique, la 2e brigade blindée, la 2e compagnie de commandement et de transmissions et le 291e Jägerbataillon allemand.
Sur le plan culturel, Strasbourg n'est pas en reste avec de nombreux établissements de rayonnement national. Le théâtre national de Strasbourg, l'opéra national du Rhin, la bibliothèque nationale et universitaire de Strasbourg, seconde bibliothèque patrimoniale de France, ainsi que de nombreux établissements culturels municipaux.

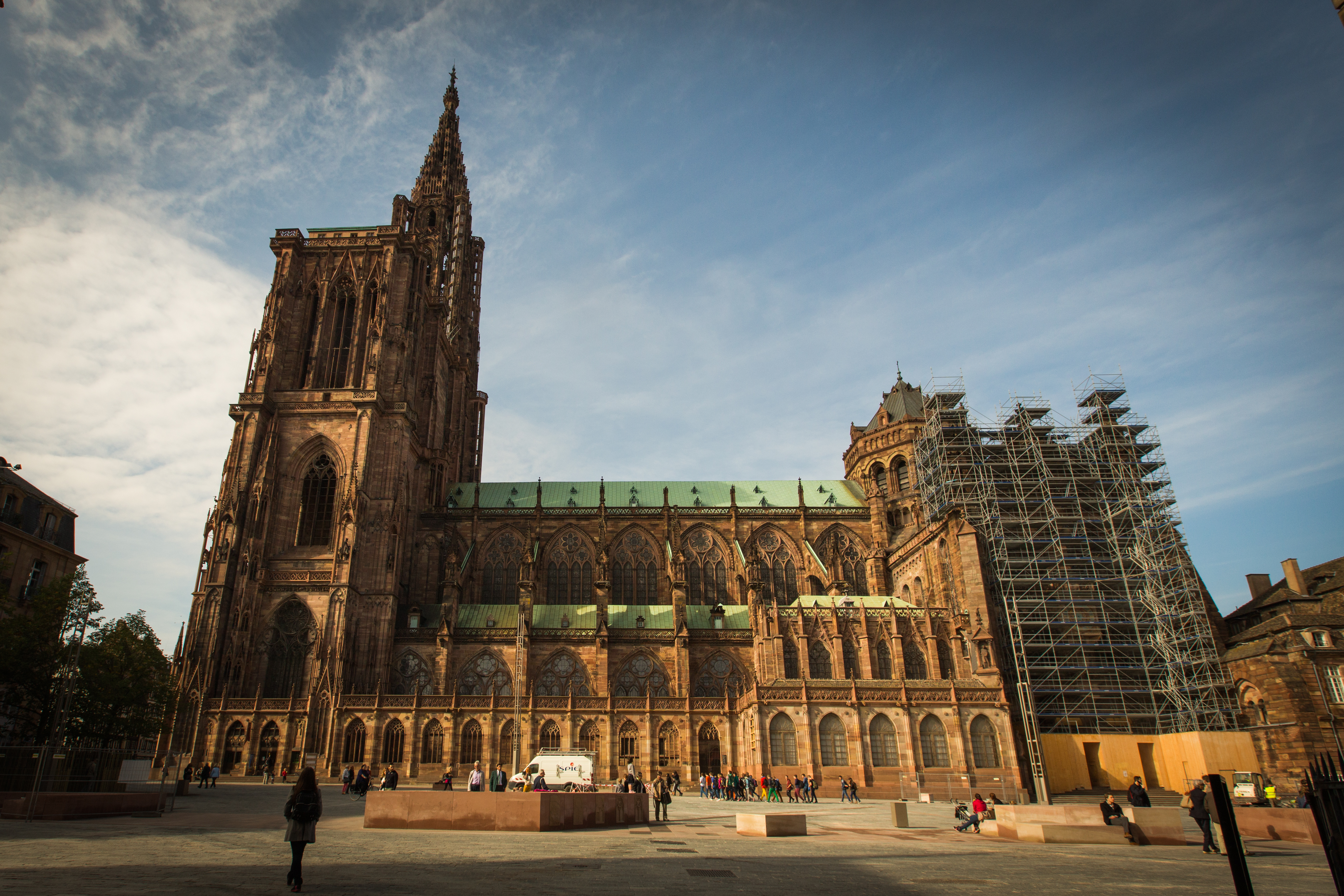
La cathédrale Notre-Dame de Strasbourg.
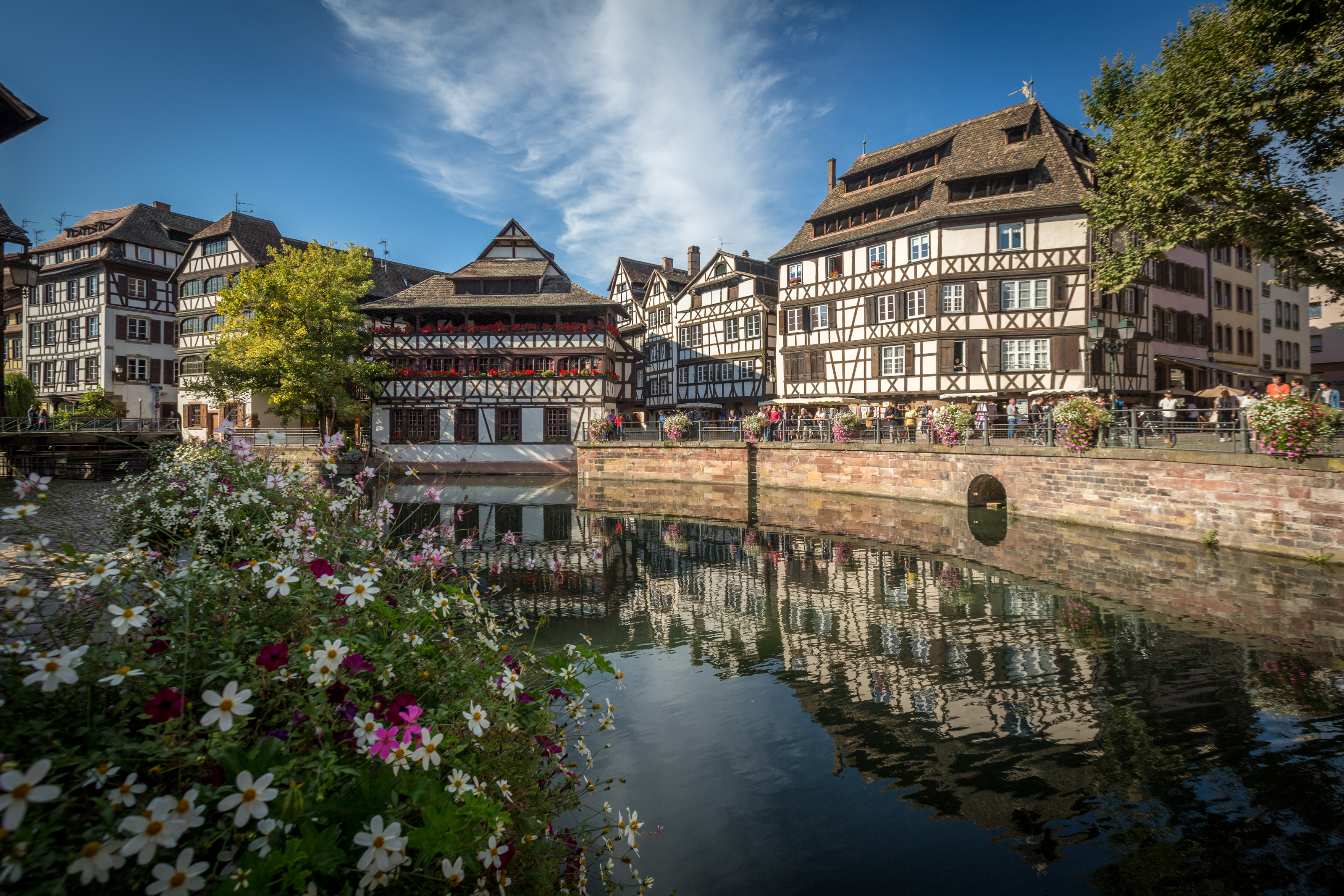
Maisons alsaciennes dans le quartier de la Petite France.
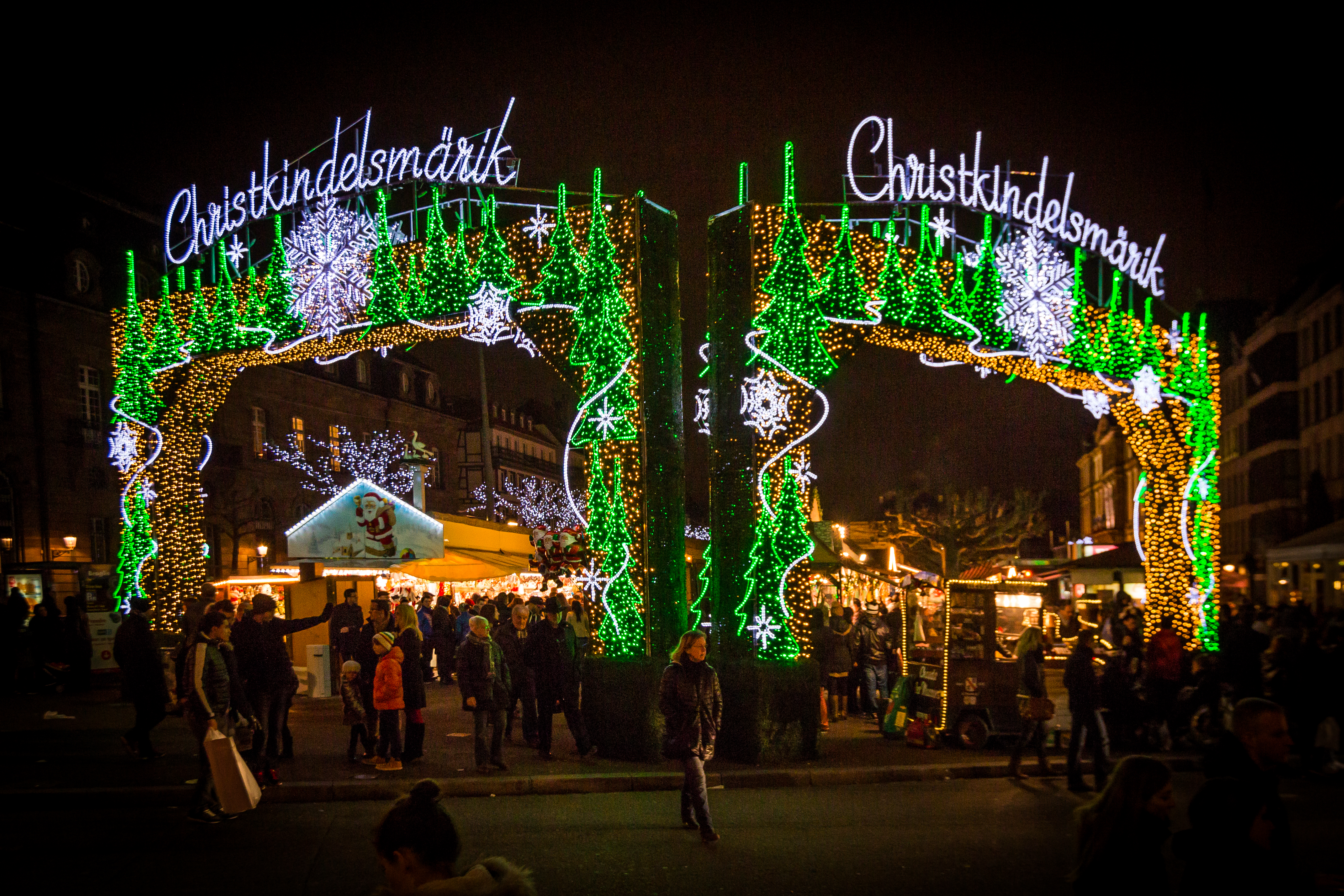
Le Christkindelsmärik sur la place Broglie.
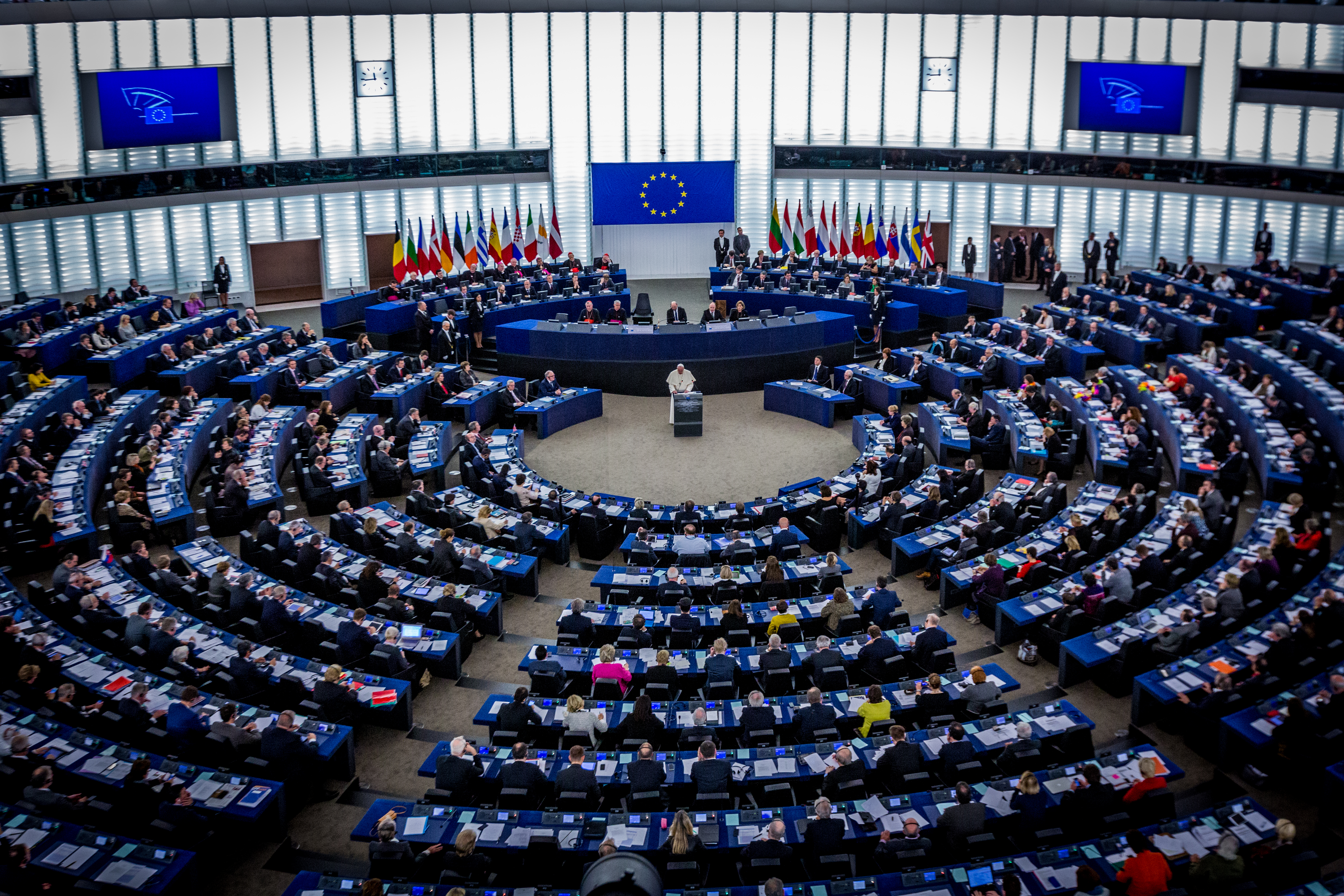
Hémicycle du Parlement européen.

##### Nancy
L'agglomération nancéienne, située dans le département de Meurthe-et-Moselle et à 150 km à l'ouest de Strasbourg, est centrée sur la commune de Nancy et le Grand Nancy, seconde métropole régionale à compter du 1er juillet 2016. En 2017, elle compte 286 041 habitants, au cœur d'une aire urbaine de 435 356 habitants. Fondée au XIe siècle par Gérard d'Alsace, Nancy devient peu après la capitale du duché de Lorraine et le reste jusqu'au rattachement de celui-ci au royaume de France en 1766. Le 5 janvier 1477, René II met fin aux ambitions de Charles le Téméraire lors de la bataille de Nancy. La capitale ducale bénéficie d'une période de prospérité sous le dernier duc de Lorraine, Stanislas Leszczynski, qui y fait construire la célèbre place Stanislas, inscrite au patrimoine mondial de l'UNESCO avec les places de la Carrière et d'Alliance.
L'urbanisation de Nancy est originale : au cœur initial de la ville édifiée au Moyen Âge fut jouxtée, sous le règne de Charles III, la ville-neuve, un projet urbanistique particulièrement innovant pour l'époque. Ces deux villes étaient fortifiées indépendamment : les huit portes fortifiées encore présentes aujourd'hui, dont la plus ancienne est la fameuse porte de la Craffe (XIVe siècle), en sont le témoignage. Les deux villes furent reliées au XVIIIe siècle par le complexe urbanistique voulu par Stanislas. La ville possède un riche patrimoine préservé par l'intermédiaire d'un vaste secteur sauvegardé de 166 hectares, englobant la vieille-ville, l'ensemble XVIIIe siècle et la ville-neuve. Le palais des Ducs de Lorraine ainsi que l'église des Cordeliers, lieu de sépulture des ducs, furent classés dès 1840, sur la première liste des monuments historiques. Nancy connaît un important essor démographique après le rattachement de l'Alsace et de la Moselle à l'Allemagne en 1871 avec l'installation de nombreux optants, parmi lesquels un grand nombre d'intellectuels et d'industriels. Grâce à l'École de Nancy, la cité ducale devient à la fin du XIXe siècle et au début du XXe siècle l'un des principaux foyers de l'Art nouveau, mouvement artistique dont elle conserve aujourd'hui de nombreux bâtiments classés dont le plus emblématique est la villa Majorelle. Ce riche passé artistique et historique a fait de Nancy une ville de musées avec le Musée Lorrain, le musée des Beaux-Arts, le Museum-Aquarium et le musée de l'École de Nancy, et de culture avec notamment l'opéra national de Lorraine mais aussi le Zénith, le ballet National de Lorraine et le théâtre de la Manufacture. C'est aussi une ville verte avec de nombreux parcs dont les plus connus sont le parc de la Pépinière, situé juste derrière la place Stanislas, et le parc Sainte-Marie qui a accueilli l'exposition internationale de l'Est de la France en 1909. Par ailleurs, Nancy devrait devenir, d'ici 2020, la plus grande commune thermale de France.
L'agglomération de Nancy est aujourd'hui un important centre universitaire grâce aux nombreuses facultés et ses neuf écoles d'ingénieurs de l'université de Lorraine (dans le top 300 du classement de Shanghai), dont elle abrite le siège et la plus grande partie des infrastructures, mais aussi des écoles telles que le campus franco-allemand de Sciences Po Paris, AgroParisTech, l'école nationale supérieure d'architecture ou encore l'alliance Artem qui regroupe l'école des Mines, l'ICN et l'école nationale supérieure d'art. Elle abrite aussi un important pôle de santé publique et universitaire et privé. Le technopôle de Nancy-Brabois, l'un des premiers aménagés en France, est un lieu privilégié pour l'implantation des complexes universitaires et hospitaliers, ainsi que pour les entreprises. Nancy est d'ailleurs le siège de plusieurs directions régionales de l'État et de grands groupes comme EDF ou Pertuy Construction, et la 5e place financière de France. C'est également une ville de garnison avec le commandement de la logistique de l’énergie opérationnelle (CLEO) et le centre de soutien technique et administratif (CSTA) du service de l'énergie opérationnelle et la Base aérienne 133 Nancy-Ochey.

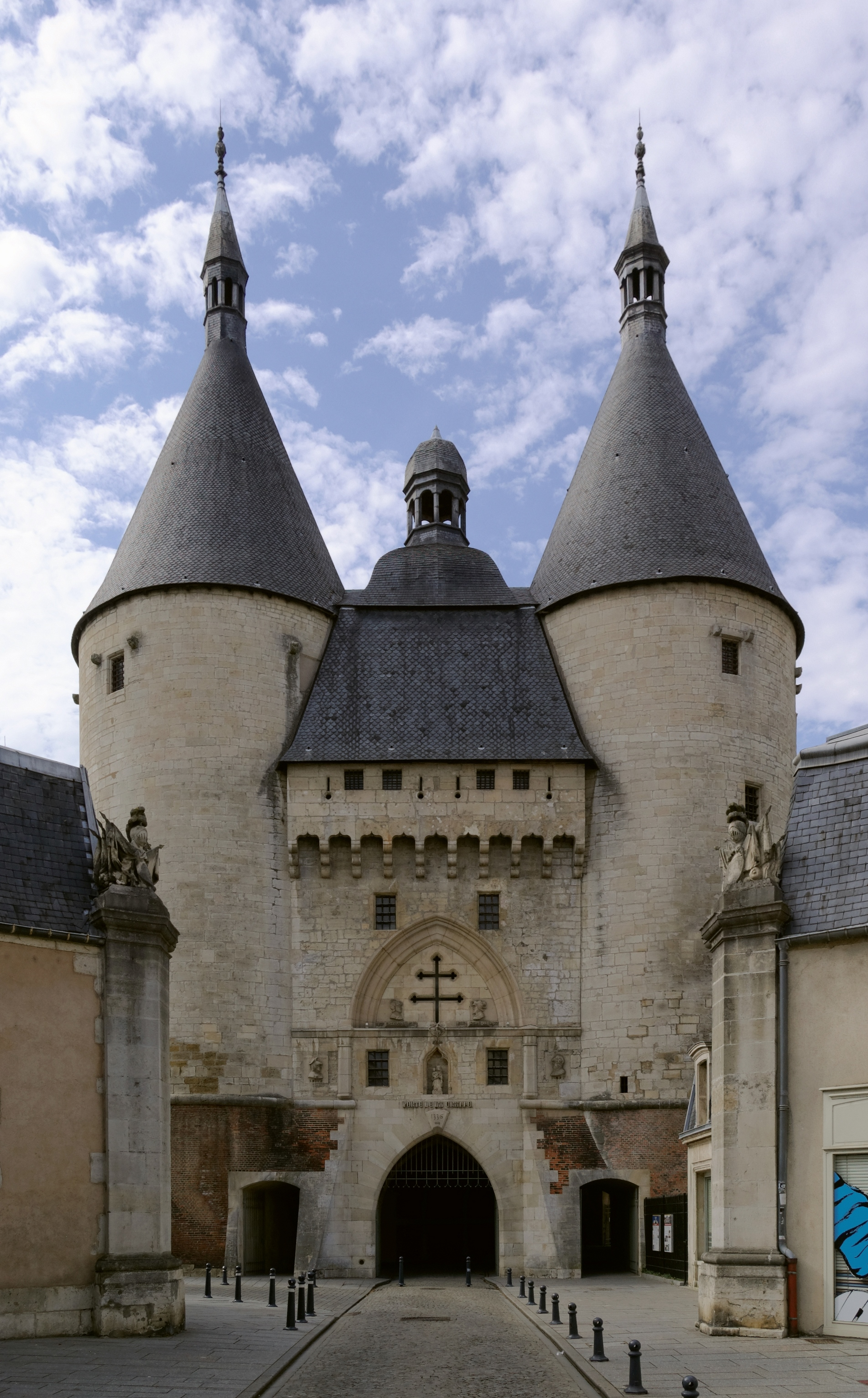
La porte de la Craffe.
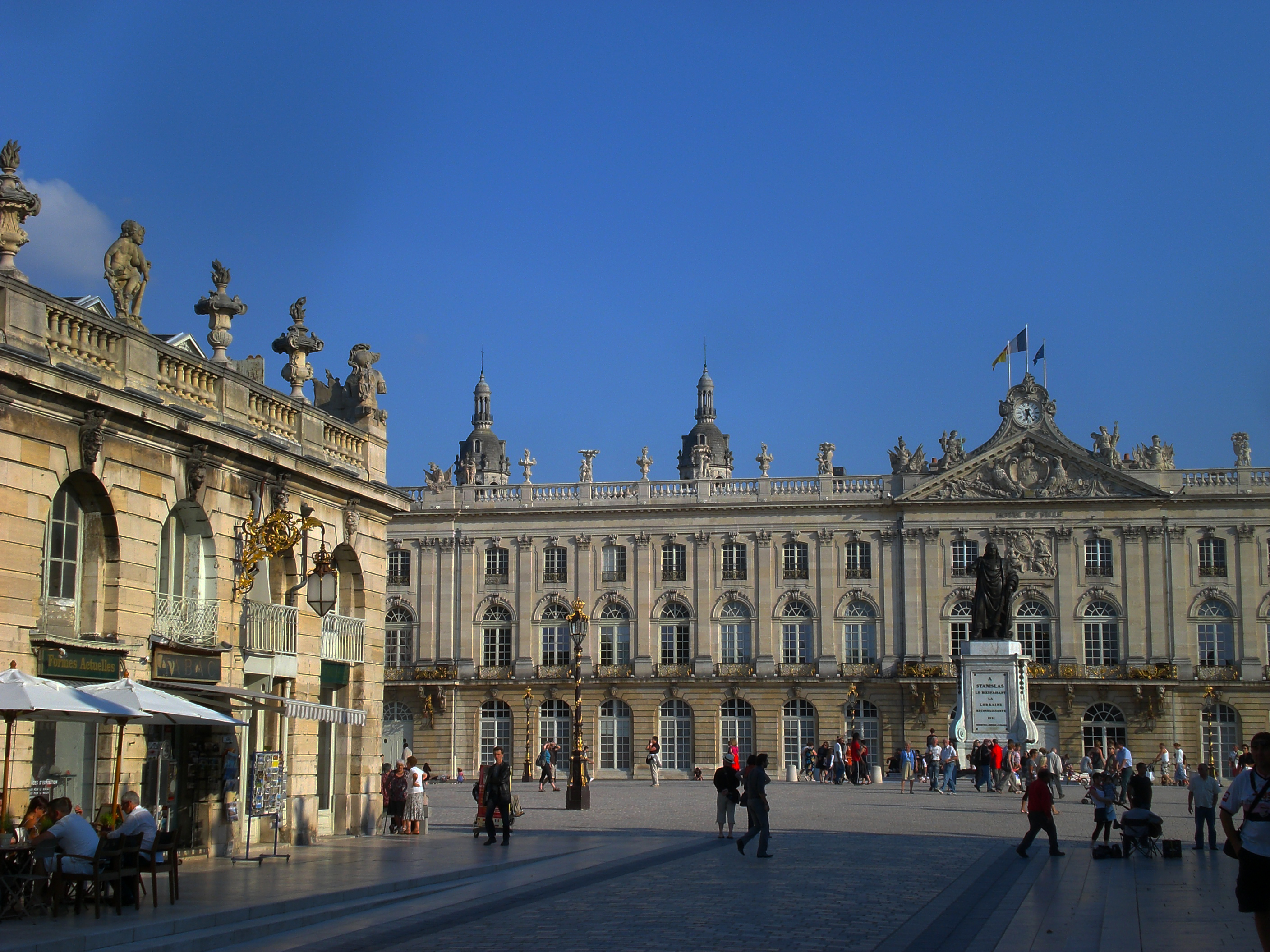
La place Stanislas.
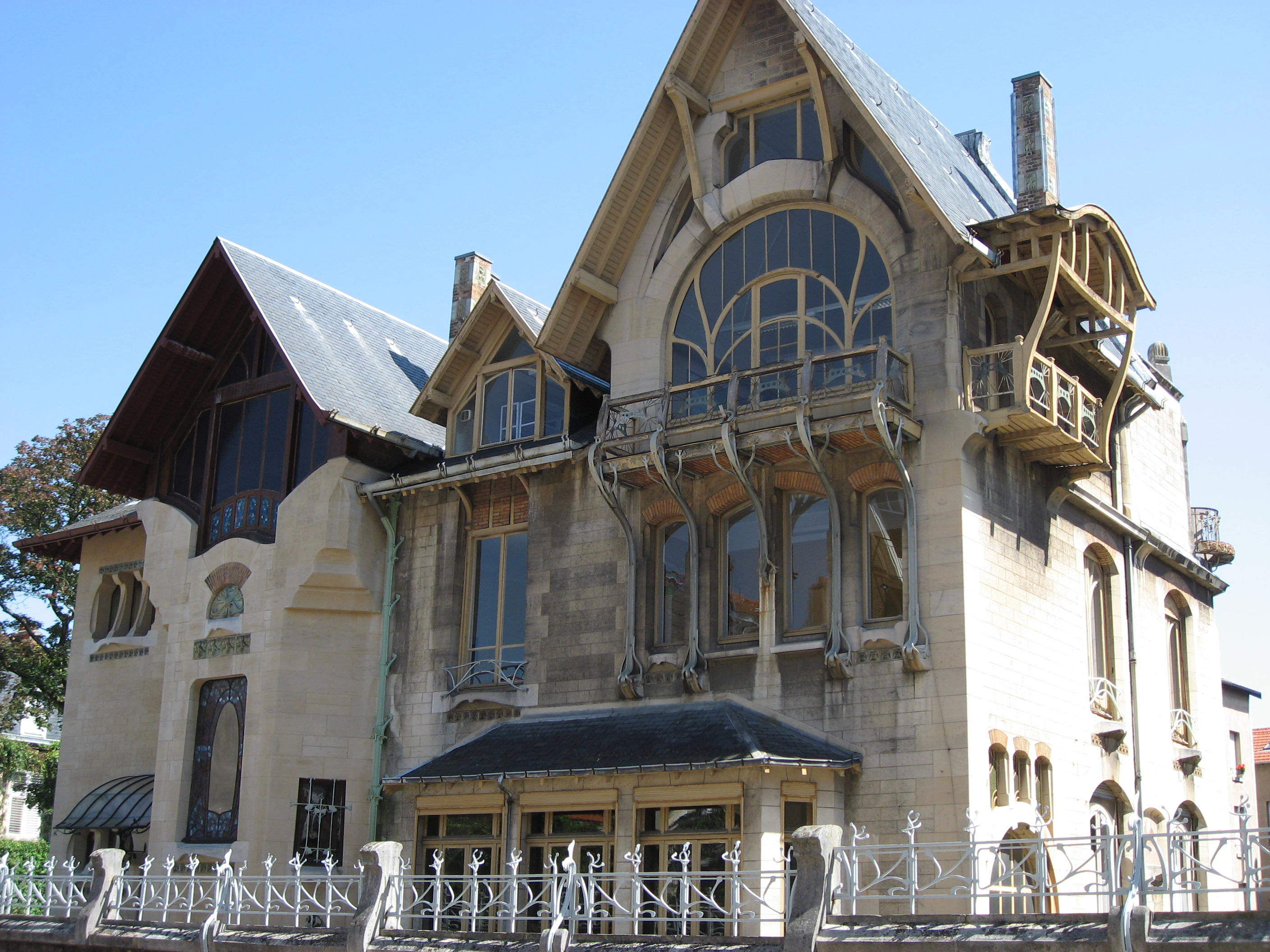
La villa Majorelle.
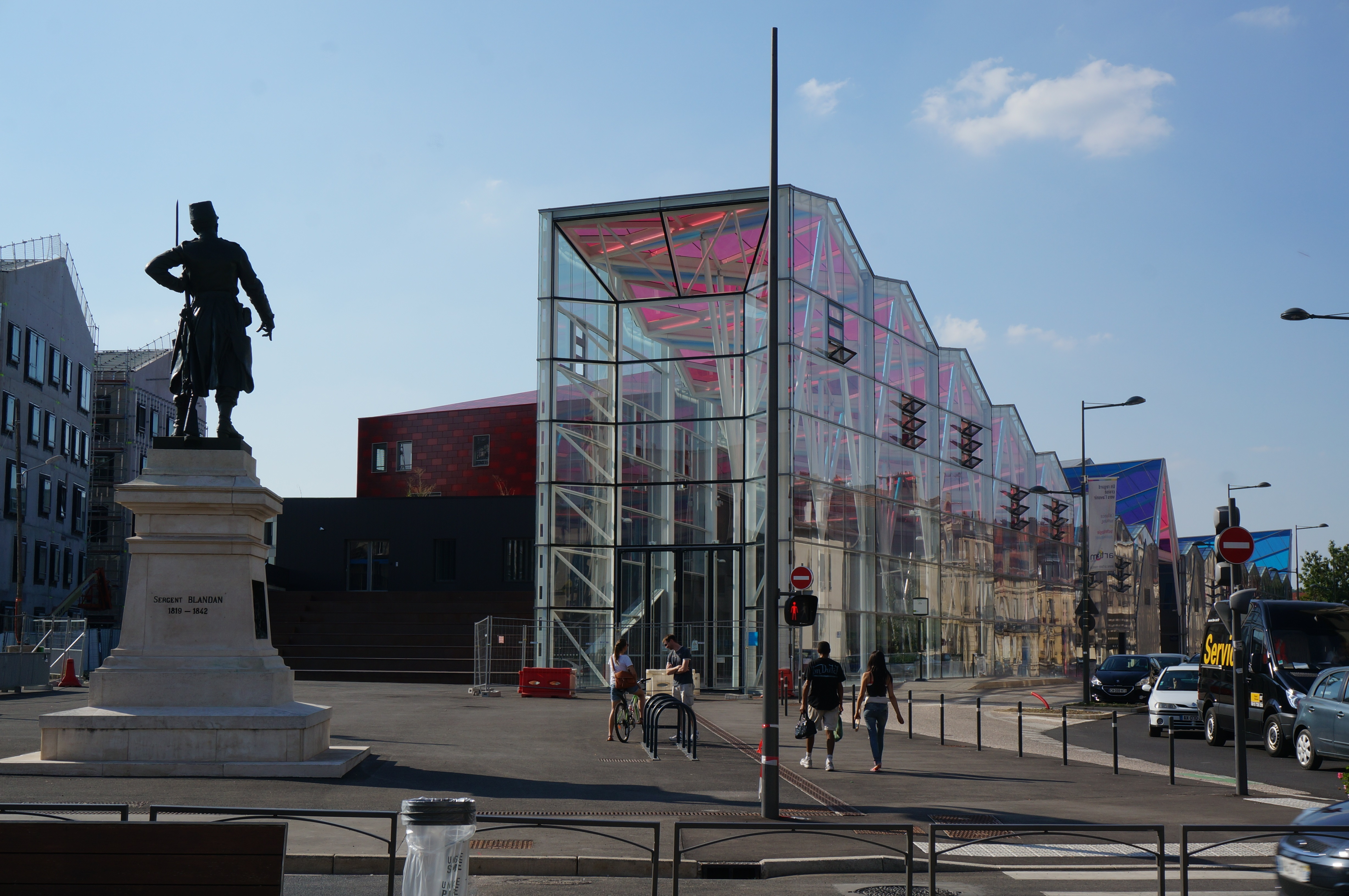
Le campus Artem en 2013.

##### Metz
L'agglomération messine est située au nord-est de la région et à 150 km à l'ouest de Strasbourg, dans le département de la Moselle. Elle est centrée sur la commune de Metz, préfecture du département de la Moselle et de l'ancienne région Lorraine, et l'Eurométropole de Metz. Elle comptait 286 510 habitants en 2016 au centre d'une aire urbaine de 391 187 habitants. Cette cité, dont les fondations remontent à avant l'époque gallo-romaine, a longtemps été au cœur de tensions politiques et économiques entre les mondes français et allemand.
Au début du Moyen Âge, Metz devient la capitale du royaume franc d'Austrasie, ainsi qu'un centre commercial et culturel de premier ordre, notamment car étant le berceau de la dynastie carolingienne. Au temps du Saint-Empire germanique, la ville s'érige en république autonome, enrichie par le commerce et la rente. Convoitée puis conquise par le royaume de France, elle perd son indépendance mais devient un réel enjeu stratégique qui en fait une des principales places fortes du royaume ; pour Vauban, elle « défend l'État ». L'annexion allemande survint en 1871, après la toute première prise de la ville par l'ennemi : la résistance multiséculaire de la cité lui avait valu le surnom de pucelle. Le début du XXe siècle est alors marqué par une modernisation urbaine aux allures germaniques. La physionomie de la ville est alors partagée entre une vieille-ville classique et gothique, accueillant la cathédrale Saint-Étienne, et le quartier impérial, une nouvelle ville représentative de l'architecture wilhelmienne. Après-guerre, Metz verra un développement et un accroissement démographique continus jusque dans les années 2000 ; ce développement s'accompagne d'un forte poussée urbaine et de la création de la première université moderne de la ville en 1969. L'urbanisation massive va aussi être le terreau de la mise en place d'une politique d’écologie urbaine,, depuis les années 1980, matière dont la ville est pionnière en France.
Aujourd'hui, l'agglomération voit se développer des lieux consacrés à l'art contemporain, comme le centre Pompidou-Metz ou la plateforme TCRM-Blida et, en parallèle, un pôle centré sur les activités et les technologies de l’information et de la communication. Le pôle universitaire de Metz, uni depuis 2012 à celui de Nancy sous le nom d'université de Lorraine, s'accompagne de l'implantation sur le technopôle d'écoles prestigieuses comme l'ENSAM ParisTech, CentraleSupélec, l'école nationale d'ingénieurs et GeorgiaTech Lorraine. Dans les années 2010, des politiques de grands travaux permettent encore de moderniser massivement la ville et de contribuer à son développement et son rayonnement. Malgré le départ et la dissolution de plusieurs unités dans le cadre de la réforme de la carte militaire, Metz reste une importante ville de garnison avec, entre autres, l'état-major interarmées de la zone de défense et de sécurité Est, l’hôpital d’instruction des armées Legouest, le 3e régiment de hussards, le détachement du 6e régiment du matériel et le 1er régiment du service militaire volontaire.

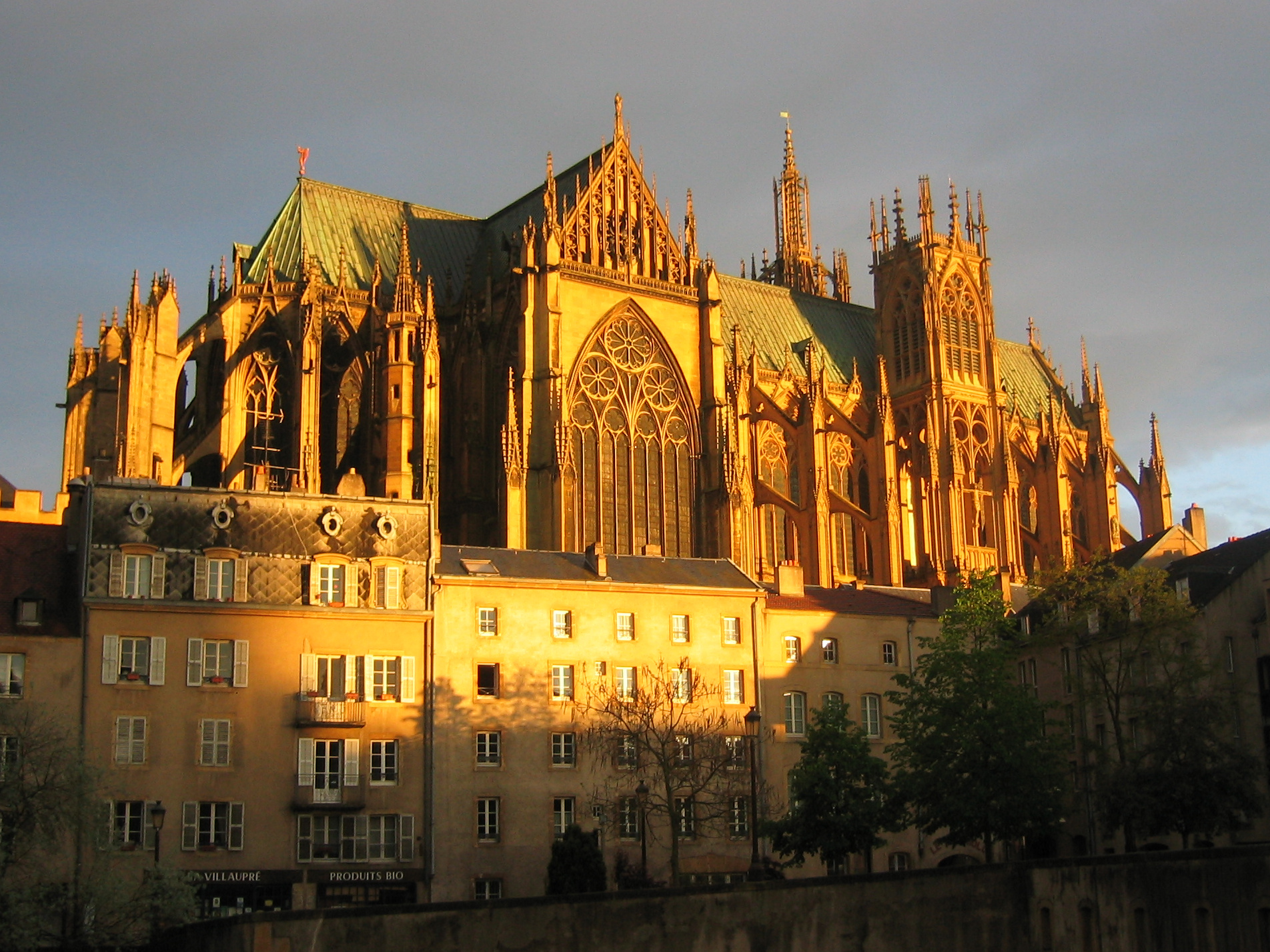
La cathédrale Saint-Étienne.
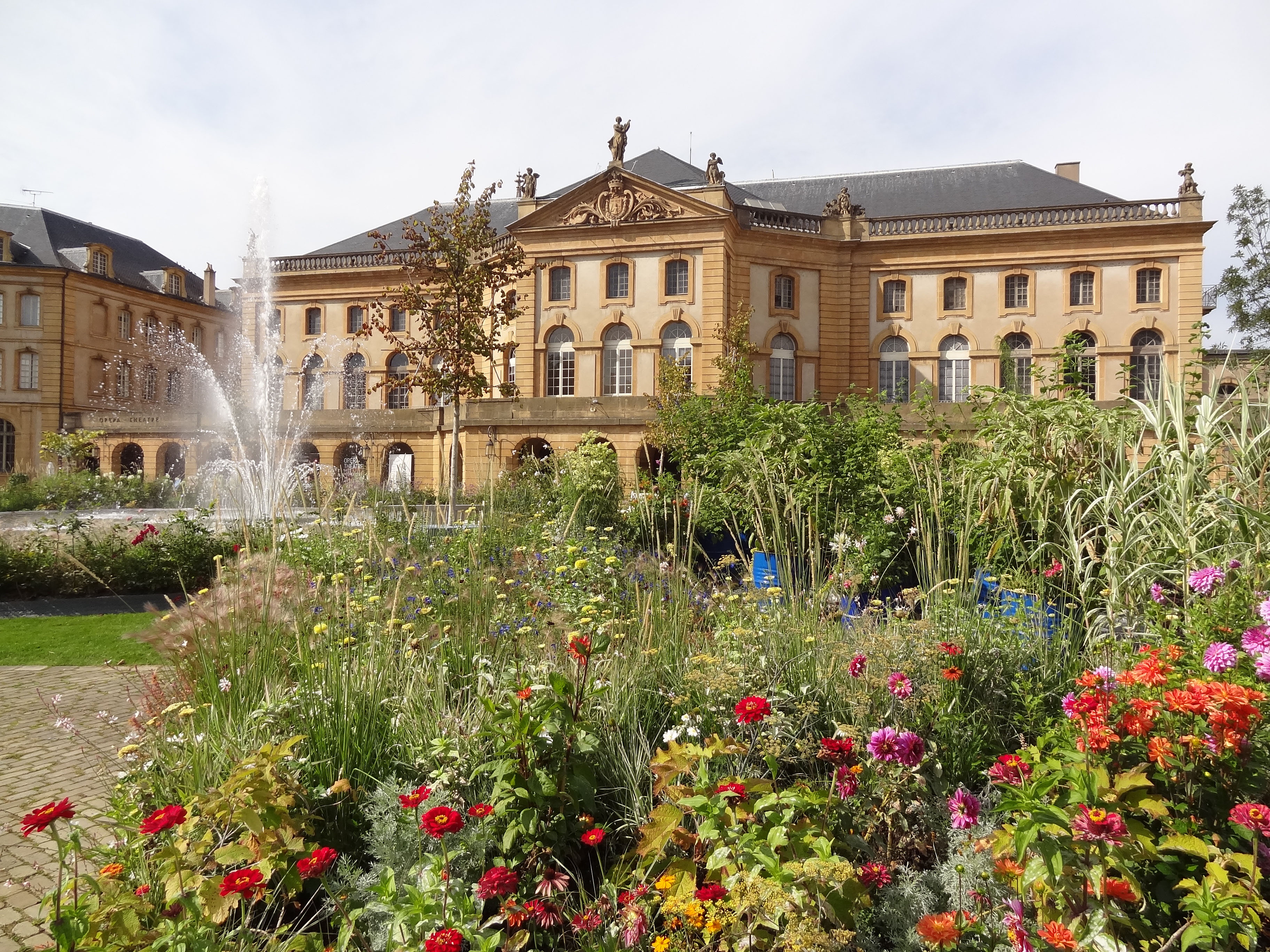
L'opéra-théâtre.
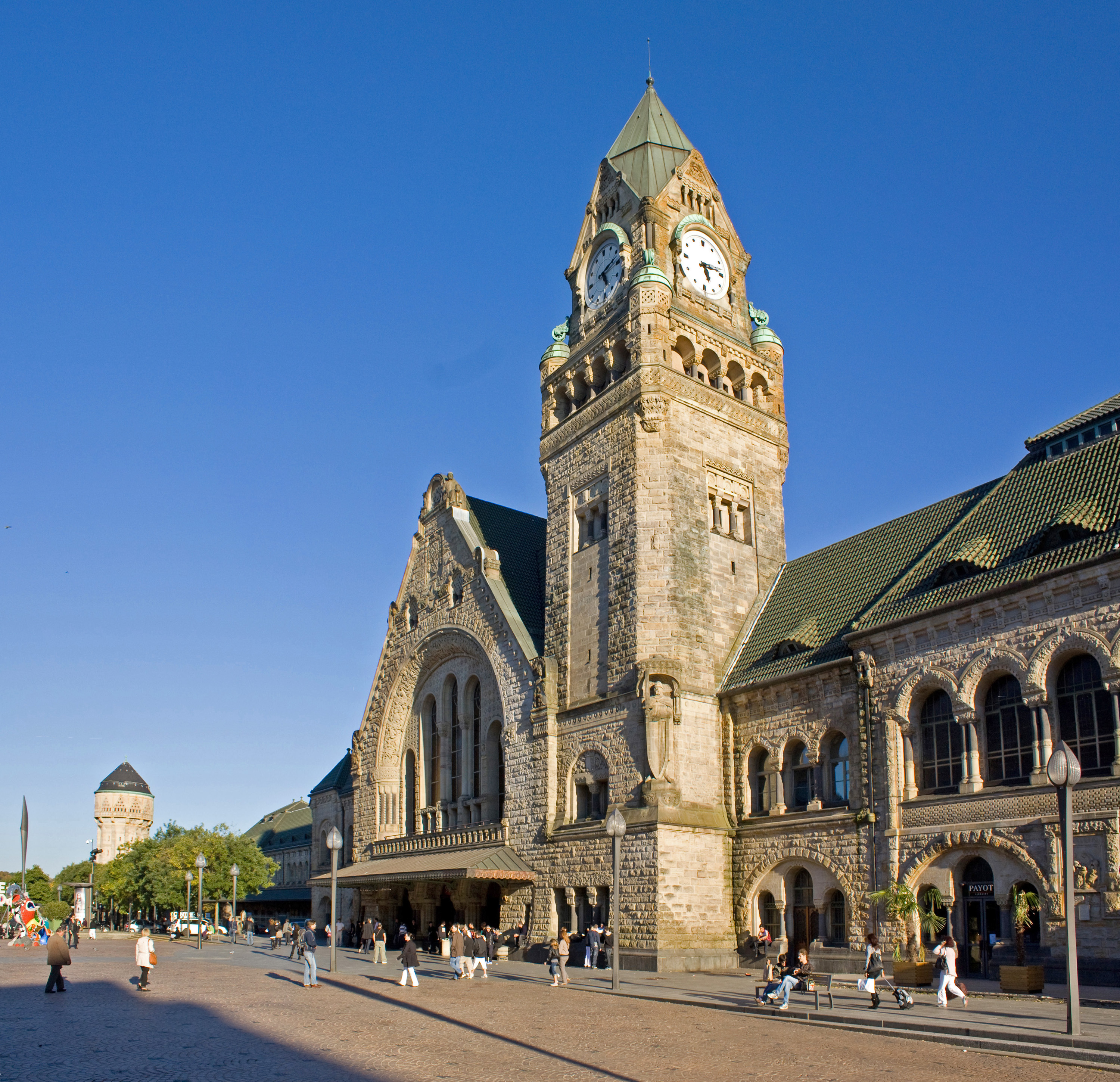
La gare de Metz-Ville.
Le centre Pompidou-Metz.

##### Mulhouse
L'agglomération mulhousienne située à 100 km au sud de Strasbourg, compte 248 789 habitants qui résident à 45 % (110 370 habitants) intra muros et à 55 % (136 141 habitants) dans sa banlieue, ce qui provoque une importante migration pendulaire. Elle est centrée sur la commune de Mulhouse et sur la communauté urbaine appelée Mulhouse Alsace Agglomération (M2A). Son aire urbaine compte 285 948 habitants et la zone d'emploi regroupe 432 083 habitants. Elle fait partie de RegioTriRhena, la plate-forme trinationale (France, Allemagne, Suisse) de coopération politique dans la région du sud du Rhin Supérieur regroupant 2,3 millions d'habitants. C'est la ville de France métropolitaine qui a la plus forte proportion de jeunes. «Archétype de la ville fabriquée par les flux migratoires» depuis la révolution industrielle, Mulhouse est une ville très cosmopolite. La ville est située à proximité de l'Allemagne et de la Suisse. L'aéroport international Bâle-Mulhouse-Fribourg est le plus important du Grand Est français tandis que les ports de Mulhouse-Rhin, troisième port fluvial de France, permettent un transport de conteneurs direct entre l'agglomération et le port de Rotterdam.
Mulhouse a longtemps été une cité-État calviniste : la République de Mulhouse. Propulsée dans l'aventure industrielle en 1746 et « réunie » à la France en 1798, elle devint un des premiers pôles industriels d'Europe. Cette identité industrielle se traduit culturellement, Mulhouse possède ainsi plusieurs musées d'envergure mondiale, : la Cité de l'automobile, le musée EDF Electropolis et la Cité du train. L'Opéra national du Rhin et le Ballet de l'Opéra national du Rhin se produisent à La Filature et au théâtre de la Sinne. Mulhouse a vu naître et grandir le capitaine Alfred Dreyfus, dont l'affaire a coupé en deux la France entière. Terre de la Réforme, Mulhouse accueille en son cœur le temple Saint-Étienne qui est l'édifice protestant le plus haut de France tandis que la tour de l'Europe, qui domine le centre-ville est le plus grand gratte-ciel du Grand Est. Du fait de la présence de l'industrie spatiale, Mulhouse est membre de la communauté des villes Ariane.

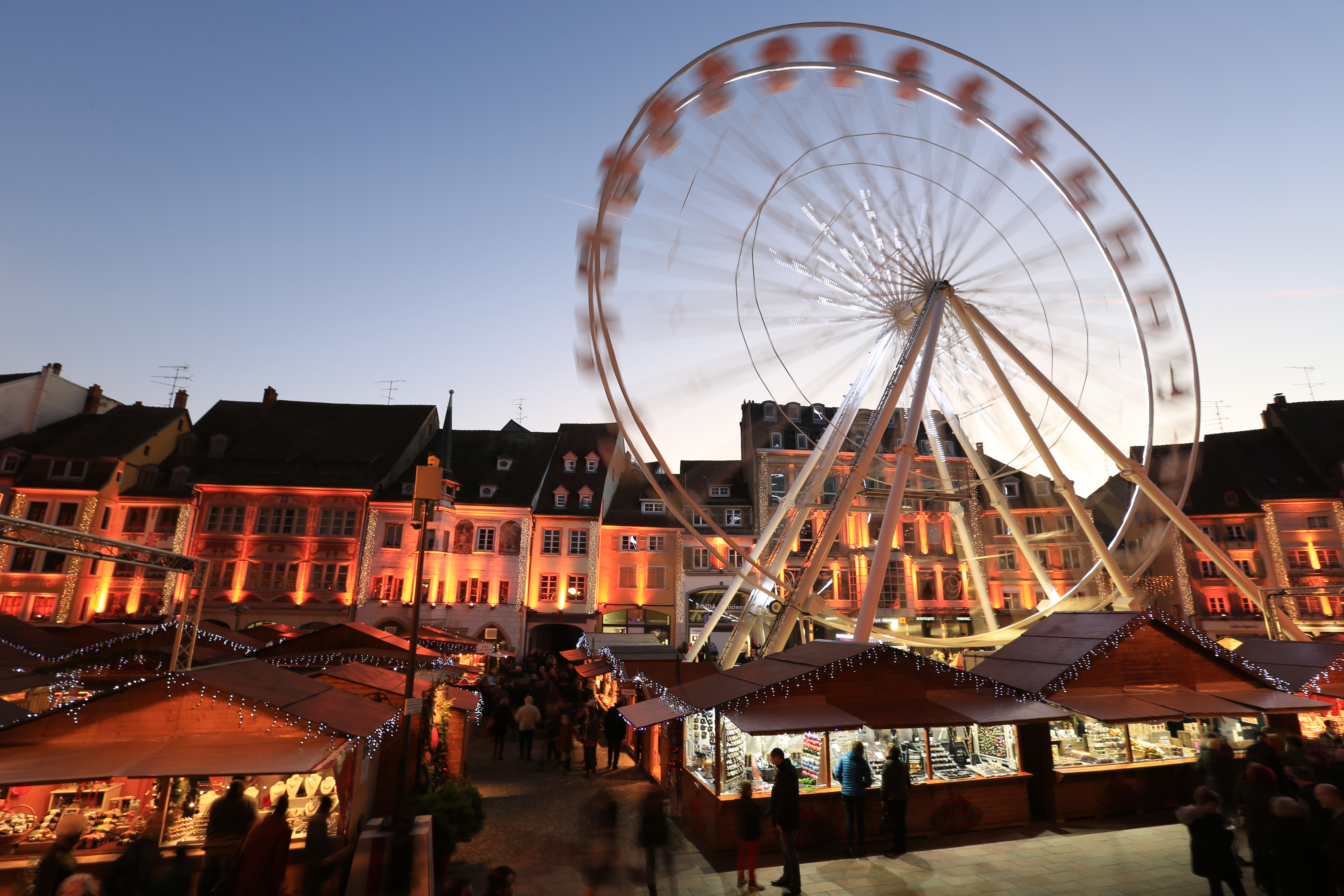
Le marché de Noël, place de la Réunion.
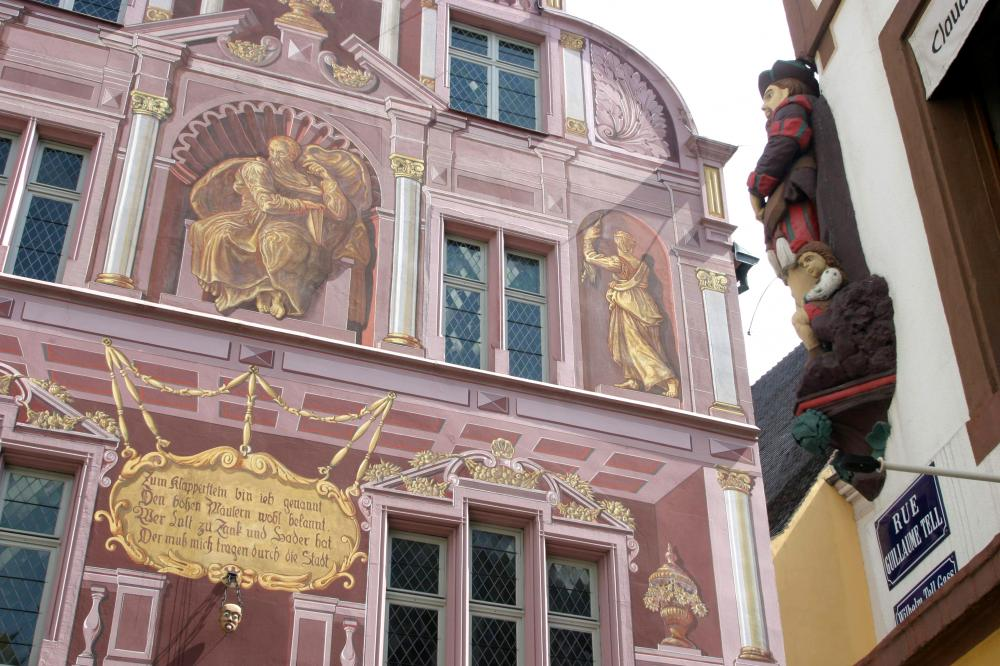
L'hôtel de ville, ancien parlement de la République de Mulhouse.
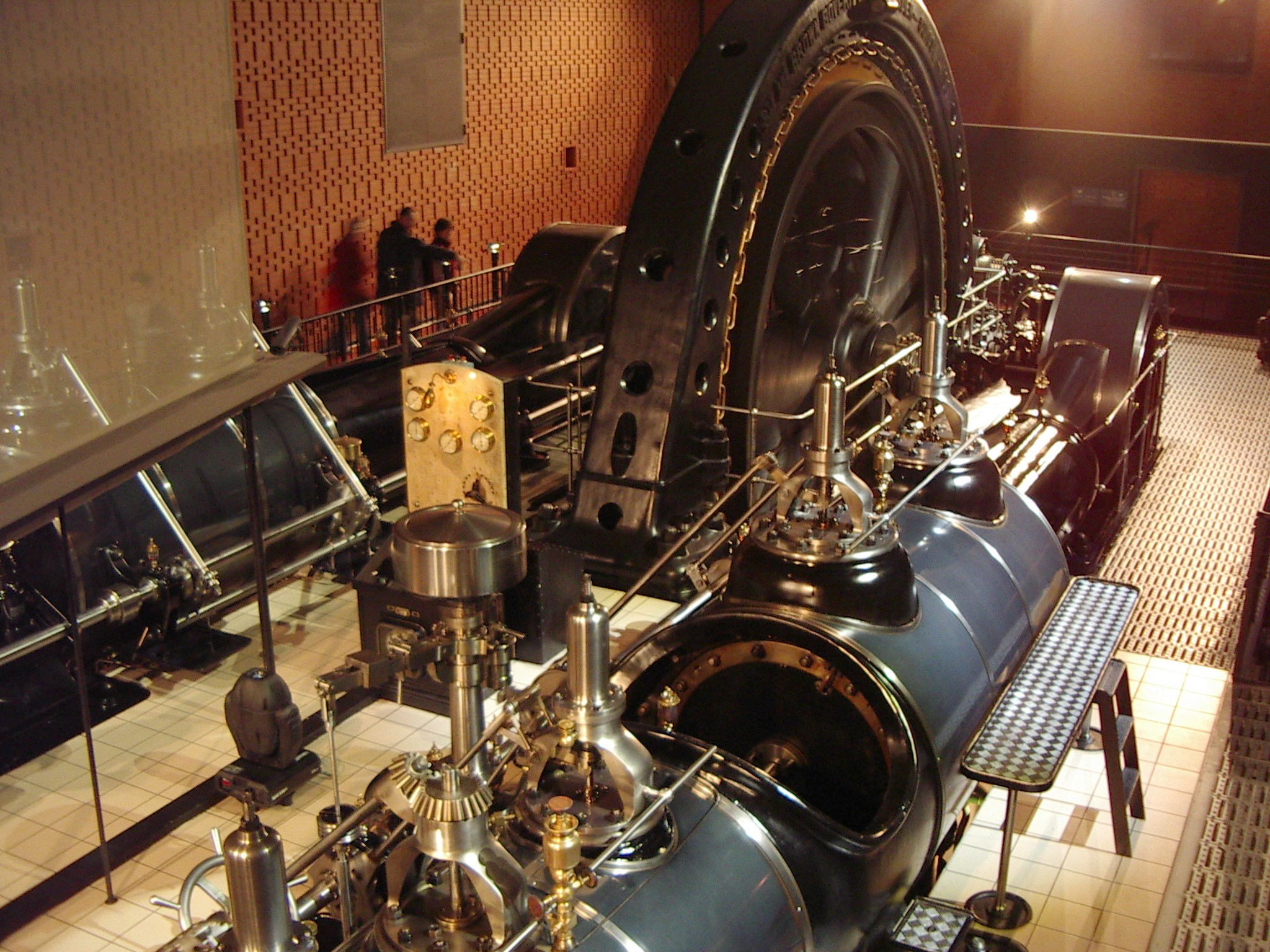
Machine à vapeur en fonctionnement (Electropolis).
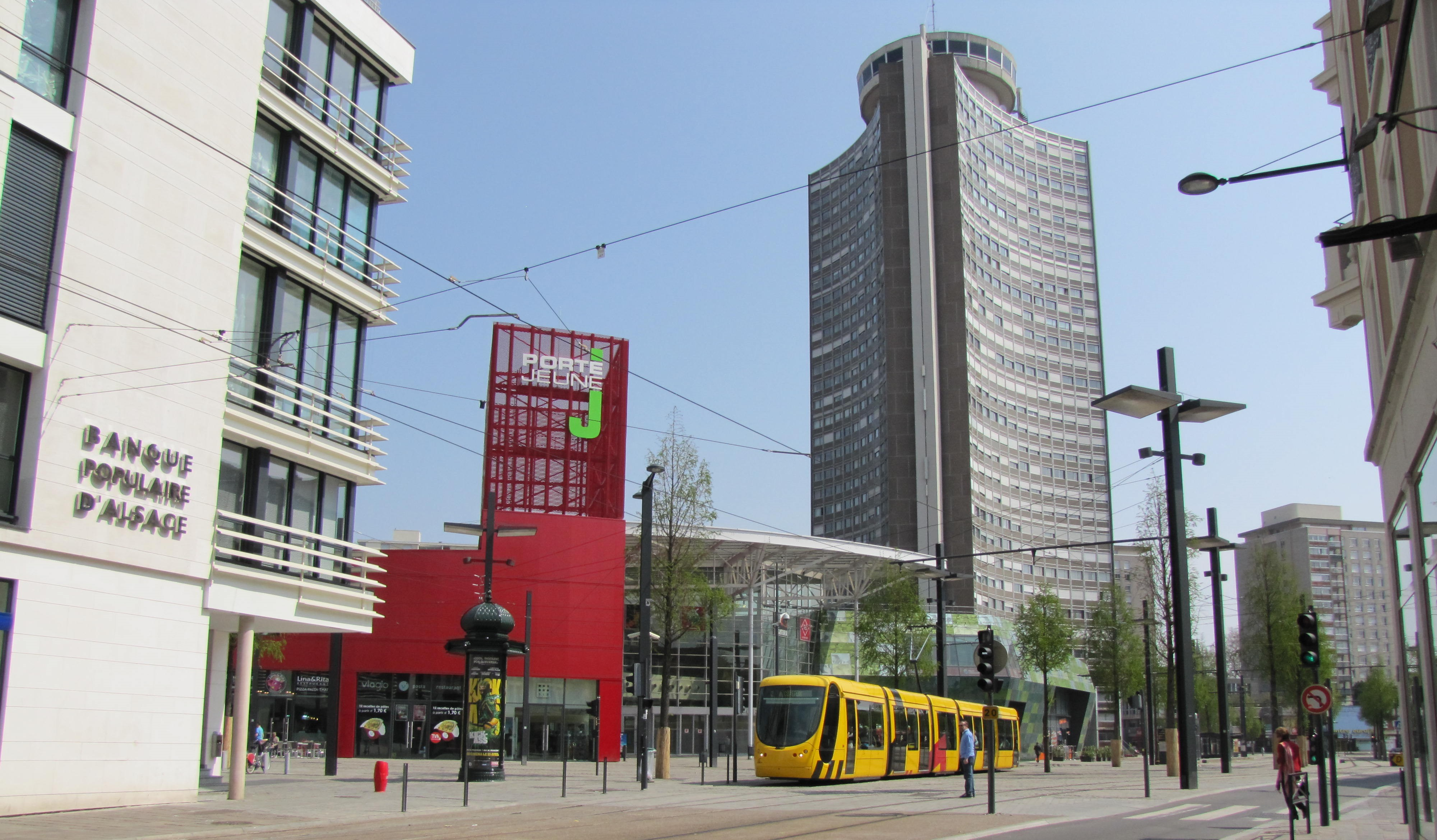
Porte Jeune et la tour de l'Europe.

##### Reims
L'agglomération rémoise est située dans le département de la Marne et se trouve excentré de la capitale Strasbourg. Centrée sur la commune de Reims et formant une partie de la communauté urbaine du Grand Reims, elle compte 212 949 habitants au recensement de 2015, au cœur d'une aire urbaine de 322 264 habitants. Desservie par l'axe Paris - Strasbourg, Reims se situe en limite occidentale de la Champagne crayeuse. C'est la seule des cinq grandes agglomérations de la région à être située dans le grand bassin parisien, les quatre autres faisant partie de l'Europe rhénane.
Reims est surnommée « la cité des sacres » ou « la cité des rois ». En effet, c'est sur le futur emplacement de Notre-Dame de Reims que Clovis est baptisé par saint Remi et que furent sacrés un grand nombre de rois de France pendant plus de dix siècles à partir de Louis le Pieux en 816 jusqu'à Charles X en 1825. Outre la cathédrale, le patrimoine culturel et historique de Reims est important ; il comporte de nombreux monuments historiques et façades Art déco. Grâce aussi à ses nombreuses manifestations culturelles, elle est désignée Ville d'art et d'histoire et compte trois sites inscrits sur la liste du patrimoine mondial de l'UNESCO. Le champagne, inventé au XVIIe siècle par Dom Pérignon, constitue l'un des atouts historiques de l'économie rémoise.

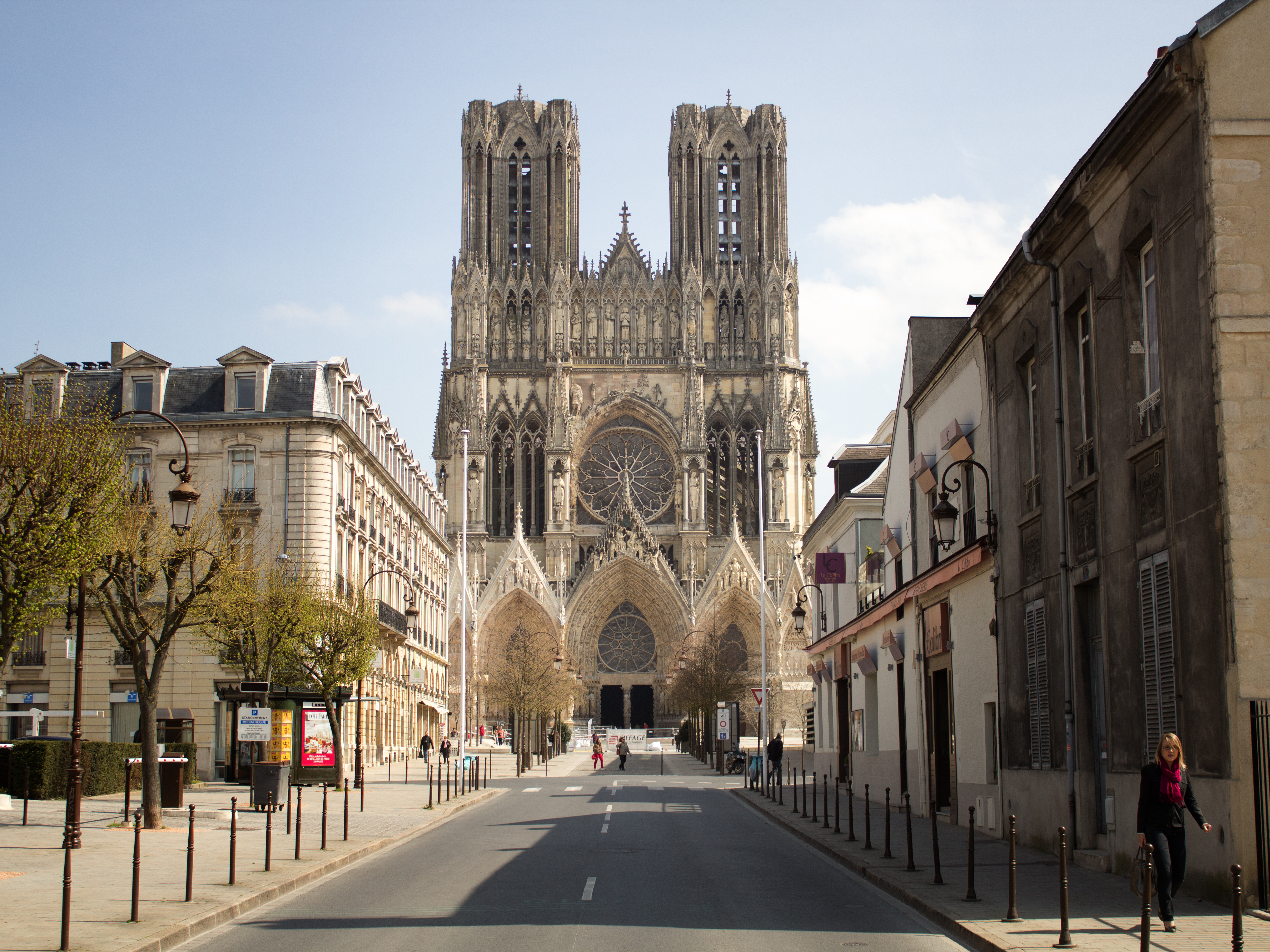
La cathédrale Notre-Dame de Reims.
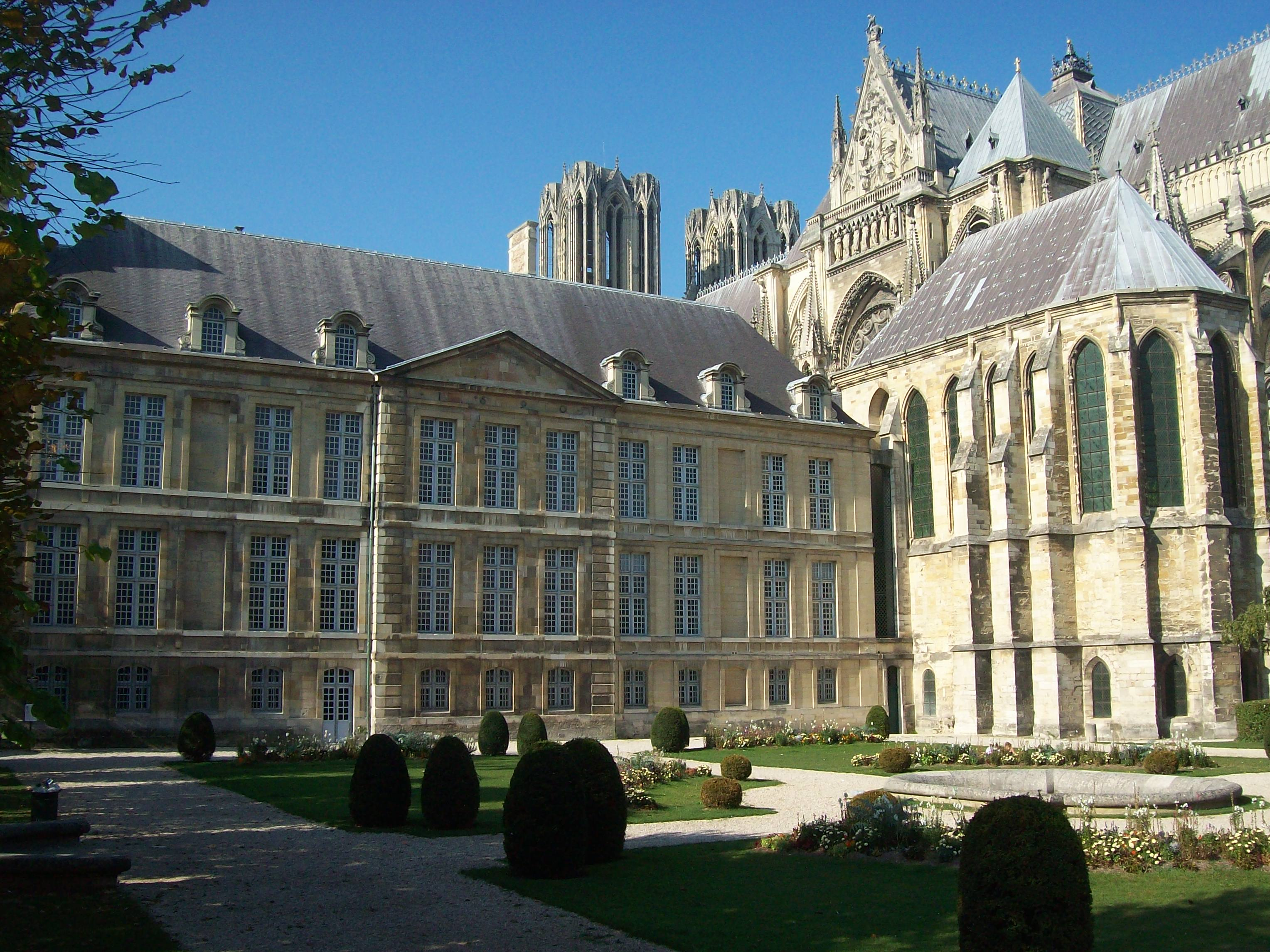
Le palais du Tau.
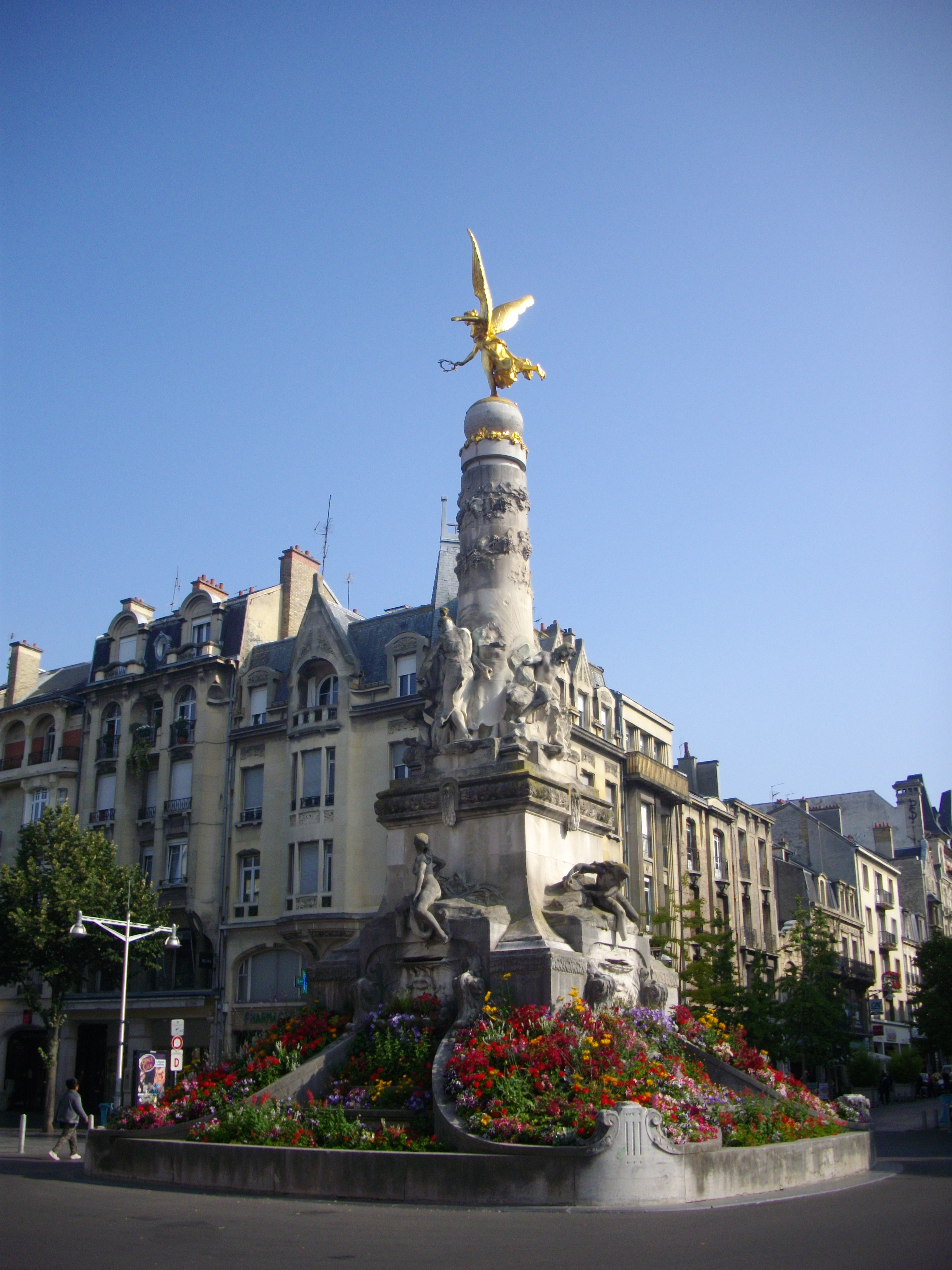
La place Drouet-d'Erlon.
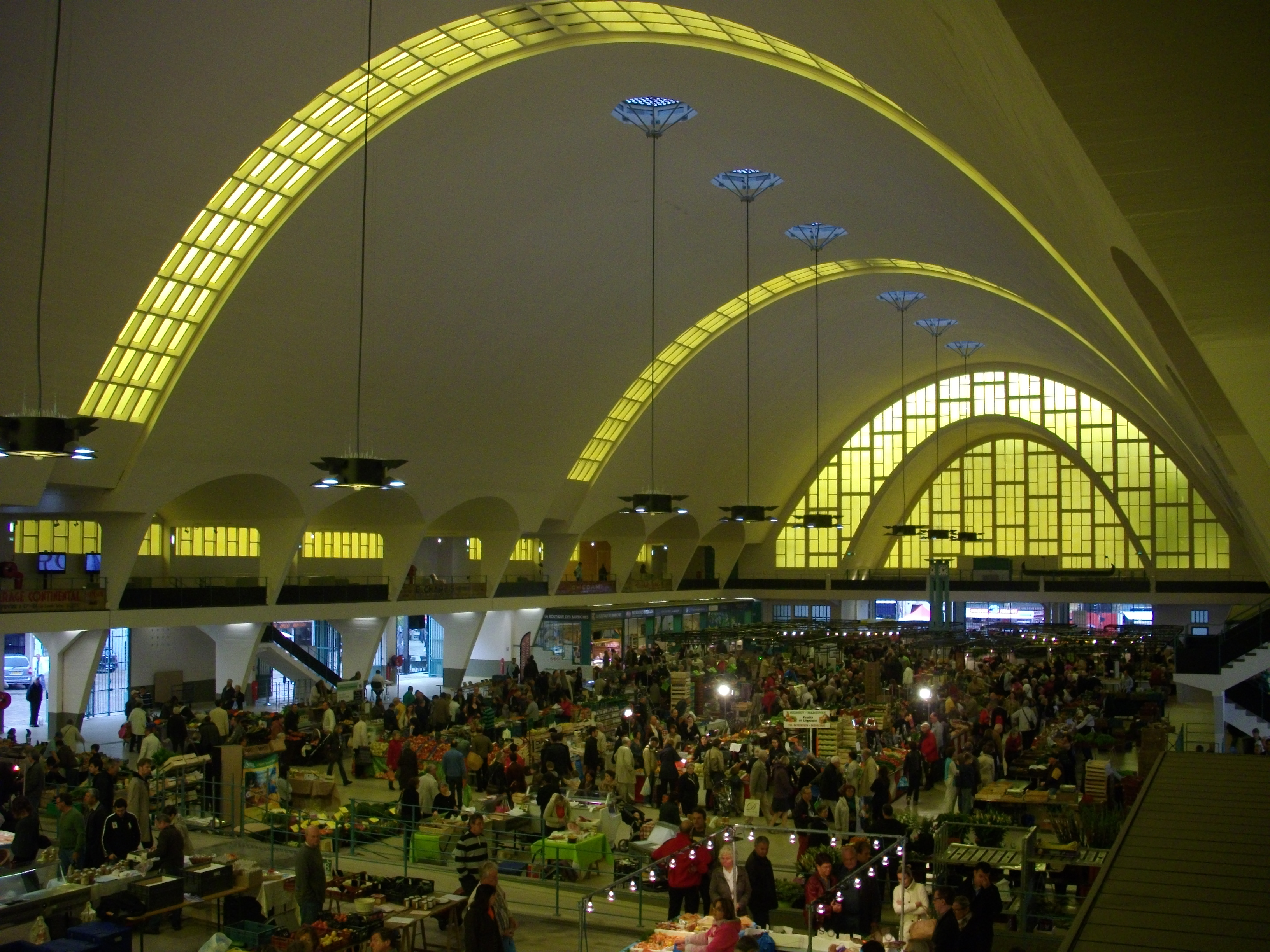
Les halles du Boulingrin.

#### Agglomérations d'importance moindre
D'autres agglomérations, moins peuplées que les cinq citées précédemment, ont aussi une influence sur la structuration du territoire à un niveau plus local. Deux d'entre elles dépassent les 100 000 habitants. Les communes qui les composent sont regroupées au sein des intercommunalités suivantes :
- la communauté d'agglomération de Troyes Champagne Métropole (169 663 habitants en 2015), qui est centrée sur la ville de Troyes, préfecture du département de l'Aube. La ville-centre compte 60 928 habitants dans une unité urbaine de 136 330 habitants et une aire urbaine de 194 504 habitants. L'agglomération de Troyes est très connue pour ses magasins d'usine. Elle est située dans la diagonale du vide dont elle constitue le plus grand pôle urbain dans la région ;
- la communauté d'agglomération Portes de France-Thionville (78 892 habitants) centrée sur la ville de Thionville, sous-préfecture du département de la Moselle. Thionville est située à mi-distance de Metz et de Luxembourg (ville) et compte 40 665 habitants au centre d'une unité urbaine de 132 722 habitants et d'une aire urbaine de 135 864 habitants. Ancienne cité sidérurgique au nord du sillon mosellan, elle tire profit de sa proximité avec le grand-duché de Luxembourg dont elle fut l'une des principales villes jusqu'en 1659, avant de devenir française.

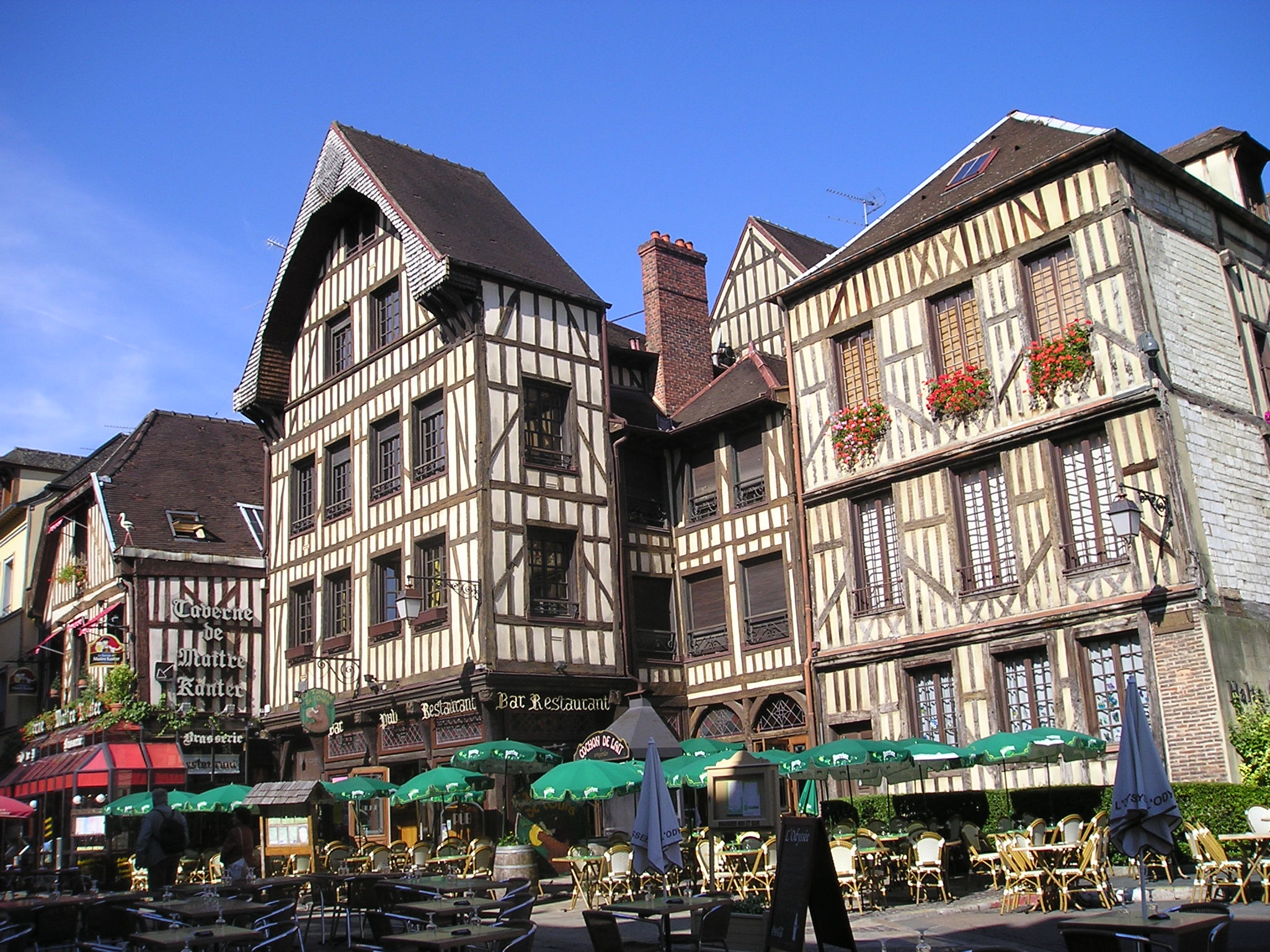
Le centre-ville de Troyes.
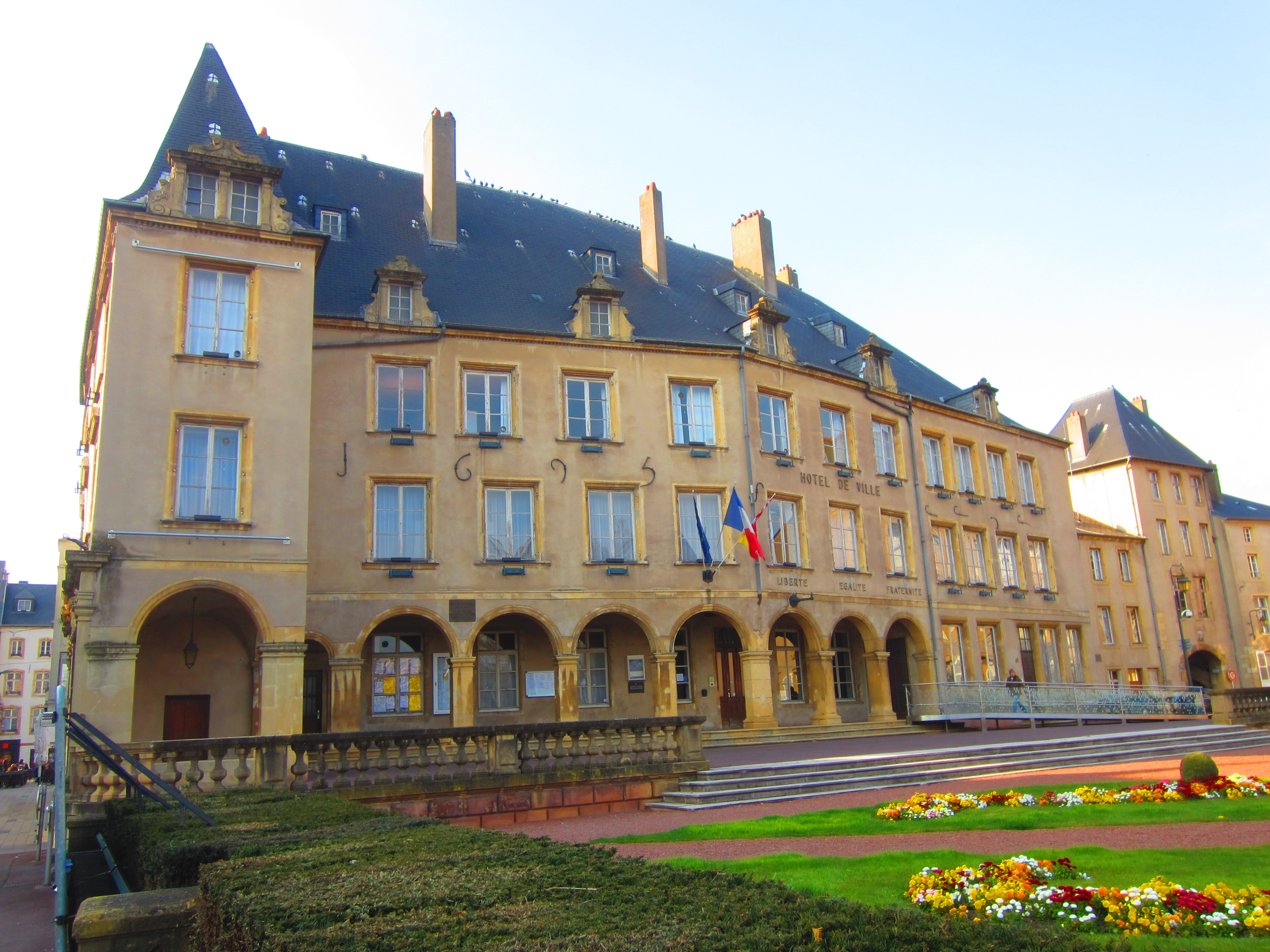
L'hôtel de ville de Thionville.

Trois autres intercommunalités ne disposent pas d'une unité urbaine de plus de 100 000 habitants mais sont néanmoins au centre d'une aire urbaine de plus de 100 000 habitants. Il s'agit des EPCI suivants :
- la communauté d'agglomération d'Ardenne Métropole (125 076 habitants) centrée sur Charleville-Mézières, la préfecture du département des Ardennes. La ville-centre, issue de la fusion en 1966 de cinq communes dont Charleville et Mézières, compte 47 847 habitants dans une unité urbaine de 59 465 habitants et une aire urbaine de 104 765 habitants en 2015. Comme Reims, elle fait partie du Grand bassin parisien ;
- la communauté d'agglomération de Colmar Agglomération (113 975 habitants) centrée sur la ville de Colmar, préfecture du Haut-Rhin. La ville-centre comptait 70 284 habitants en 2015, dans une unité urbaine de 95 712 habitants et une aire urbaine de 131 644 habitants. Elle est située au cœur de la plaine d'Alsace, au pied du massif des Vosges. Colmar revendique le titre de « capitale des vins d'Alsace ». Ville natale d'Auguste Bartholdi et de Hansi, elle possède un riche patrimoine historique et culturel avec le quartier de la Petite Venise, la collégiale Saint-Martin (surnommée Cathédrale Saint-Martin), le musée Unterlinden ou encore la Gare. C'est aussi une ville de garnison avec la présence du 152e régiment d'infanterie et du Régiment de marche du Tchad, implanté sur l'ancienne base aérienne 132 Colmar-Meyenheim. Comme le reste de la plaine d'Alsace, elle fait partie de l'Europe rhénane ;
- la communauté d'agglomération de Forbach Porte de France (78 290 habitants en 2015) centrée sur Forbach qui structure l'est du département de la Moselle. L'unité urbaine de Sarrebruck-Forbach (partie française) compte 83 895 habitants et l'aire urbaine 100 238 habitants. Avec sa voisine Sarrebruck, capitale de la Sarre (Allemagne), elle forme une importante conurbation transfrontalière dont la forme institutionnelle, l'Eurodistrict SaarMoselle, comprend près de 700 000 habitants.

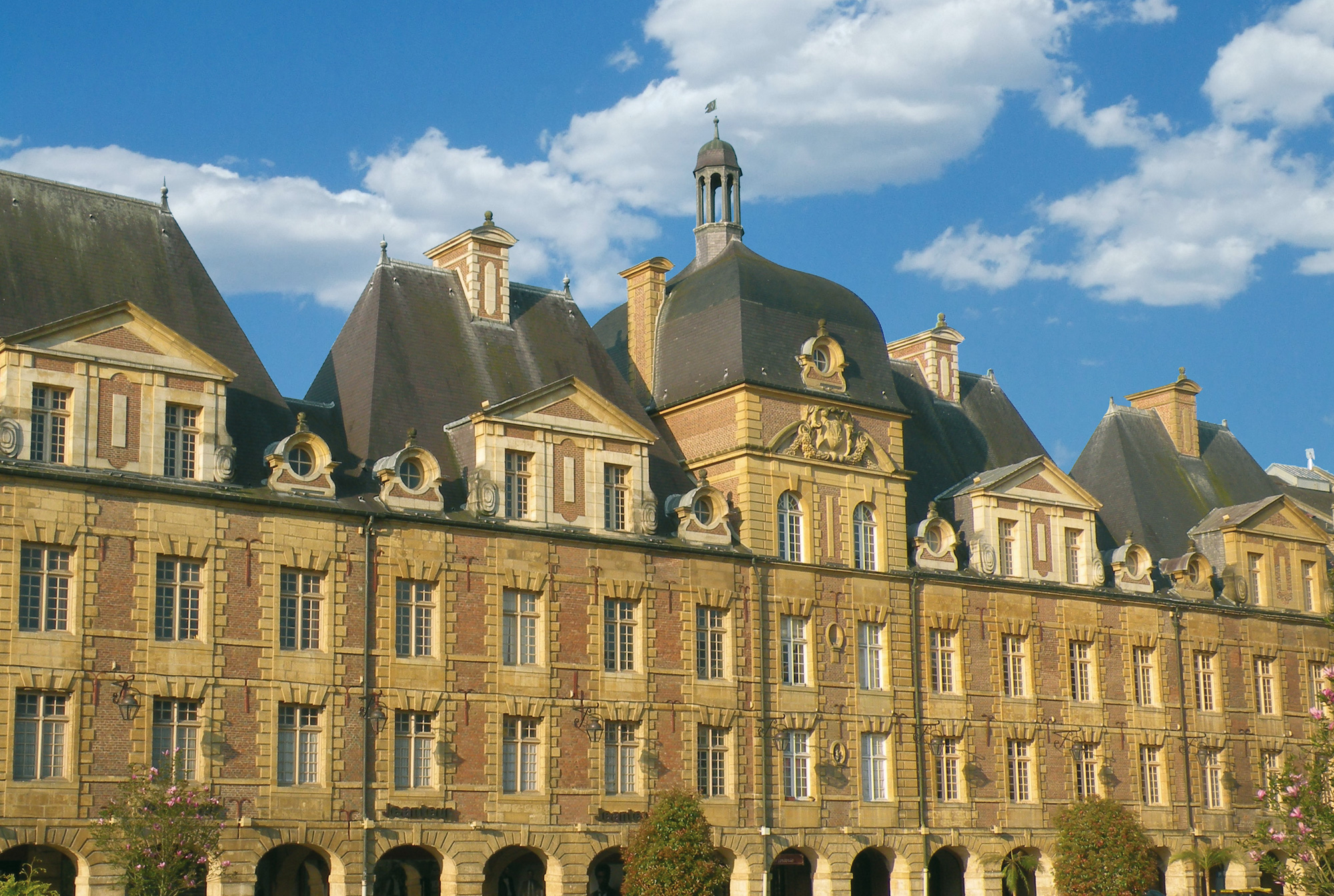
La place Ducale à Charleville-Mézières.
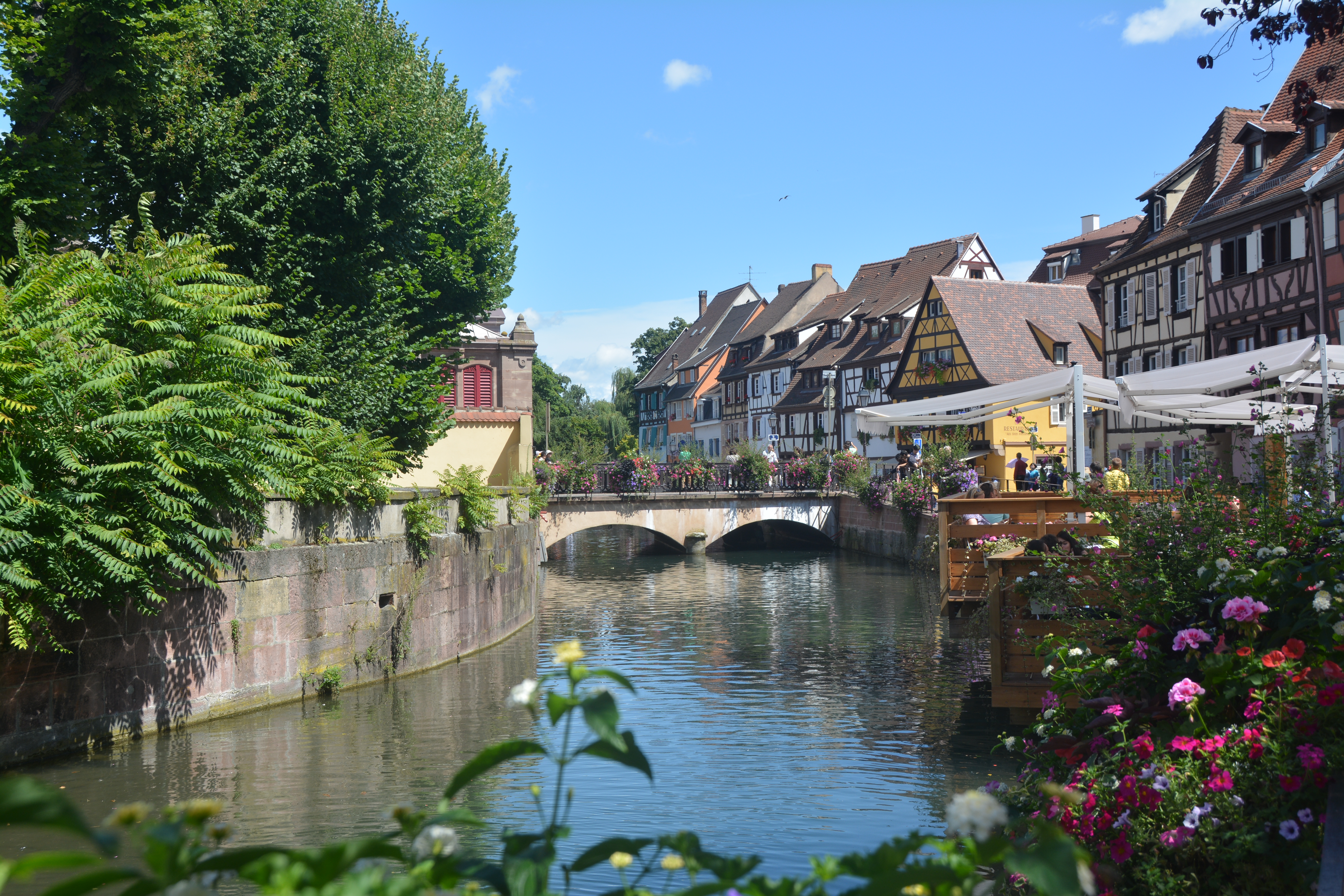
La Petite Venise à Colmar.
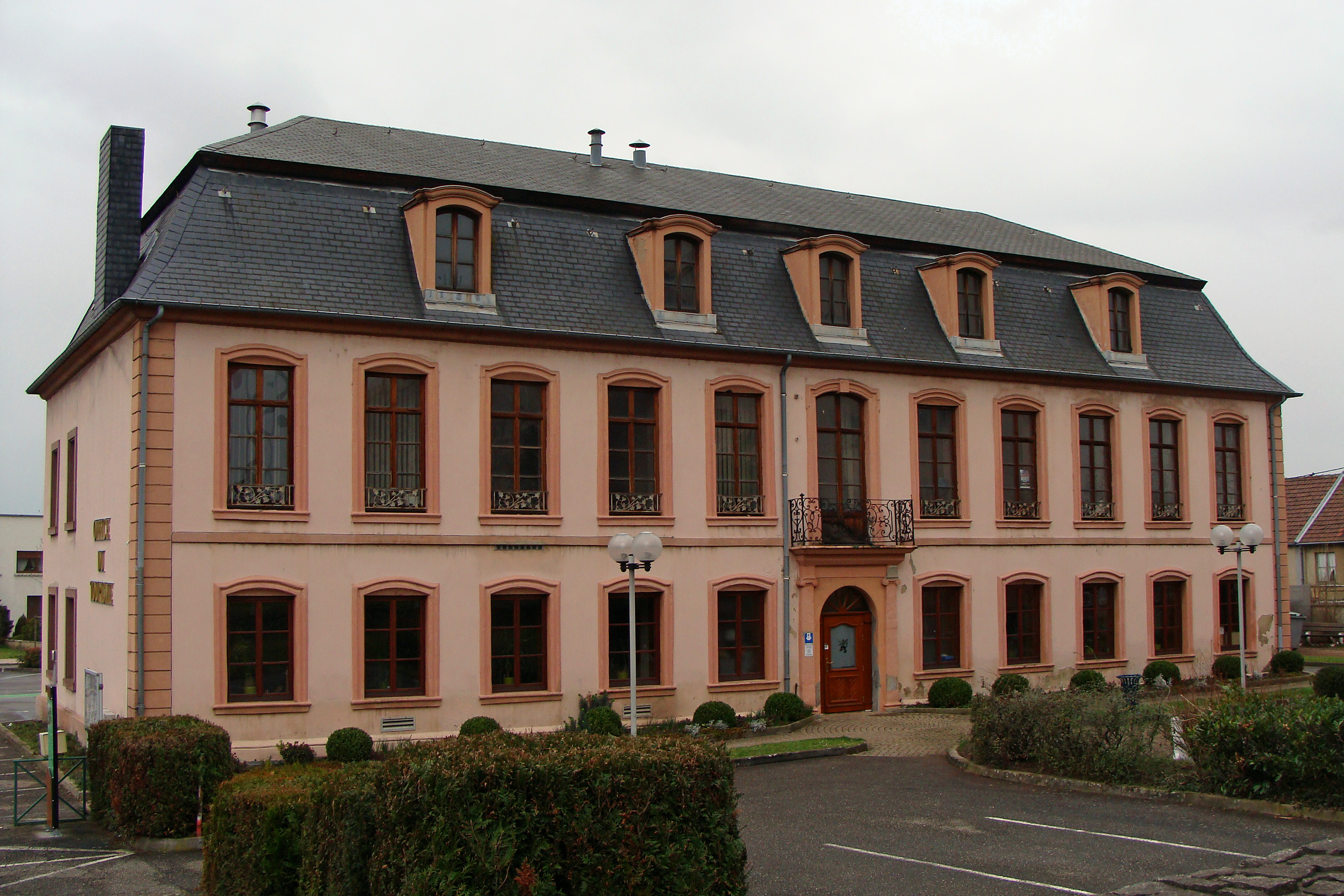
Le château Barrabino de Forbach.

On peut également citer, dans un sens strictement administratif, la Communauté d'agglomération de Châlons-en-Champagne Cités-en-Champagne (80 835 habitants en 2015) dont la ville-centre est la préfecture du département de la Marne et conserve des sièges administratifs du fait de son statut d'ancienne préfecture de la région Champagne-Ardenne.

### Climat

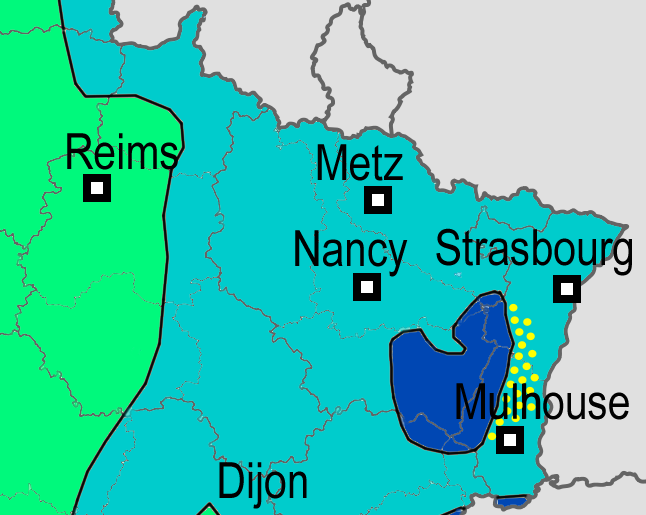
Climats dans le Grand Est :
Climat montagnard
Climat océanique dégradé
Climat semi-continental
Zone soumise à l'effet de foehn

Le massif des Vosges ainsi que le Jura alsacien ont un climat sous influence montagnarde. La végétation est composée essentiellement de conifères qui laissent place aux pâturages et plantes basses des hautes-chaumes au niveau des crêtes des Vosges.
La partie ouest de la Champagne est soumise à un climat de type océanique dégradé, tandis que sa partie est connait un climat semi-continental. C'est dans cette zone de transition qu'a pu se développer le vignoble de Champagne, le plus septentrional de France. Le climat du reste de la région est également de type semi-continental. C'est le cas pour le sillon Lorrain, pour le nord de la plaine d'Alsace et pour la partie sud de cette dernière située face à la trouée de Belfort.
Le centre de la plaine d'Alsace, situé entre les Vosges à l'ouest et la Forêt-Noire à l'est, est également située dans la zone climatique semi-continentale mais elle est soumise à l'effet de foehn qui rend son climat particulier. Ce phénomène se traduit par une pluviométrie moindre et des températures plus élevées l'été. L'influence de l'effet de foehn se ressent depuis le nord-ouest de la région mulhousienne (aux environs de Cernay) jusqu'au sud-ouest de Strasbourg (aux environs d'Obernai), là où l'altitude des Vosges qui font face à la plaine, est la plus élevée. C'est dans cette zone que s'étend la partie la plus importante du vignoble d'Alsace. La partie la plus exposée, appelée les collines sèches et située aux alentours de Rouffach, abrite des espèces animales et végétales liées au climat méditerranéen, une partie de la zone est protégée au sein de la réserve naturelle régionale des Collines de Rouffach. Le même phénomène est à l'origine des pelouses steppiques du nord de la forêt de la Hardt et de la forêt de Nonnenbruch.
Nicolas Hulot, ministre de l'environnement, lance un appel en faveur de la protection du climat: « je ne peux m’accommoder d'un futur où les températures pourraient atteindre 55 °C dans l'est de la France »,.

### Topographie et géologie

Les ressources minières en Alsace et dans trois départements lorrains.

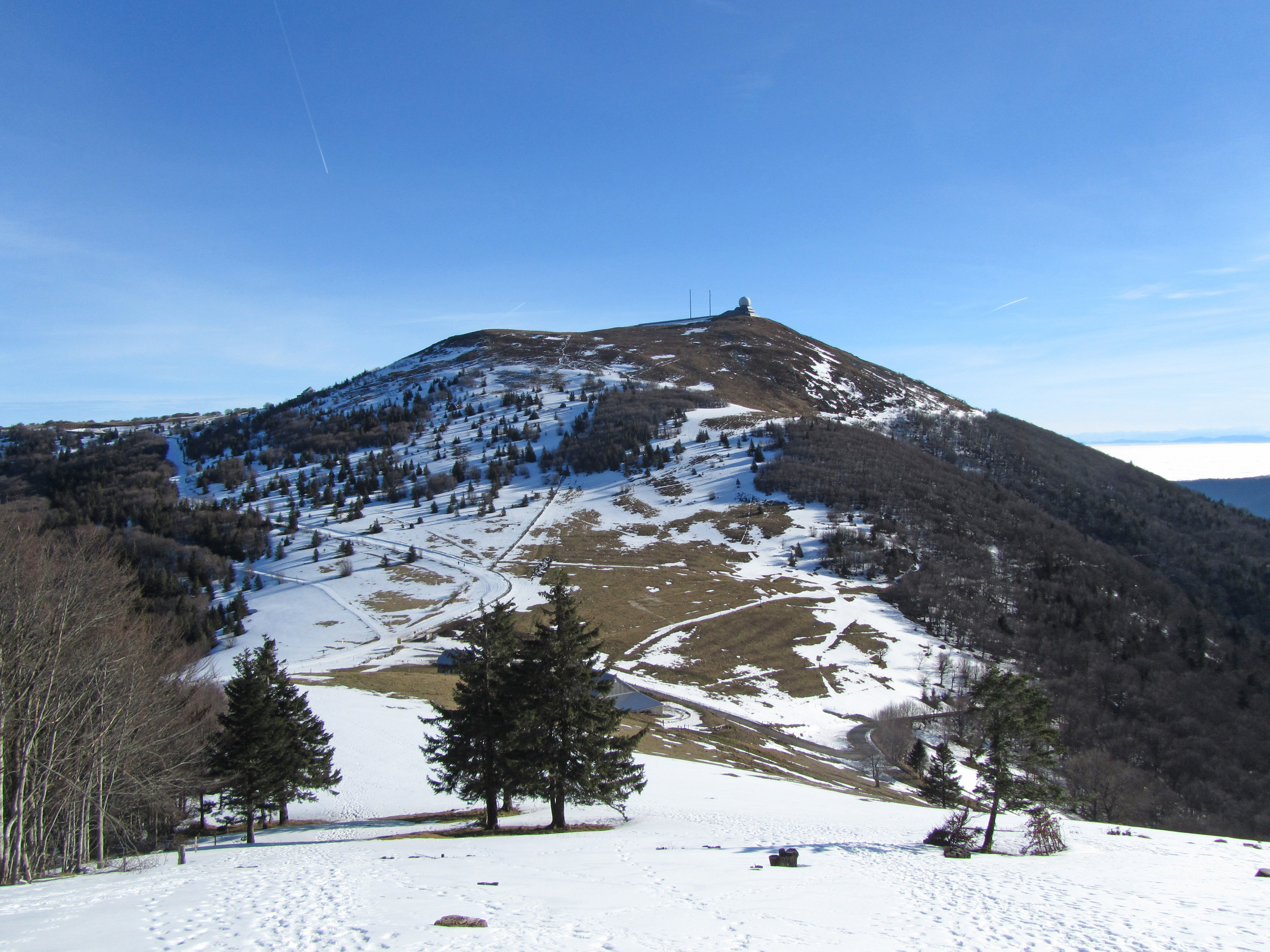
Le Grand Ballon, point culminant de la région.

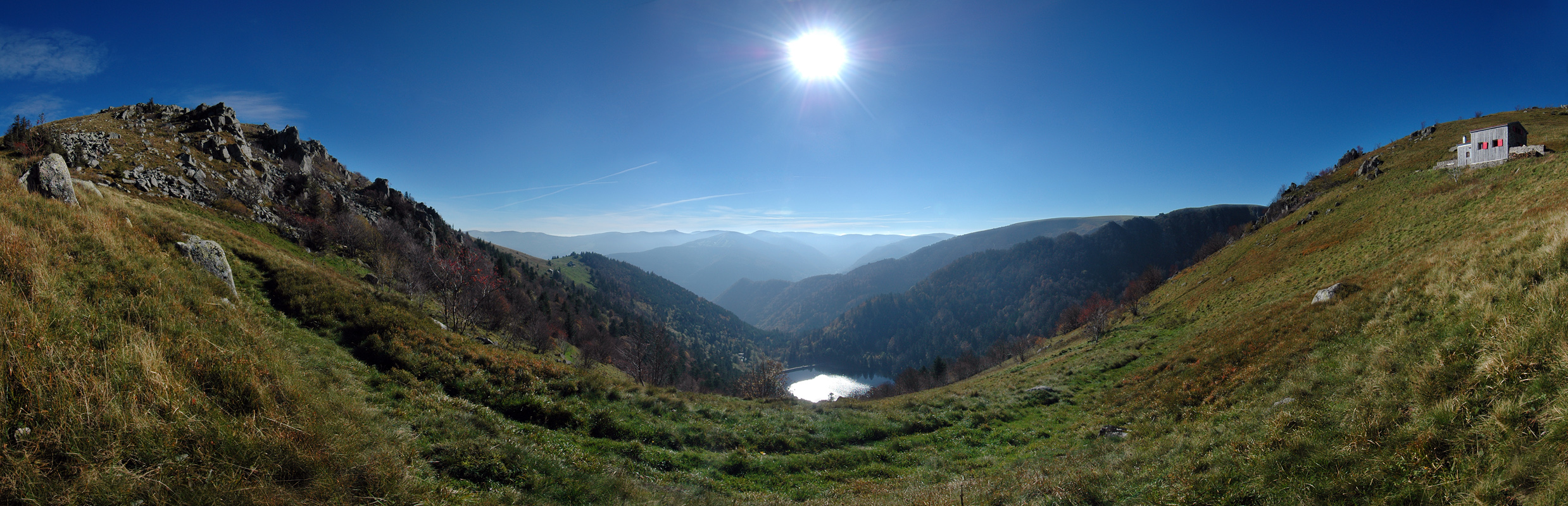
Lac du Schiessrothried dans les Hautes-Vosges.

Le principal massif marquant le paysage est celui des Vosges, situé entre la Lorraine et l'Alsace. Le point culminant de ce massif qui est aussi le point culminant de la région est le Grand Ballon avec 1 424 mètres d'altitude. Les Vosges montent progressivement en altitude en partant du côté lorrain mais laissent brutalement place à la plaine d'Alsace sur le versant oriental. C'est sur ce versant que se trouvent les sommets les plus élevés.
Deux massifs de moindre importance occupent une partie du territoire de la région. Le Jura alsacien qui culmine à 816 mètres d'altitude au Glaserberg, situé à la frontière avec la Suisse, et la partie méridionale du massif ardennais qui culmine à 504 mètres d'altitude à la Croix-Scaille, située à la frontière avec la Belgique.
Le vaste fossé rhénan s'étend sur tout l'est, dans la plaine d'Alsace. Cette plaine située entre les Vosges, la Forêt-Noire et le Jura a une altitude moyenne de 200 mètres.
Bordée à l'est par le Rhin, la région est arrosée par la Meuse, la Moselle, la Meurthe, la Marne, la Saône et l'Ill. La Moselle prend sa source dans les Vosges et traverse le sillon lorrain tandis que l'Ill prend sa source dans le Jura alsacien et traverse la plaine d'Alsace ; ces deux rivières sont des affluents du Rhin. Les lacs naturels les plus importants sont le lac de Gérardmer, le lac d'Alfeld, le lac de Longemer, le lac Blanc, le lac de Retournemer et le lac des Corbeaux. Ils sont moins étendus que les retenues utilitaires comme le lac de Kruth-Wildenstein, le lac de Michelbach, le réservoir de Bouzey, le lac de Madine et le lac de Pierre-Percée. Les principaux lacs artificiels sont les « Grands lacs de Seine ».
Le sous-sol de la région possède plusieurs ressources exploitées qui sont présentes dans le bassin potassique d'Alsace, le bassin ferrifère lorrain, le bassin salifère lorrain, le bassin houiller lorrain, le bassin houiller keupérien des Vosges, le bassin houiller de la vallée de Villé et le bassin sous-vosgien. Un grand nombre de minerais (argent, cobalt, plomb, arsenic ou encore cuivre) ont été exploités dans le Val d'Argent, dans les Hautes-Mynes du Thillot et dans d'autres points du massif des Vosges. Du pétrole a été exploité de façon industrielle entre 1740 et 1964 à Pechelbronn.
Cette grande variété de reliefs, d'espaces aquatiques et de nature des sols conjuguée aux particularités climatiques locales permet l'épanouissement d'une flore et d'une faune abondante et fortement diversifiée. Des dents de mammifères, trouvées à Saint-Nicolas-de-Port, en Lorraine, figurent parmi les plus vieux restes de mammifères connus au monde.

## Environnement
Devant le souhait exprimé par la région et les administrations régionales d'avoir un interlocuteur unique en face d'elles, les fédérations de protection de la nature d'Alsace, de Champagne-Ardenne et de Lorraine se sont fédérées au sein de France Nature Environnement Grand Est.
Le bureau régional de l'Office français de la biodiversité est implanté à Moulins-lès-Metz. Par ailleurs, la mission des agences de l'eau (Rhin-Meuse - sise à Châtel-Saint-Germain, près de Metz - et Seine-Normandie) est élargie à la protection de la biodiversité, non seulement aquatique, mais terrestre en général.
La région Grand Est se distingue par sa mobilisation en faveur de la protection l'environnement, et de la réduction de la consommation d'énergie en particulier.

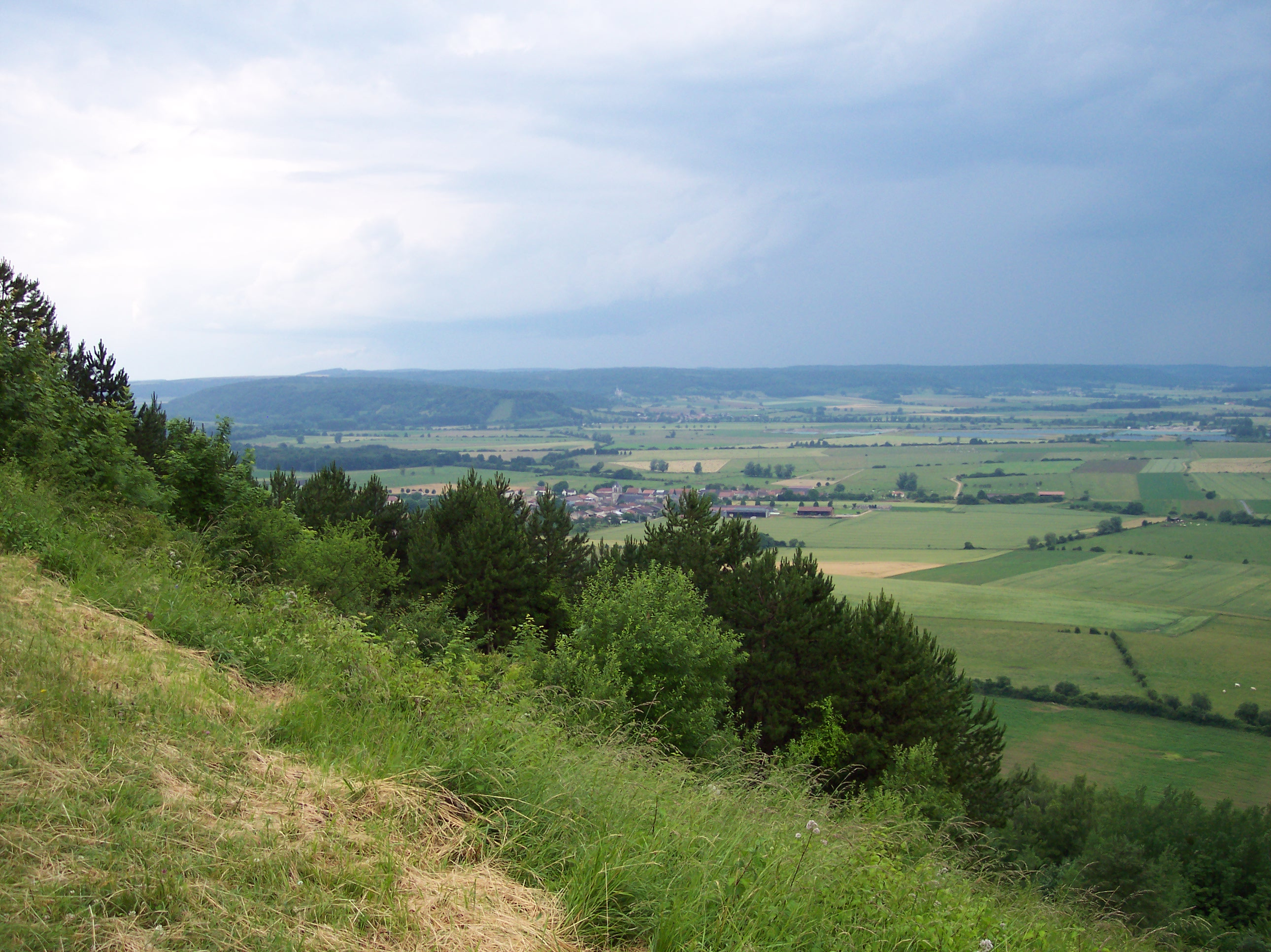
La côte de Meuse vue depuis la côte Saint-Germain.

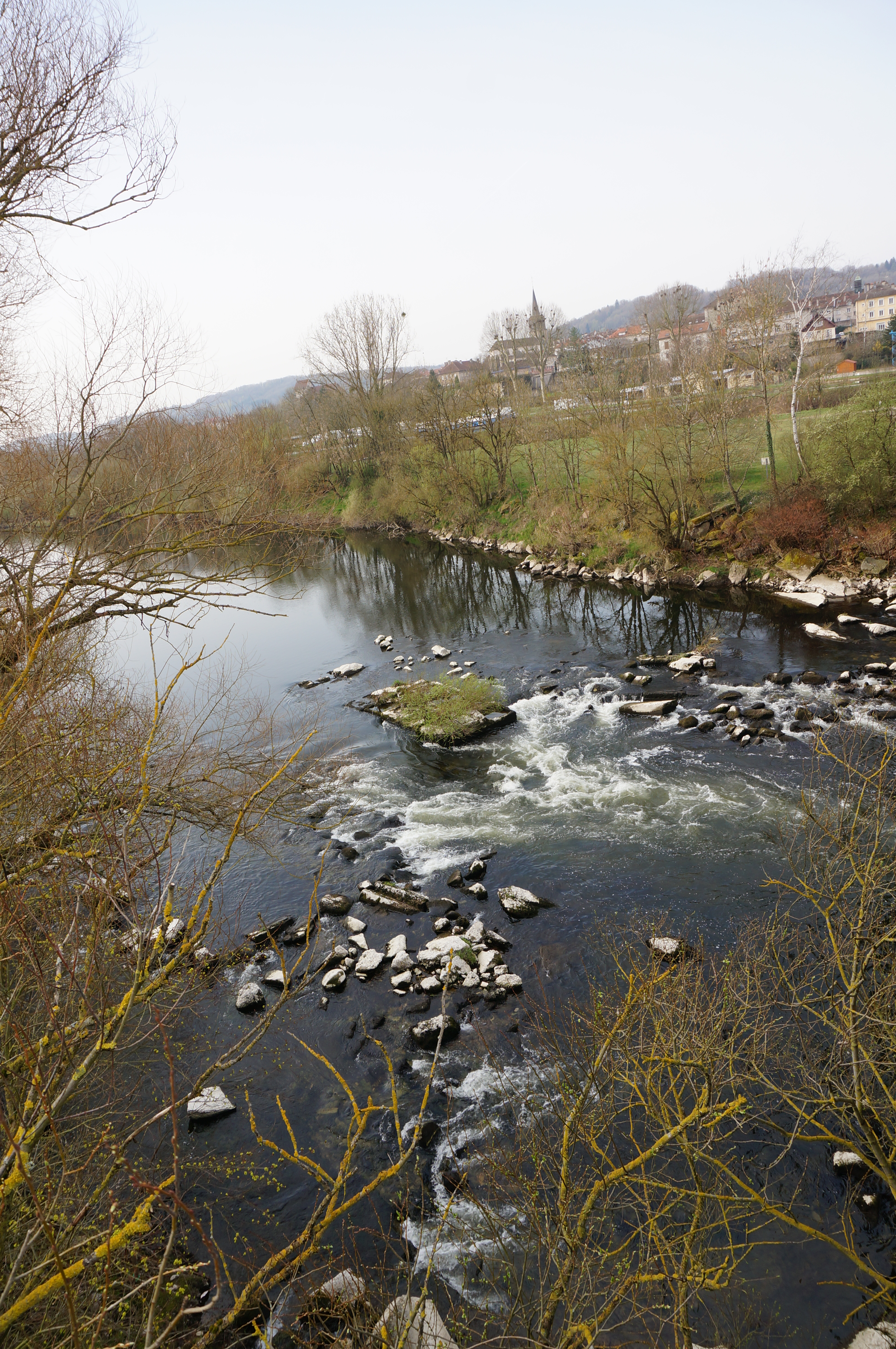
La Moselle à Charmes.

L'Office des données naturalistes du Grand Est (Odonat Grand Est) s'est donné pour objectif de recenser la biodiversité de la région. Il comprend naturellement des associations naturalistes.
Outre le Conservatoire des sites lorrains et le Conservatoire d'espaces naturels Alsace, les membres en sont les suivants:
- Alsace Nature ;
- Association Nature du Nogentais ;
- BUFO ;
- CPIE de Meuse ;
- CPIE du pays de Soulaines ;
- Groupe d’Étude des Mammifères de Lorraine ;
- Groupe d’Étude et de Protection des Mammifères d’Alsace ;
- Groupe Tétras Vosges ;
- IMAGO ;
- Ligue pour la protection des oiseaux de Meurthe-et-Moselle ;
- Ligue pour la protection des oiseaux de Moselle ;
- Ligue pour la Protection des Oiseaux en Alsace ;
- Ligue pour la protection des oiseaux en Champagne-Ardenne ;
- LOrraine Association NAture (LOANA) ;
- Lorraine Information Naturaliste ;
- Petite Camargue Alsacienne ;
- REgroupement des Naturalistes ARDennais (RENARD) ;
- Saumon Rhin ;
- Société Botanique d’Alsace ;
- Société d’Histoire Naturelle et d’Ethnographie de Colmar ;
- Société Mycologique de Strasbourg ;
- Société Mycologique du Haut-Rhin.

Le Conservatoire botanique de Nancy, en tant que membre de la Fédération des Conservatoires botaniques nationaux, constitue un des conservatoires botaniques nationaux, tandis que le Conservatoire botanique national du Bassin Parisien a une délégation en Champagne.
Odonat Grand Est est un partenaire privilégié de la région du Grand Est en matière de biodiversité. Dans le cadre des « 24 heures de la biodiversité », les naturalistes d'Odonat Grand Est venus des quatre coins du Grand Est se sont retrouvés sur l'Île du Rhin à Fessenheim en mai 2018. Une centaine de personnes étaient présentes, comptant dans leurs rangs des ornithologues, mammalogistes, entomologistes, herpétologues (spécialistes des serpents) ou encore malacologues (spécialistes des mollusques). Mais il n'y avait aucun spécialistes des coléoptères sur place. Les centres agréés de soin pour la faune sauvage du Grand Est décident de coopérer.
L'agriculture industrielle constitue un sujet d'inquiétude en Champagne. Ainsi, l'association Robin Wood fournit les consommations de pesticides cancérogènes, mutagènes et reprotoxiques en France. L'Aube occupe la première place avec 788 tonnes par an, suivi de la Marne avec 701 tonnes par an. En matière de consommation de glyphosate, l'Aube occupe également la première place avec 276 tonnes par an. L'interdiction de ce dernier se fait attendre.
En Champagne, les taux d'utilisation des pesticides atteignent des records nationaux,. FNE appelle le G7 environnement qui se tient à Metz en mai 2019 à prendre la mesure de l'urgence absolue en matière de biodiversité. L'extinction du grand tétras semble imminente.

### Parcs et sites naturels
La région compte six parcs naturels régionaux au sein desquels la faune et la flore sont protégées.

#### Parc naturel régional des Ballons des Vosges
Le parc naturel régional des Ballons des Vosges, à cheval sur quatre départements : Haut-Rhin, Haute-Saône, Vosges et Territoire de Belfort, et couvrant près de 3 000 km2 est le plus grand de la région et l'un des plus vastes de France. Il abrite une faune et une flore importante : chouette de Tengmalm, faucon pèlerin, grand tétras, linaigrette gracile, œillet superbe, canneberge, droséra mais également des grands prédateurs tel le lynx boréal et le loup gris et d'autres grands mammifères comme le cerf élaphe, le chamois, le daim, le cerf sika, le cerf de Virginie, le chevreuil et le sanglier. Le parc englobe des espaces diversifiés comme les Hautes-Vosges et leurs versants boisés, les vallées vosgiennes, haut-rhinoises et comtoises, le plateau des Mille Étangs, le pays sous-vosgien et le piémont viticole alsacien mais également des milieux naturels rares, tels que les hautes-chaumes, les tourbières, les hêtraies-sapinières, les forêts collinéennes de chênes et de hêtres, les pelouses calcaires, les cours d’eau, les lacs et les étangs. Le castor, qui avait disparu, a été réintroduit et est présent notamment dans la vallée de la Doller, mais aussi dans d'autres rivières issues du massif. Le dernier bouquetin du massif a été abattu dans la vallée de Munster en 1798,, l'animal n'a pas été réintroduit depuis. Le lynx boréal a été réintroduit dans les années 1980-1990 mais malgré sa densité à 1,5 à 2 lynx/100 km2, sa population se reconstitue semble encore fragile notamment en raison d'un braconnage persistant et des risques liés à la circulation automobile. Le loup gris a fait officiellement son retour dans les Vosges, le 8 juillet 2011, dans le secteur du Ventron et du col du Bonhomme. Le suivi hivernal 2011-2012 a confirmé l'existence de la Zone de Présence Permanente des Hautes-Vosges s'étendant sur les départements du Haut-Rhin, des Vosges et de la Haute-Saône. La présence de louveteaux a été enregistrée fin août 2013, dans la partie Haut-Rhinoise du parc. Ils seraient nés en mai 2013, ce qui en fait la première reproduction confirmée en France en dehors des Alpes. La colonisation du massif se poursuit désormais vers le nord et l'ouest et le nombre de loups augmente d'année en année.

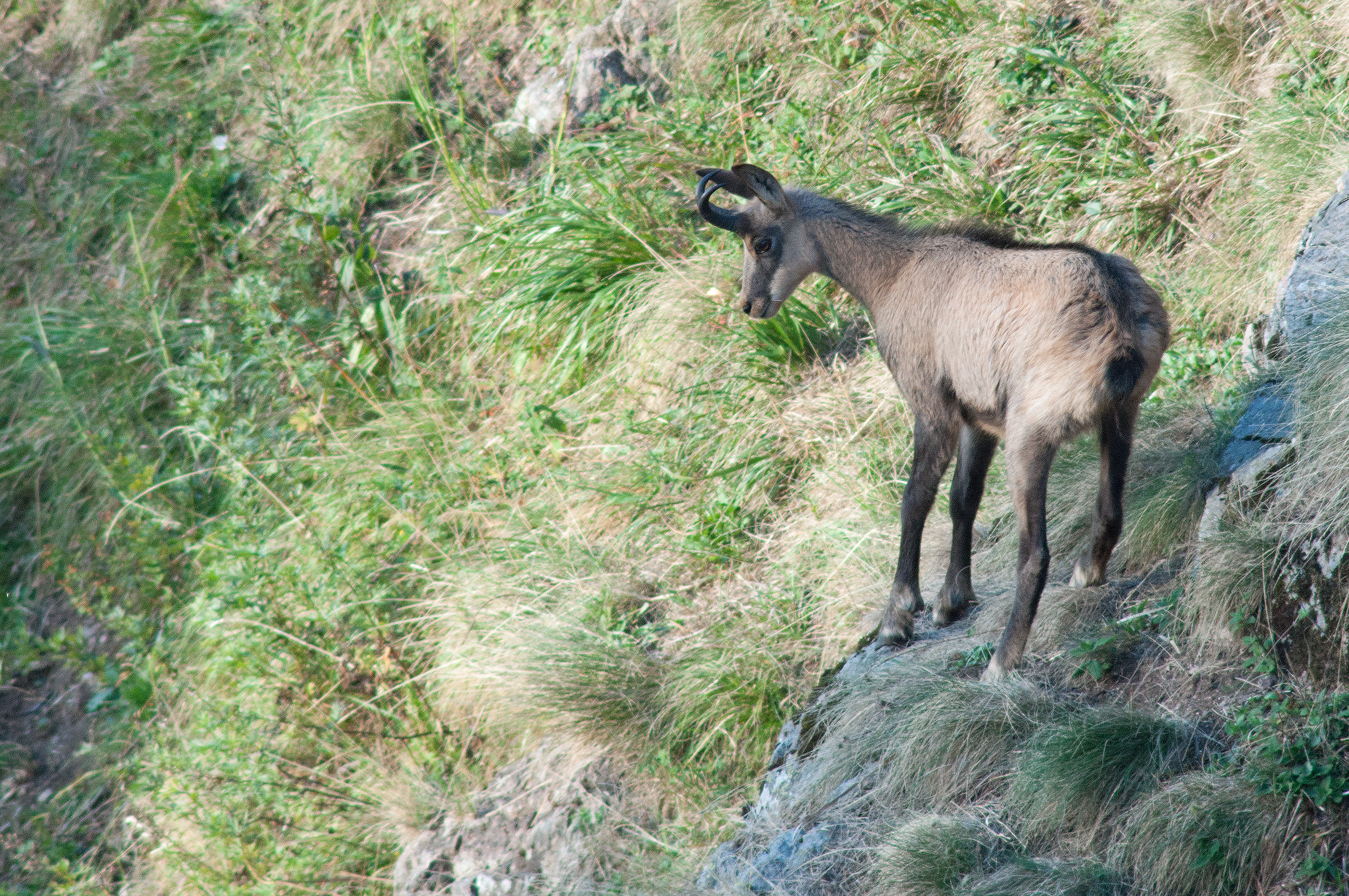
Un chamois près du sommet du Ballon d'Alsace.
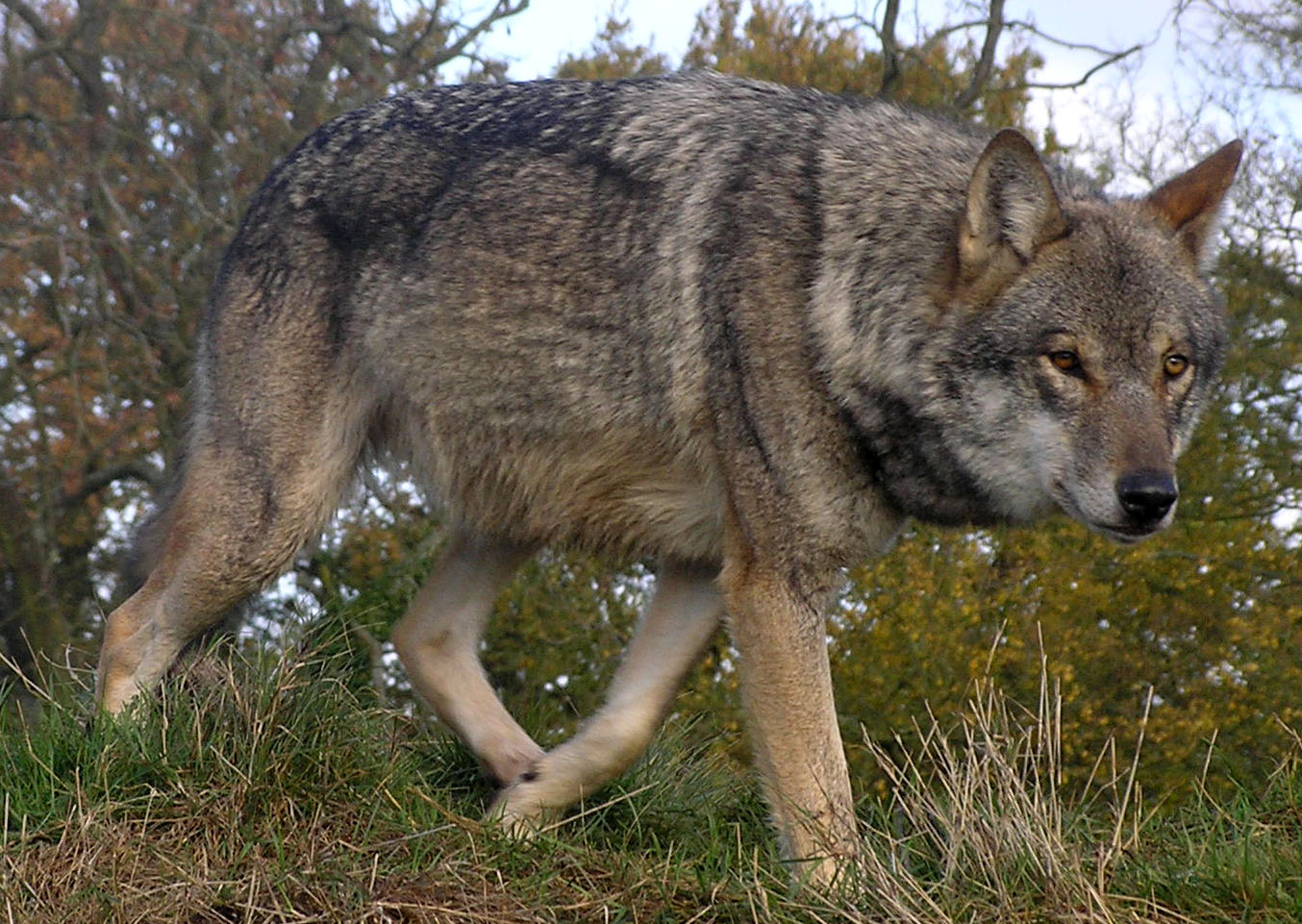
Le loup gris est à nouveau présent depuis 2011.
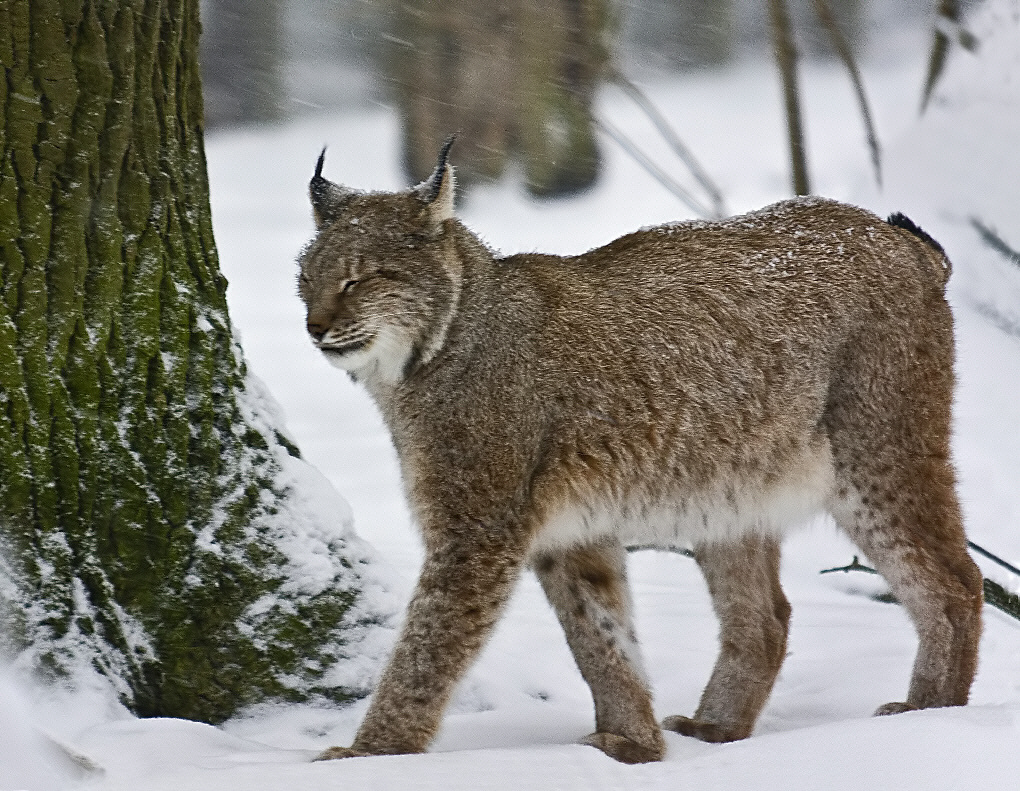
Le lynx boréal peuple à nouveau le massif depuis 1983.
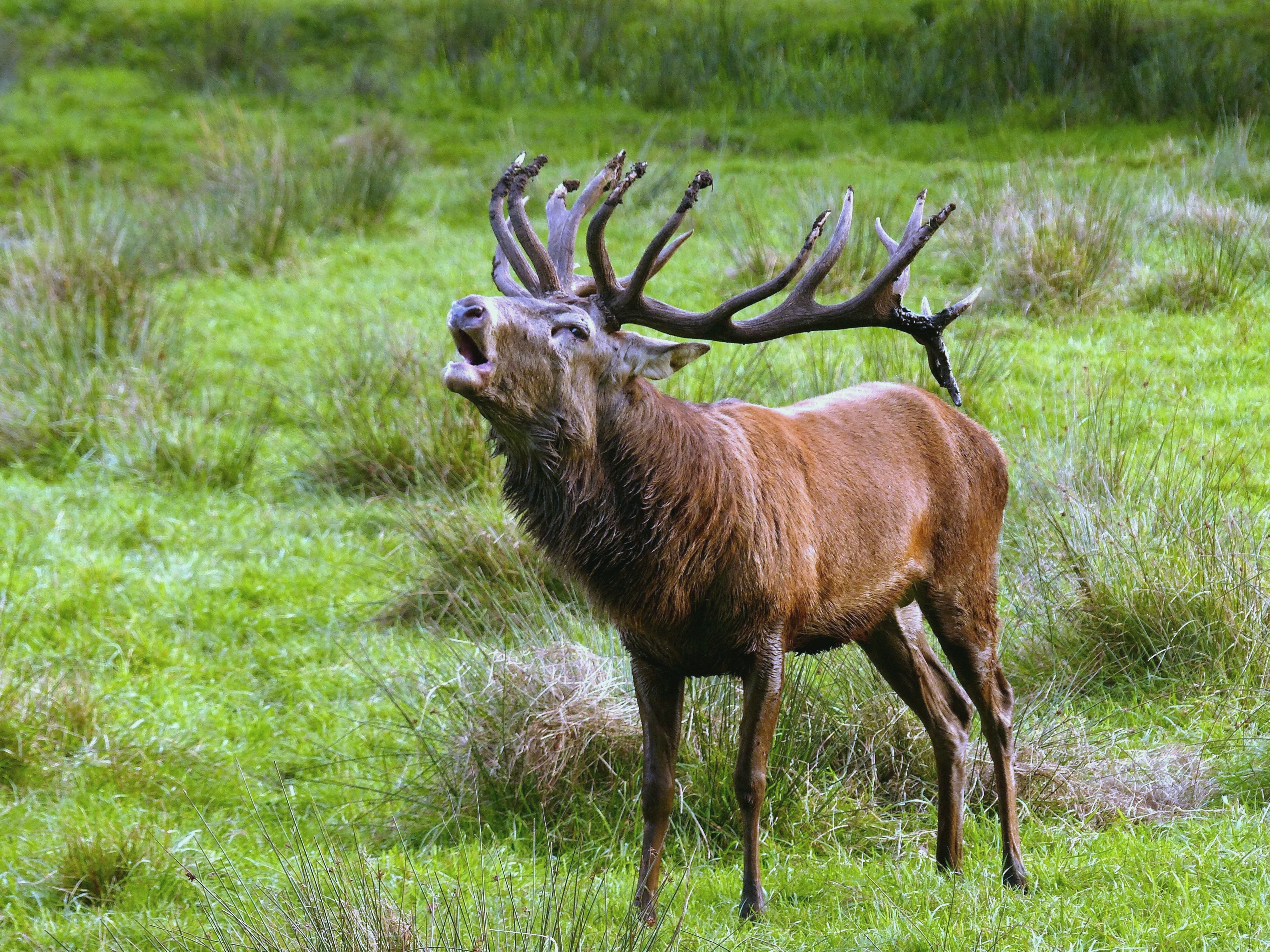
Le cerf élaphe est présent à l'est du massif.
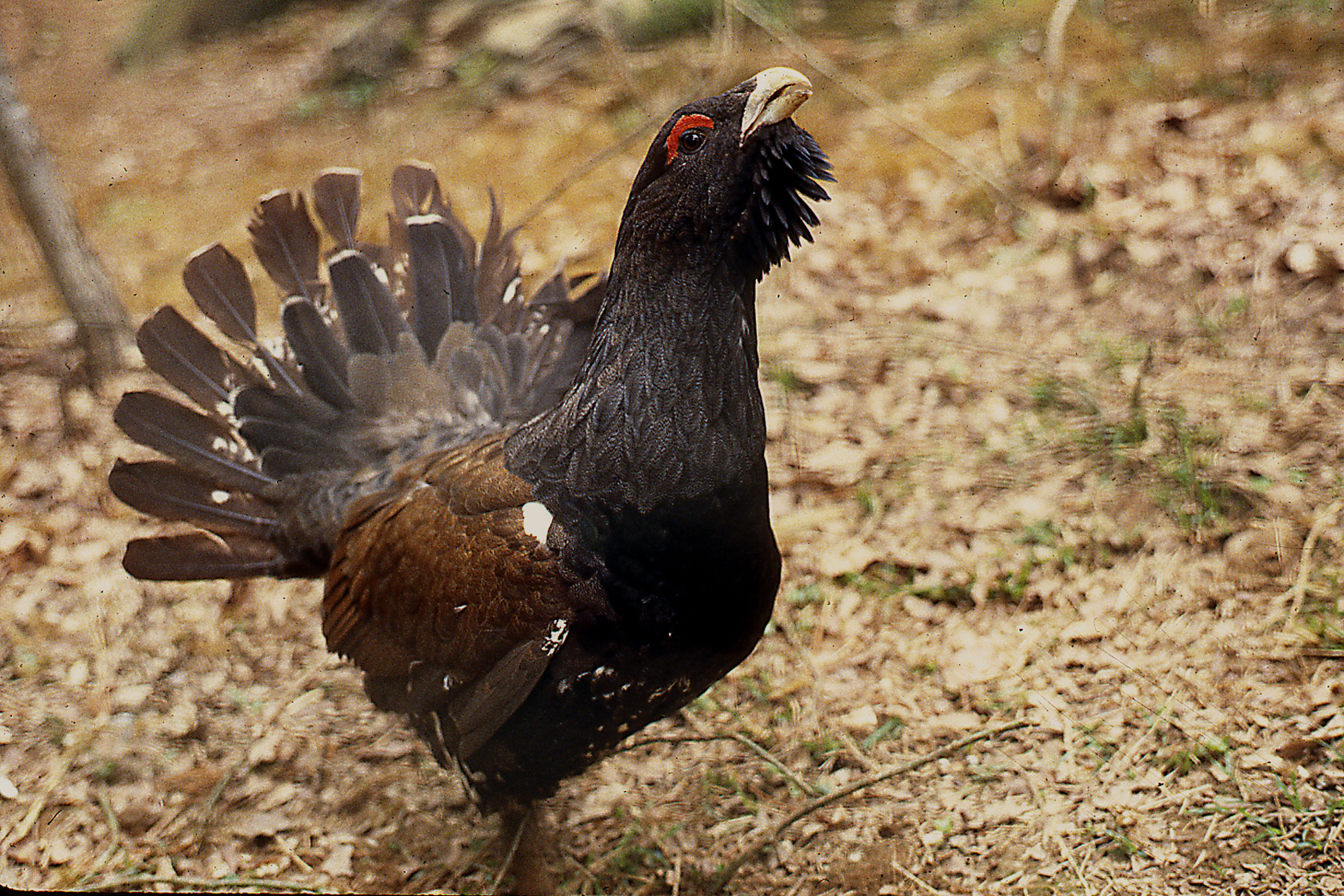
Le grand tétras est l'emblème du parc.

#### Parc naturel régional de Lorraine
Le parc naturel régional de Lorraine s'étend sur 2 100 km2 dans les départements de la Meuse, de Meurthe-et-Moselle et de la Moselle. Il n'est pas continu mais coupé en deux parties et couvre davantage des zones rurales que des zones naturelles protégées. Les zones protégées sont des pelouses calcaires, des vallons forestiers, des mares salées, prairies humides, étangs et cours d’eau.

#### Parc naturel régional des Vosges du Nord
Le parc naturel régional des Vosges du Nord qui couvre 1 276 km2 est à cheval sur les départements du Bas-Rhin et de la Moselle. Il fait partie de la Réserve de biosphère transfrontalière des Vosges du Nord-Pfälzerwald et n'est pas centré sur le massif vosgien (dont les sommets sont à plusieurs dizaines de kilomètres plus au sud), mais seulement sur sa périphérie. Les Vosges du Nord étant considérées aussi bien comme la marche septentrionale du massif des Vosges que la part méridionale du massif de la Vasgovie. Il regroupe plusieurs milieux forestiers tels que la hêtraie, la chênaie, l'aulnaie ou encore la pinède sur tourbe qui abritent notamment le pic noir, l'aspérule odorante, le mélampyre des prés et le populage des marais. Les nombreux ruisseaux, étangs, marais, roselières, friches ainsi que les rares tourbières à sphaignes réunies au sein de la Réserve des Rochers et Tourbières du Pays de Bitche, abritent eux aussi une faune et une flore très particulière : potamots, renoncules, libellules, grèbes, locustelle et l'épipactis des marais, une gracieuse orchidée terrestre. Les forêts affectionnent les grès du Buntsandstein, caractéristiques des sols des Vosges du Nord.

#### Parc naturel régional des Ardennes
Le parc naturel régional des Ardennes couvre 1 160 km2 dans le département des Ardennes. Il est essentiellement boisé et composé de chênes, hêtres, charmes, et bouleaux. De grands mammifères s'y maintiennent, tel que le cerf élaphe, ou le sanglier (un des emblèmes de ce domaine de l'ancienne déesse celte Arduinna).

#### Parc naturel régional de la forêt d'Orient
Le parc naturel régional de la forêt d'Orient s'étend sur 715 km2 dans le département de l'Aube. Ce parc abrite en son sein de grands lacs-réservoirs. Le lac Amance, le lac du Temple et le lac d'Orient font partie du système de régulation du débit de la Seine mis en place depuis le milieu des années 1960 et abritent une faune avicole abondante et très variée.

#### Parc naturel régional de la Montagne de Reims
Le parc naturel régional de la Montagne de Reims s'étend sur 530 km2 dans le département de la Marne. On y trouve la plus importante concentration de hêtres tortillards d'Europe.

#### Parc national des Forêts de Champagne et Bourgogne
À ces parcs naturels régionaux s'est ajouté en 2019 le Parc national de forêts, entre Champagne et Bourgogne, couvrant 241 hectares partagés avec la région Bourgogne-Franche-Comté. Il a pour but de protéger la forêt de Châtillon-sur-Seine, la forêt d'Arc-en-Barrois et la forêt d'Auberive, représentatives d'une forêt de feuillus de plaine.
Le parc national de forêts, l'un des derniers parcs nationaux créé, situé à cheval sur le Grand Est et la Bourgogne-Franche-Comté, est critiqué par France Nature Environnement comme étant une « coquille vide ». En effet, depuis sa création en novembre 2019, il est possible d'y pratiquer la chasse à courre, l'agriculture intensive de céréales ainsi que des coupes rases de parcelles forestières.

## Économie
L'économie repose essentiellement sur l'industrie, l'agriculture et le tourisme[réf. nécessaire]. Avec 7 591 salariés, l'usine Stellantis de Mulhouse est le premier site industriel de la région et le sixième de France, suivi par l'usine Stellantis de Trémery (3 442 salariés), ArcelorMittal Atlantique et Lorraine à Florange (2 650 salariés), la SOVAB (usine Renault de Batilly, 2 440 salariés) et Schaeffler France à Haguenau (2 156 salariés). Le secteur automobile est donc le premier employeur industriel de la région. Dans ce secteur, l'entreprise Bugatti, de Molsheim, est spécialisée dans les automobiles de luxe, le Grenadier d'Ineos est produit à Hambach (au sein de l'ancienne usine Smart), et le fabricant de boîtes de vitesses automatiques Punch Powerglide est installé à Strasbourg.
Dans le secteur aérospatial, Clemessy, basée à Mulhouse, développe l’informatique industrielle du contrôle-commande du remplissage pour le lanceur Ariane ainsi que la séquence synchronisée du compte à rebours. Toujours dans l'industrie lourde, l'Alsace dispose d'une forte tradition ferroviaire. Cet héritage est toujours présent de nos jours avec De Dietrich Ferroviaire (groupe Alstom) à Reichshoffen, Lohr Industrie à Duppigheim et Geismar à Colmar.
Dans le domaine des produits de luxe, l'entreprise Lalique est présente à Wingen-sur-Moder et la maison Pierre Hermé présente dans le monde entier dispose toujours de sa manufacture de chocolats et de macarons en Alsace, à Wittenheim. Il y a également la cristallerie de Saint-Louis, propriété d'Hermès et renommée dans le monde entier qui fait partie de la richesse de ces produits de luxe.
La banque coopérative Crédit mutuel a son siège à Strasbourg. L'agglomération strasbourgeoise compte plusieurs sièges sociaux dont l'équipementier Le Coq sportif à Entzheim, Puma France à Illkirch-Graffenstaden, Steelcase à Schiltigheim et Adidas France à Strasbourg.
La ville de Sarrebourg en Moselle-Sud accueille notamment le siège et l'usine du fabricant de chaussures Mephisto ainsi que le siège français de l'enseigne de grande distribution Norma.
Dans le secteur de Saverne, l'entreprise de matériels agricoles Kuhn emploie 1 450 salariés. L'entreprise Caddie, installée à Drusenheim, exporte elle ses chariots de supermarché dans le monde entier et son nom est devenu une antonomase pour l'ensemble des produits similaires.
Dans le secteur tertiaire, la plateforme aéroportuaire internationale de l'Euroairport représente environ 6 500 emplois. Avec les ports rhénans, elle donne à la région, une ouverture internationale forte en matière de fret et de déplacements professionnels.
La région compte plusieurs pôles de compétitivité dont notamment :
- le pôle Alsace Biovalley (anciennement innovations thérapeutiques) à vocation mondiale qui concerne les sciences de la vie, les biotechnologies, la pharmacie. Ce pôle rassemble 81 entreprises dont la géographie va de Brest/Lyon à l'Allemagne et la Suisse[127] ;
- le pôle automobile du futur axé autour des constructeurs Stellantis Peugeot Citroën, Bugatti, FAM Automobiles, Dangel Automobiles, Lohr Industries et Alstom Transport. En 2008, le budget alloué en recherche et développement s'est établi à 440 millions d'euros[128] ;
- le pôle Fibres-Energivie axé sur les fibres naturelles qui concerne des entreprises de Lorraine et d'Alsace mais aussi de Franche-Comté[129] ;
- le pôle Materalia, axé sur les matériaux et procédés, dispose d’implantations à Metz et Charleville-Mézières. Ses priorités stratégiques sont les marchés de l’énergie, de l’aéronautique, de l’automobile et du médical et développe l’excellence technologique de ses territoires sur les techniques clés : la métallurgie et les procédés, les nanomatériaux, les composites, les nouveaux procédés de fabrication, le développement durable[130].

Le pôle TIC Rhénatic, regroupe 120 entreprises dans le domaine des nouvelles technologies et représente 2 500 emplois. Ce sont principalement des entreprises de robotique, bureautique, intelligence artificielle, numérisation de l'information, télématique, autoroute de l'information, communication interactive par fibre optique, câblodistribution, téléphonie et de transmission par satellite.
L'Alsace et la Lorraine sont respectivement les première et troisième régions brassicoles de France. Le Grand Est est, de très loin, la première région productrice de bière du pays avec cinq des huit grandes brasseries françaises : Kronenbourg, l'Espérance, Meteor, Licorne et Champigneulles. L'Alsace est aussi la première région française productrice de houblon. La Lorraine est la première productrice de mirabelles au monde. Elle assure en effet près de 80 % de la production mondiale. La région compte également deux des plus grands vignobles français : le vignoble de Champagne qui s'étend sur 34 500 hectares et le vignoble d'Alsace qui s'étend sur 15 527 hectares, ainsi qu'un autre, beaucoup plus petit, le vignoble lorrain.

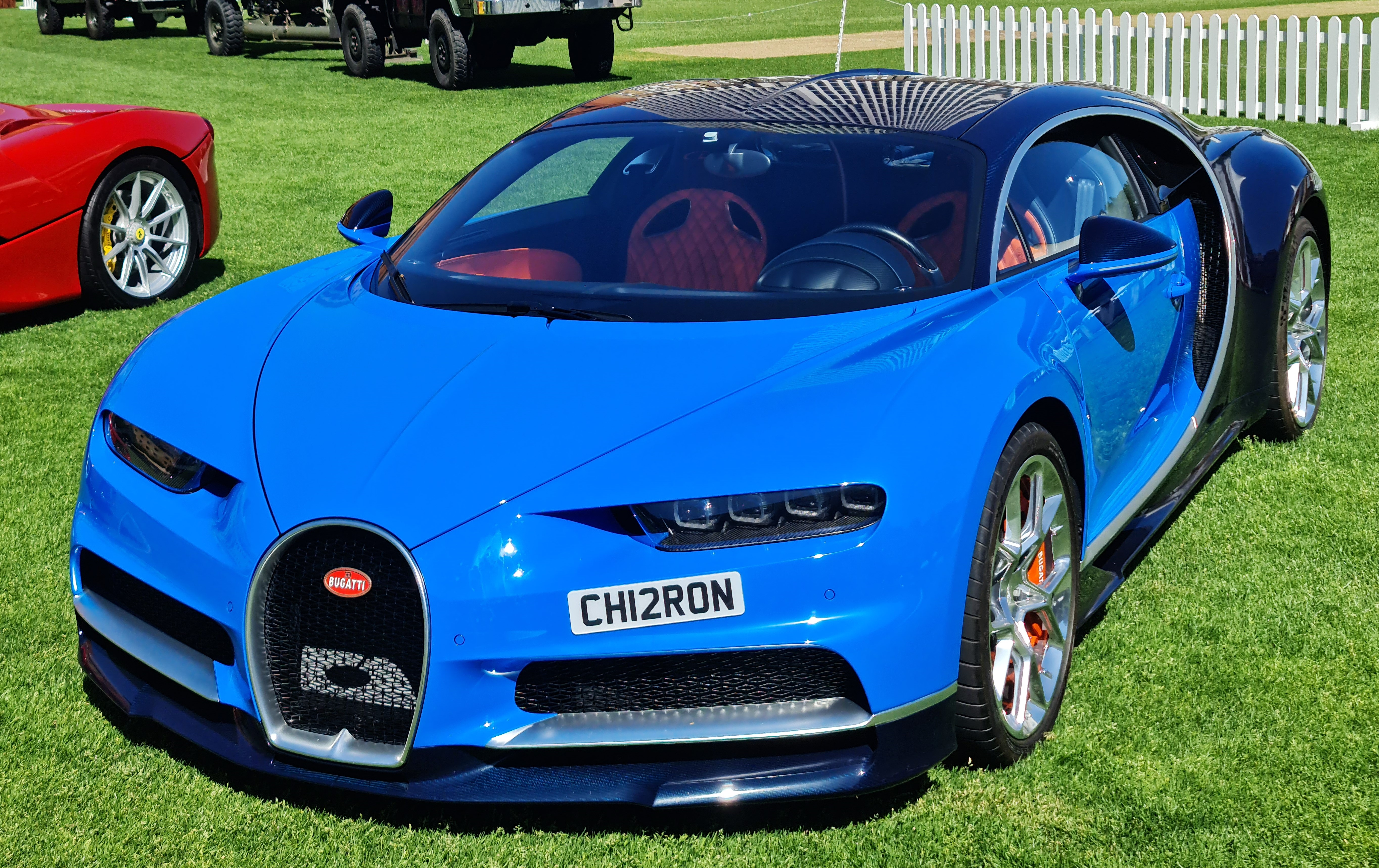
Bugatti Chiron, produite à Molsheim.
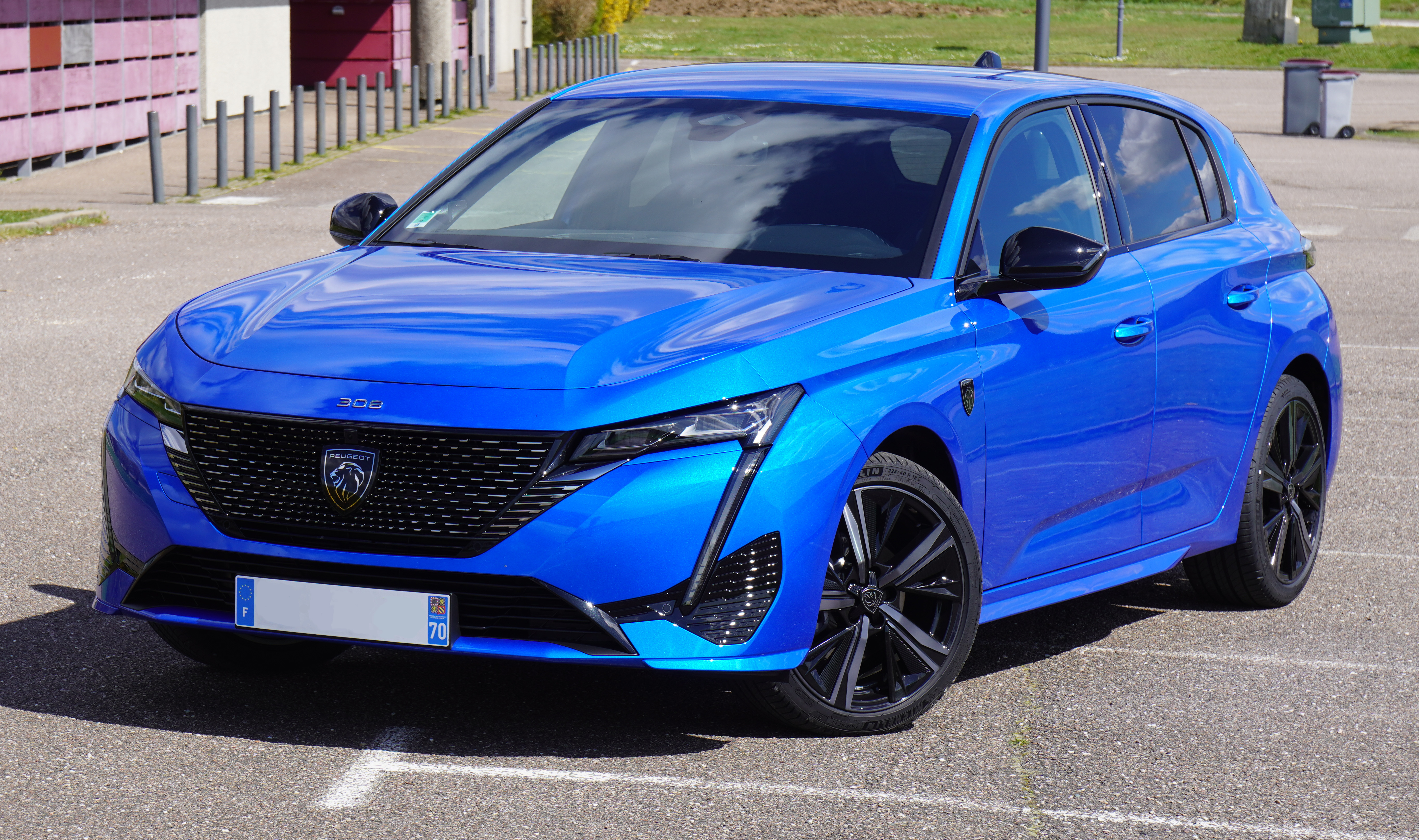
Peugeot 308 III produite dans l'usine Stellantis de Mulhouse.
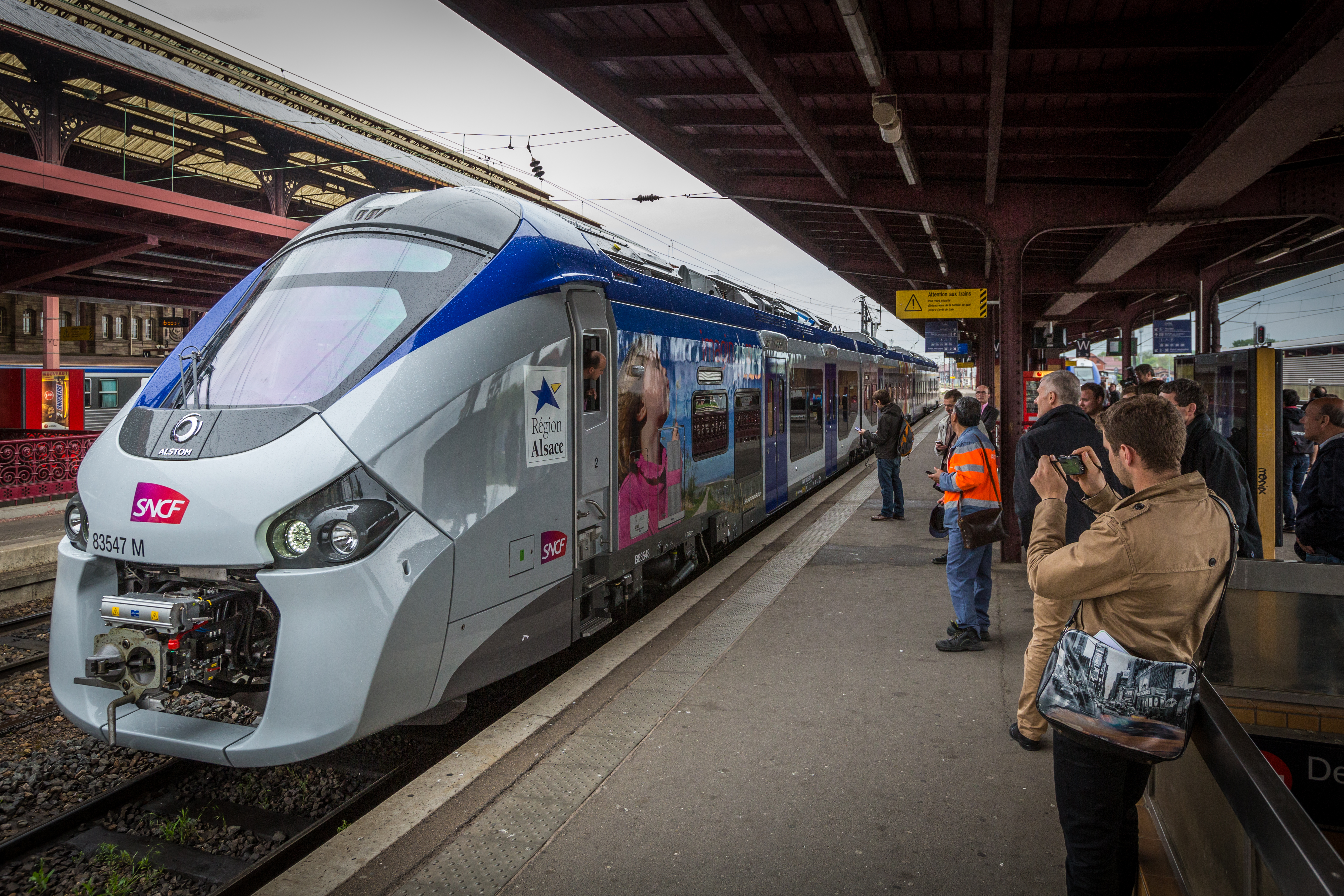
Régiolis aux couleurs de l'Alsace produit dans l'usine Alstom de Reichshoffen.
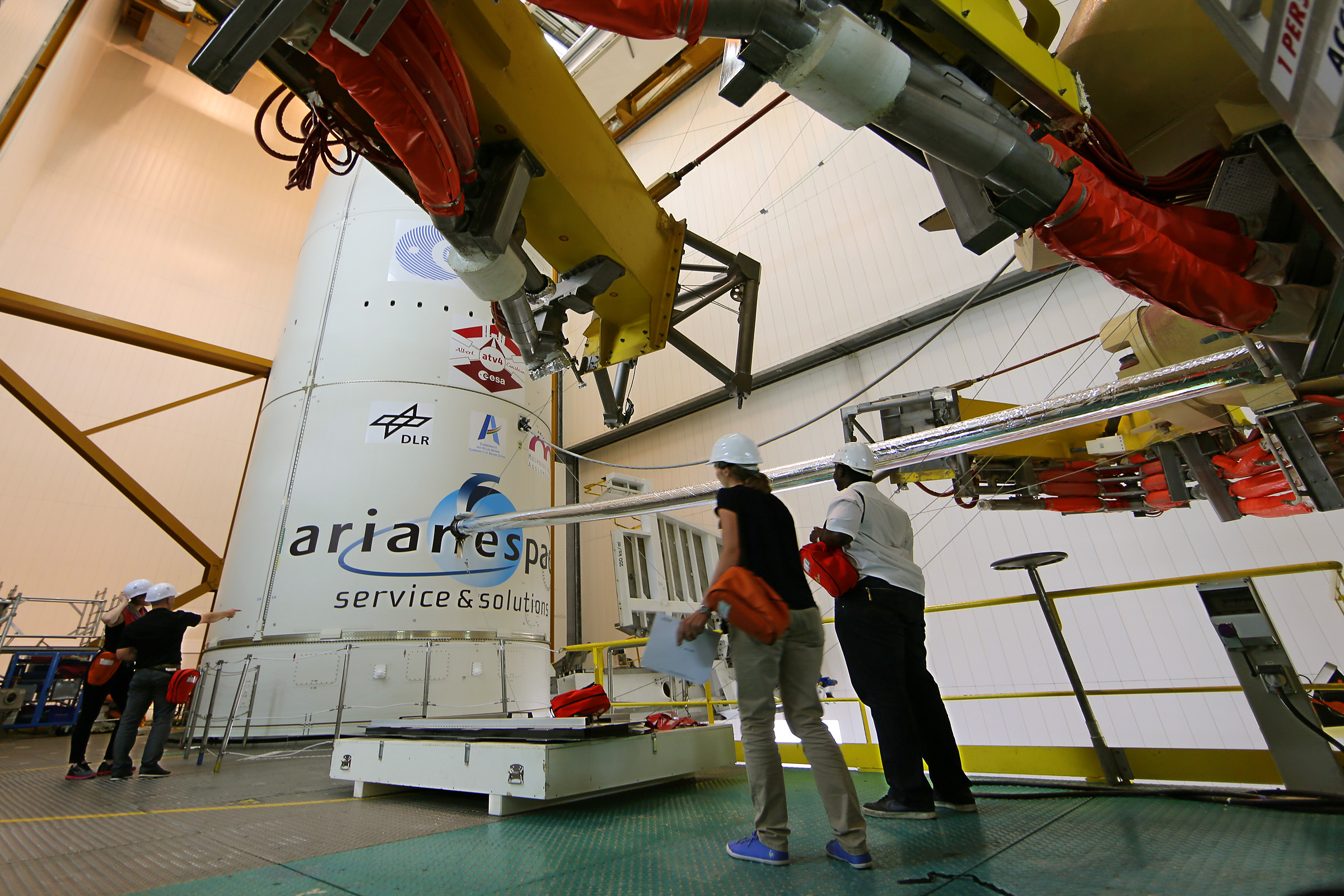
Ariane 5 aux couleurs de la M2A.
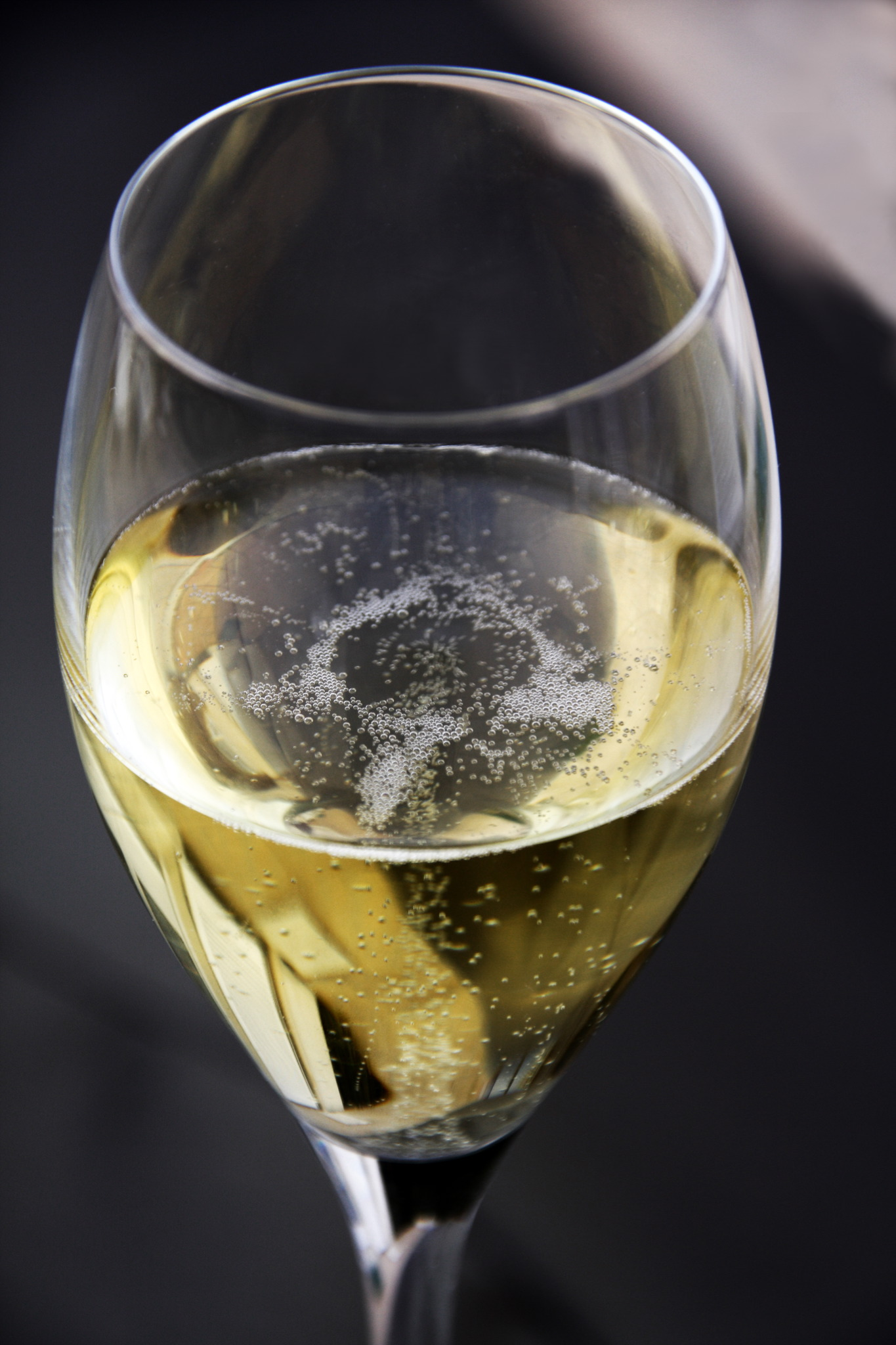
Champagne (AOC).

Les agglomérations de Nancy et Metz sont celles qui dépendent le plus de l'emploi public avec respectivement 40,7 % et 39,8 % d'emplois dans les services non marchands. À l'inverse, Mulhouse, suivie de Strasbourg ont la proportion d'emplois publics la plus faible. Hormis Mulhouse, toutes ont une proportion d'emplois dans le secteur marchand inférieure à la moyenne nationale. Malgré la crise industrielle, avec 17,5 % d'emplois industriels (contre 10 % au niveau national), Mulhouse reste l'agglomération la plus industrialisée de la région, suivie de Reims (11,3 %), aucune des autres grandes agglomérations ne dépassant la moyenne nationale. Dans le secteur des emplois scientifiques, techniques et de support aux entreprises, aucune des grandes agglomérations de la région ne dépasse la moyenne nationale (13 %), seule Strasbourg s'en approchant avec 12,8 %. C'est également l'agglomération strasbourgeoise qui offre le plus d'emplois tertiaires dans la totalité du secteur marchand. À l'inverse, toujours dans le secteur tertiaire, avec 20,8 % d'emplois dans le commerce, le tourisme et les transports, Nancy est la seule agglomération à ne pas dépasser la moyenne nationale. Le tableau ci-dessous montre la répartition de l'emploi dans les grandes agglomérations de la région :
|                                               | Industrie (%) | Commerce, tourisme et transports (%) | Emplois scientifiques, techniques et de support (%) | Emplois publics et non marchands (%) |
| --------------------------------------------- | ------------- | ------------------------------------ | --------------------------------------------------- | ------------------------------------ |
| Metz                                          | 8,3           | 22,3                                 | 10,3                                                | 39,8                                 |
| Mulhouse                                      | 17,5          | 23,4                                 | 10,7                                                | 30,1                                 |
| Nancy                                         | 7,7           | 20,8                                 | 11,1                                                | 40,7                                 |
| Reims                                         | 11,3          | 23,6                                 | 11,2                                                | 34,1                                 |
| Strasbourg                                    | 9,9           | 23,8                                 | 12,8                                                | 32,1                                 |
| Moyenne des grandes agglomérations françaises | 10,0          | 22,0                                 | 13,0                                                | 32,0                                 |

### Énergie
En 2016, le Grand Est a consommé 42,4 TWh d'électricité, et 74 TWh de gaz. En 2017, la région a consommé 78 TWh de gaz. Huit sites de méthanisation ont permis d'injecter 74 GWh (soit 0,074 TWh) de gaz. En 2018, la consommation de gaz a baissé entre 8 et 9 % pour s'établir à 71,5 TWh. La demande présente toutefois un contraste entre les secteurs: dans le secteur résidentiel et tertiaire ainsi que dans le secteur énergétique (centrales électriques au gaz de Toul, Blénod-lès-Pont-à-Mousson et Carling), la consommation a diminué tandis que dans le secteur industriel, elle a augmenté (en particulier sur le site ArcelorMittal de Florange).
Le gisement de chaleur de récupération de la région est estimé à 8,6 TWh/an.
Entre 2007 et 2018, parmi les régions françaises, la région enregistre la plus forte baisse de la consommation d'électricité, de l'ordre de 9,2 %, en raison de la désindustrialisation.

#### Impact climatique
Énergie et effet de serre sont intimement liés. Cela explique l'importance prise par les questions relatives à l'énergie de nos jours. En ne partant pas des hypothèses portées par l'accord de Paris, qui limite le réchauffement à 1,5 °C, mais en adoptant les hypothèses d'un scénario que l'on pourrait qualifier de « business as usual », les périodes de canicules pourraient durer jusqu'à deux mois en continu, entre mai et octobre, dès 2050, et des records de température de 55,3 °C pourraient tomber dans le Grand Est à cette date. « On va dans le mur […], mais les mesures qui empêcheraient cela tardent à se mettre en place »,. Ainsi, dans le cadre du schéma régional d'aménagement, de développement durable et d'égalité des territoires (SRADDET) du Grand Est, ATMO Grand Est tient à jour les statistiques énergétiques régionales pour l'année 2022 sous forme de diagramme de flux. Ces statistiques sont également disponibles à l'échelle de tous les établissements publics de coopération intercommunale.
L'énergie finale annuelle, consommée en 2022, est exprimée en térawatts-heures par an,.
| -                          | TWh/an |
| -------------------------- | ------ |
| Électricité                | 39,7   |
| Carburants ou combustibles | 125,4  |
| Chaleur primaire           | 7,9    |

L'énergie produite en 2022, est également exprimée en térawatts-heures par an.
| -                          | TWh/an |
| -------------------------- | ------ |
| Électricité                | 55,1   |
| Carburants ou combustibles | 22,7   |
| Chaleur primaire           | 6,7    |

Les gaz à effet de serre sont exprimés en kilotonnes équivalent CO2.
| -                     | ktéqCO2 |
| --------------------- | ------- |
| Liées à l'énergie     | 30 653  |
| Non liées à l'énergie | 11 537  |

#### Nucléaire

Centrale nucléaire de Cattenom, en Moselle.

En juin 2020, après la mise à l’arrêt définitif de la centrale nucléaire de Fessenheim, la région compte trois centrales nucléaires en exploitation : Cattenom, Chooz, et Nogent-sur-Seine.
En 2022, le nucléaire a fourni 37,4 TWh d'électricité (avec une chaleur perdue de 76,0 TWh), la cogénération nucléaire pouvant limiter ces pertes thermiques.
La région précise, dans le cadre du SRADDET, que « la filière nucléaire a une place importante en Grand Est et [qu'] elle continuera de faire partie du mix énergétique régional. En complémentarité avec les énergies renouvelables, l’énergie nucléaire contribuera à satisfaire les besoins énergétiques du Grand Est ». Le Conseil économique, social et environnemental régional (CESER) tient à rappeler que la politique nucléaire est une prérogative de l'État, et non de la région.
Le stockage des matières nucléaires est une activité présente au travers des centres de stockage de Morvilliers et de l'Aube, et du projet Cigéo à Bure.

#### Interconnexion
Une interconnexion avec le réseau de gaz suisse (et indirectement italien) est en cours de réalisation à Oltingue,,, une autre interconnexion avec l'Allemagne existe à Obergailbach. Un centre de stockage souterrain du gaz se trouve à Cerville.

#### Hydrogène vert
Le procédé power-to-gas convertit l'électricité en hydrogène (ensuite, avec adjonction de CO2, il est possible d'obtenir du méthane).
La région Grand Est envisage le recours à l'hydrogène vert. Certaines lignes ferroviaires du Grand Est pourraient elles aussi avoir recours à l'hydrogène vert. Le site de Reichshoffen va fabriquer des trains à hydrogène.
La société Haffner Énergie, sise à Vitry-le-François (département de la Marne), va fabriquer en 2021 une installation destinée à la production d'hydrogène vert à partir de bois, par pyrogazéification, à Strasbourg. Ce dernier, porté à 500 °C, produit du biochar — valorisé dans l'agriculture — et du gaz de synthèse, épuré sous forme de dihydrogène, puis compressé. Chaque année 7 300 t de bois produiront 240 t de H2, apte à alimenter 30 bus, 70 utilitaires ou bien 150 véhicules légers.

#### Transition énergétique
La région s’associe à l’Agence de l'environnement et de la maîtrise de l'énergie (ADEME) pour mettre en œuvre localement la transition énergétique, dans le cadre du plan Climaxion. Selon la région et l'ADEME, il faudrait mener à bien la rénovation thermique de 38 700 logements par an d'ici 2050. Avec Oktave, le rythme de la rénovation des maisons individuelles devrait atteindre 1500 par an. En 2018, les réseaux de chaleur du Grand Est ont délivré 2,77 TWh pour un taux de chaleur renouvelable et de récupération (EnR&R) de 63 %.
Le panorama 2016 des énergies renouvelables dans la région est disponible, en attendant qu’ATMO Grand Est publie ses propres études au niveau régional.
Les énergies renouvelables recensées dans la région sont les énergies hydroélectrique, éolienne, solaire, géothermique, ainsi que la biomasse. L’énergie éolienne est tout particulièrement bien développée en Champagne-Ardenne (et dans une moindre mesure en Lorraine, où le vent couvrait déjà fin 2011 environ 10 % de la consommation d'électricité en Lorraine), à tel point que le Grand Est représente près du quart des capacités éoliennes en France,.
L’hydroélectricité est principalement représentée en Alsace, le long du Rhin. Mentionnons également la centrale de pompage de Revin, en Champagne-Ardenne, qui assure un rôle de régulation du réseau électrique. Le plus grand site de batteries en France va être construit près de Reims.
La plus grande centrale solaire thermique de France sera construite dans le Grand Est.
Selon Reporterre, la transition énergétique telle que la voit l'association négaWatt conduit à industrialiser la campagne à une vitesse inédite. Aussi dénoncent-ils l'hypocrisie selon laquelle « on n’a plus le droit de retourner les prairies [considérées] comme pièges à carbone, [mais] jamais on n’en a retourné autant que depuis les débuts de la transition énergétique! » pour alimenter les digesteurs destinés à produire du biogaz.
L'association Alter Alsace Énergies anime le défi des « familles à énergie positive » dans le Grand Est. Elle est aussi à l'origine (avec l'Agence Locale de l’Énergie des Ardennes et Lorraine Énergies Renouvelables) du réseau GECLER, qui entend développer les énergies citoyennes dans la région.

## Transports
Les trois observatoires régionaux des transports existant actuellement[C'est-à-dire ?] se sont rapprochés pour n'en plus former qu'un seul. Le Grand Est est la région de France où le transport intermodal est le plus développé. L'Agence de l'environnement et de la maîtrise de l'énergie Grand Est préconise la diminution des déplacements, mesure de sobriété, l'utilisation de modes de transport plus respectueux de l'environnement ainsi que l'optimisation des modes de transport actuellement[C'est-à-dire ?] employés. Depuis 1990, le trafic routier s'est accru de 39 % dans la région.
L'usure des freins et des pneus ainsi que l'abrasion des routes est le principal facteur expliquant la présence de particules PM10 dans l'air. Les transports sont le principal émetteur de cuivre.

### Infrastructures aéroportuaires

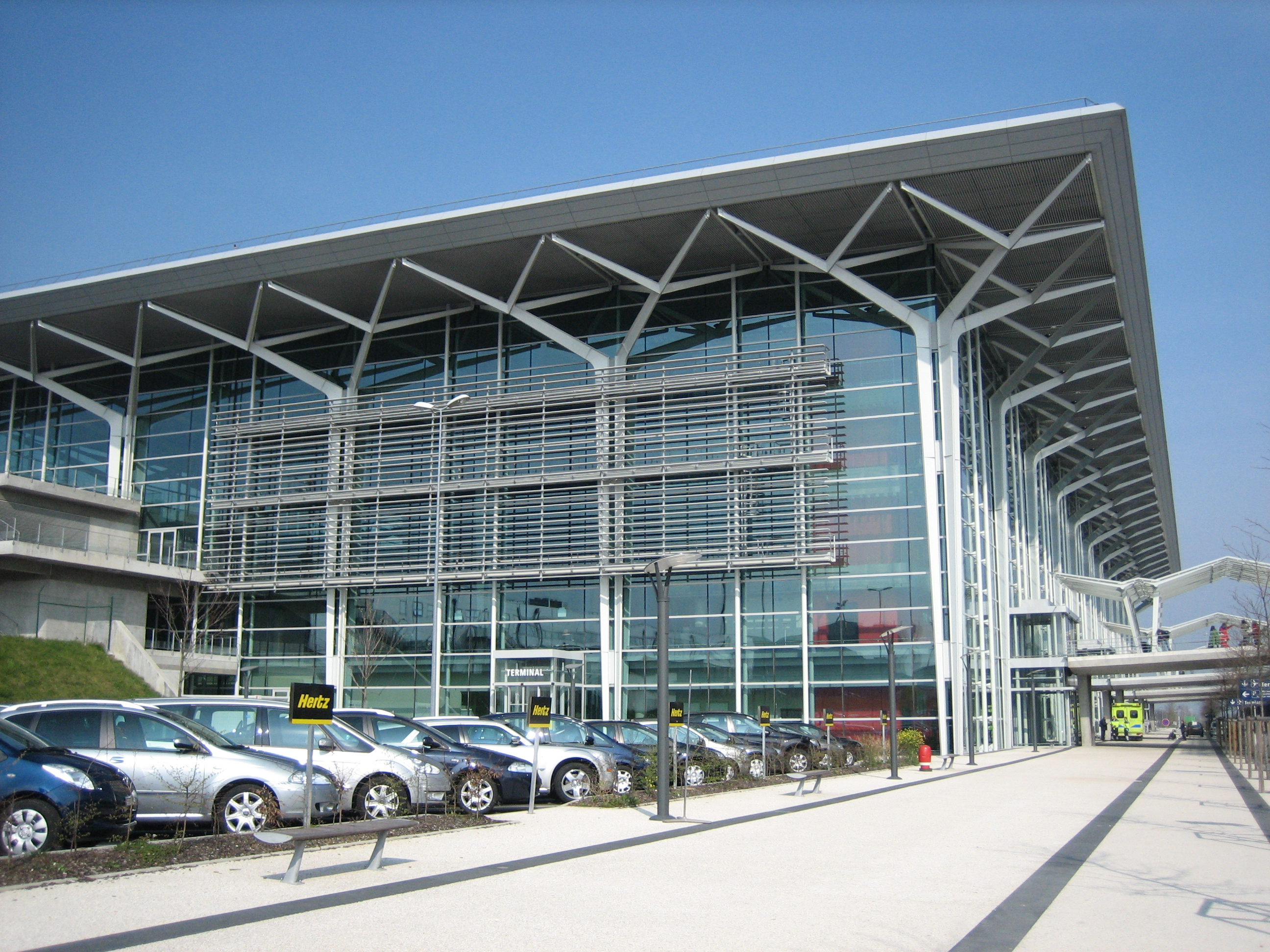
Le terminal de l'aéroport de Bâle-Mulhouse-Fribourg.

Avec un trafic de 5,06 millions de passagers et plus de 100 000 tonnes de fret en 2022, l'aéroport international Bâle-Mulhouse-Fribourg, dont le nom commercial est Euroairport est l'un des trois aéroports du grand est.. La région dispose aussi deux autres aéroports,   l'aéroport de Strasbourg-Entzheim et l'aéroport de Metz-Nancy-Lorraine. Ces deux aéroports ont transporté respectivement 2,492 millions de passagers et 255 390 passagers en 2022. L'aéroport Châlons-Vatry, dit aussi Paris-Vatry, se situe à 25 km de Châlons-en-Champagne et à 135 km de Paris.

### Infrastructures fluviales

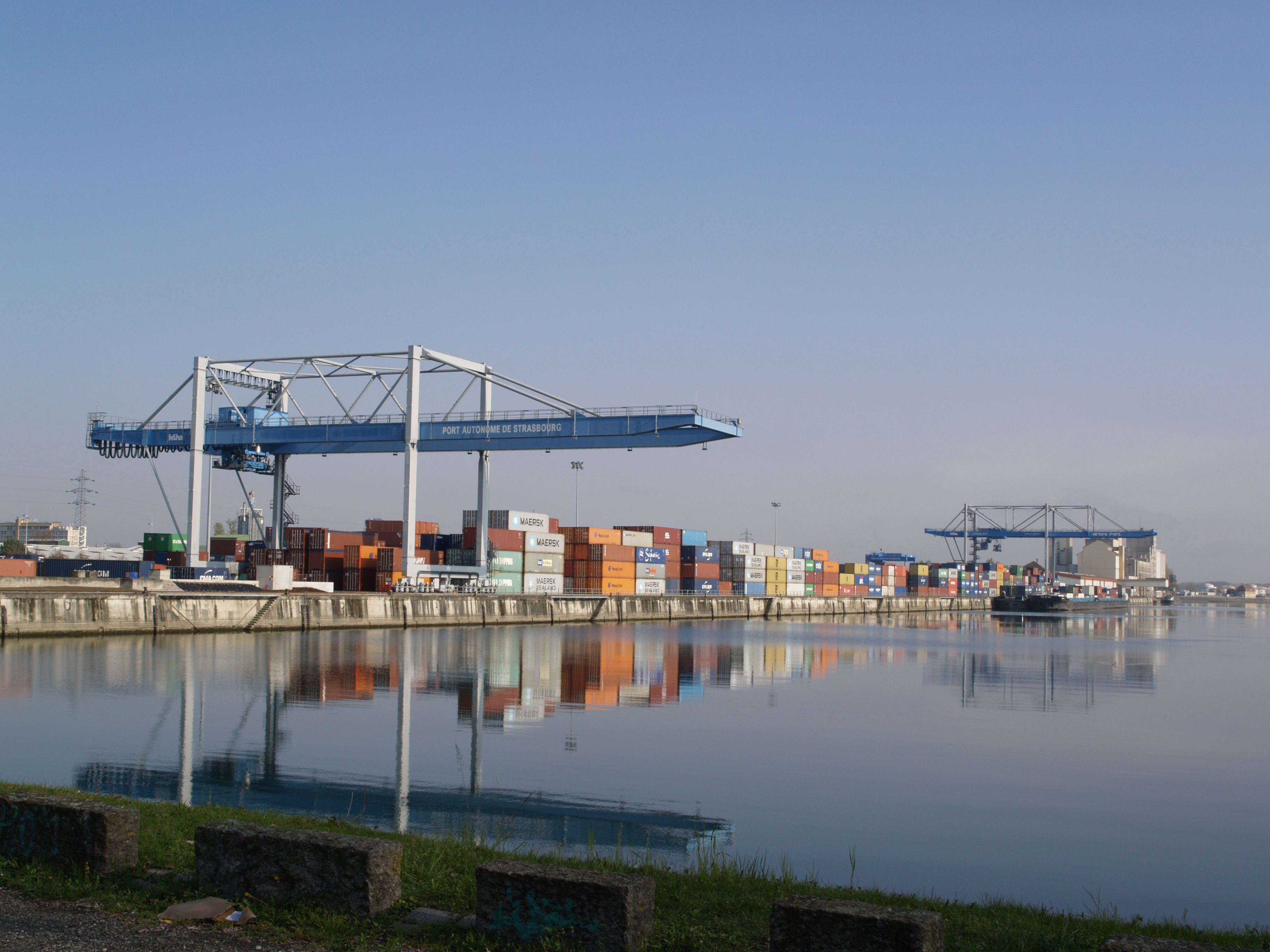
Le port autonome de Strasbourg.

La région compte cinq grands ports fluviaux. Les ports autonomes de Strasbourg et de Mulhouse basent leur activité sur le Rhin et sont respectivement les deuxième et troisième ports fluviaux de France après le port autonome de Paris. Le port de l'Aube de Nogent-sur-Seine constitue le quatrième port fluvial français. Le Nouveau port de Metz et le port de Nancy basent leur activité sur la Moselle canalisée. Le Nouveau port de Metz est le premier port céréalier de France et le sixième port fluvial français.

### Infrastructures ferroviaires

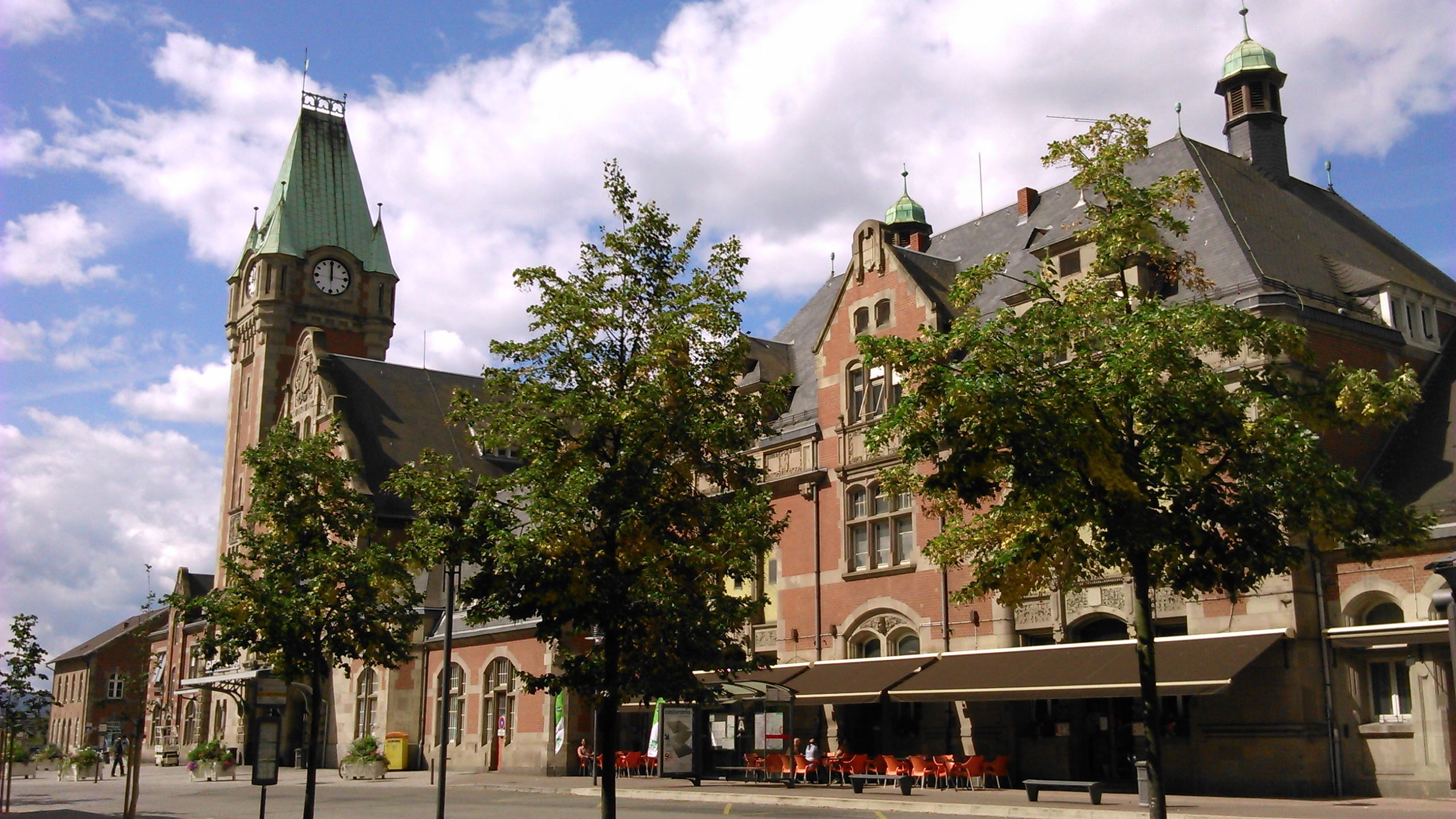
La gare de Colmar.

La grande région est traversée par la ligne à grande vitesse Est européenne. Le premier tronçon de cette ligne à grande vitesse, reliant Paris à Baudrecourt, a été mis en service en juin 2007 tandis que le second tronçon (entre Baudrecourt et Vendenheim) est ouvert le 3 juillet 2016. En Alsace-Moselle, les trains roulent à droite, héritage de l'annexion allemande, alors que dans le reste de la France, les trains roulent à gauche, selon le modèle britannique (voir Saut-de-mouton : Sauts-de-mouton entre l'Alsace-Moselle et le reste de la France). Sur la LGV Est, les trains roulent à gauche sur la totalité du trajet, y compris en Alsace-Moselle. Le Grand Est est également traversé par les lignes classiques Paris – Nancy – Strasbourg et Paris – Troyes – Chaumont – Mulhouse. Les deux autres principaux axes ferroviaires de la région sont Bâle – Mulhouse – Strasbourg ( – Metz – Luxembourg) et Nancy – Metz – Luxembourg, avec plus de 20 000 trajets quotidiens. Grâce à la ligne à grande vitesse Rhin-Rhône, les TGV Marseille – Lyon – Francfort-sur-le-Main transitent par l'Alsace (Mulhouse et Strasbourg).
En février 2024, la région annonce qu'elle va devenir propriétaire de quinze lignes de desserte fine du territoire. Pour entretenir ces lignes, la société publique locale « Grand Est Mobilités » est créée,.
La plus grande gare de triage de France se trouve à Woippy, au nord de Metz. Deux autres importantes gares de triage sont situées à Hausbergen, près de Strasbourg, et à Mulhouse-Nord. La grande région compte plusieurs terminaux de transport combiné notamment à Champigneulles (près de Nancy) et à Strasbourg-Port-du-Rhin. Le TER Grand Est est issu de la fusion des réseaux TER Alsace (75 000 voyageurs par jour), TER Lorraine (65 000 voyageurs par jour) et TER Champagne-Ardenne (10 000 voyageurs par jour).
Le projet d'interconnexion entre TGV et TER à Vandières (déplacement de la gare de Lorraine TGV) serait abandonné.
Dans le cadre des contrats de plan, la région du Grand Est, et dans une moindre mesure l'État, vont s'engager dans l'entretien des voies ferrées secondaires. La région va moderniser la ligne TER Charleville-Mézières – Givet et électrifier la ligne Paris – Troyes – Belfort (entre Gretz et Troyes). Les négociations conduites avec l'État conduisent au transfert de la gestion de trois « trains d'équilibre du territoire » à la région, à savoir Paris – Troyes – Belfort, Reims – Dijon, et Lille-Hirson – Metz. La région du Grand Est veut faire des économies, en ouvrant le transport ferroviaire de passagers à la concurrence, selon Reporterre.
La région proteste contre la réorganisation des dessertes TGV de l’Est vers le Sud de la France. En particulier, la SNCF souhaiterait supprimer les liaisons entre la Lorraine et le Sud de la France, ce que la région n'accepte pas.

### Infrastructures routières
La grande région possède un vaste réseau autoroutier, constitué de :
- l'A4 dessert les villes de Reims, Verdun, Metz, Saint-Avold, Sarreguemines, Saverne et Strasbourg ;
- l'A5 dessert les villes de Troyes, Bar-sur-Aube, Chaumont et Langres ;
- l'A26 dessert les villes de Reims, Châlons-en-Champagne, Vitry-le-François et Troyes ;
- l'A30 dessert les villes de Florange, Fameck, Hayange et Longwy ;
- l'A31 dessert les villes de Thionville, Metz, Pont-à-Mousson, Nancy et Toul ;
- l'A33 dessert les villes de Nancy, Vandœuvre-lès-Nancy, Dombasle-sur-Meurthe et Lunéville ;
- l'A34 dessert les villes de Reims, Rethel, Charleville-Mézières et Sedan en direction de Liège ;
- l'A35 dessert les villes de Lauterbourg, Strasbourg, Sélestat, Colmar et Mulhouse ;
- l'A36 dessert les villes de Thann, Mulhouse, Illzach et Ottmarsheim ;
- l'A304, de Charleville-Mézières en direction de Charleroi-Bruxelles, dessert la ville de Rocroi ;
- l'A313 dessert la ville de Pont-à-Mousson ;
- l'A314 et l'A315 desservent la ville de Metz ;
- l'A320 dessert la ville de Forbach ;
- l'A330 dessert la ville de Nancy ;
- l'A340 dessert les villes de Haguenau et de Brumath ;
- l'A344 dessert la ville de Reims ;
- l'A351 dessert la ville de Strasbourg ;
- l'A352 dessert la ville de Molsheim ;
- l'A355 grand contournement ouest de Strasbourg.

Le projet de l'A31bis, qui a fait l'objet d'un débat public organisé en 2015 dans toute la Lorraine, est en cours[Quand ?] d'étude.
Ce réseau autoroutier est complété par d'autres axes nationaux d'envergure comparable à des autoroutes, notamment la RN4 qui lie Paris à Strasbourg via Nancy par un tracé largement à 2×2 voies (parfois même doublé par des autoroutes) dans la région :
- la RN4 dessert les villes de Vitry-le-François, Saint-Dizier, Bar-le-Duc, Toul, Nancy, Lunéville, Sarrebourg, Saverne et Strasbourg ;
- la RN57 dessert les villes de Charmes, Épinal et Remiremont ;
- la RN59 dessert les villes de Lunéville, Baccarat, Raon-l'Étape, Saint-Dié-des-Vosges et Sélestat ;
- la RN83 dessert les villes de Sélestat et Colmar ;
- la RN2350 dessert la ville de Strasbourg.

Enfin, la Voie sacrée, qui relie Verdun à Bar-le-Duc, est un axe historique majeur.

### Infrastructures urbaines et périurbaines

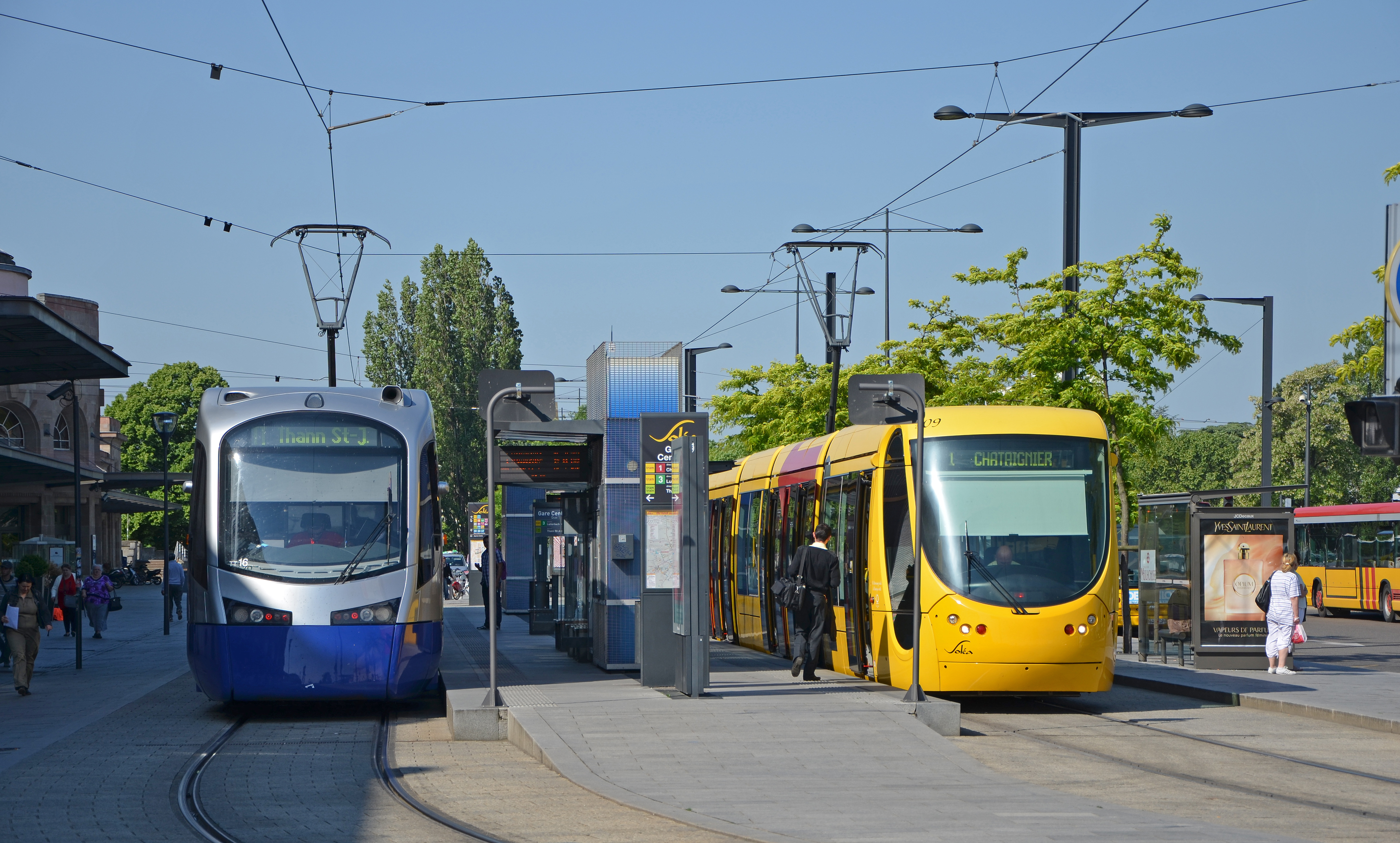
Un tramway (transport urbain, à droite), et tram-train (transport périurbain, à gauche) dans les rues de Mulhouse.

#### Tramway et tram-train
Les agglomérations de Strasbourg, Mulhouse et Reims possèdent chacune un réseau de tramways. Le premier tramway de Strasbourg a été mis en service en 1878 avant de cesser son activité en 1960 ; la première ligne du nouveau tramway de la capitale alsacienne est inaugurée en 1994. Le premier tramway de Reims a circulé de 1881 à 1939 ; le tramway actuel fonctionne depuis 2011. À Mulhouse, un premier tramway est construit à partir de 1882 et a fonctionné jusqu'en 1957. Depuis 2006, un tramway circule à nouveau dans la plus grande ville du Haut-Rhin. Les voies du tramway mulhousien sont connectées au réseau ferré national et un tram-train circule aussi bien en ville que sur les voies de la SNCF. Le choix du tram-train s'explique essentiellement par les caractéristiques urbaines de l'agglomération mulhousienne avec une part importante de sa population située dans sa banlieue et dans sa couronne périurbaine.
Ces trois réseaux de tramways se découpent de la manière suivante :
- le réseau de tramway de Strasbourg (6 lignes urbaines : A, B, C, D, E et F) ; il dessert également la ville de Kehl en Allemagne ;
- le réseau de tramway de Mulhouse (3 lignes urbaines : 1, 2, 3, ainsi qu'une ligne de tram-train) ;
- le réseau de tramway de Reims (2 lignes urbaines : A et B).

En plus de ces réseaux, on peut également mentionner :
- la Saarbahn, tram-train transfrontalier reliant Lebach (Sarre, Allemagne) à Sarreguemines (Moselle) en passant par Sarrebruck ;
- la ligne 10 du tramway de Bâle dessert la commune de Leymen dans le Haut-Rhin sans discontinuité depuis 1910. Et depuis décembre 2017, la ligne 3 a son terminus à la gare de Saint-Louis.

#### Trolley
La ville de Nancy a choisi d'opter pour un mode de transport différent du tramway, le transport léger guidé de Nancy qui s'organise en une ligne unique. Ce système particulier, jugé comme plus adapté à la morphologie urbaine de Nancy (en dénivelé), a permis de réutiliser les anciennes infrastructures du trolley. Ce mode de transport n'est pas un transport sur rails, contrairement aux tramways, mais un transport sur pneumatiques comme le sont les trolleys classiques à la différence que dans le cas nancéien ce trolley est guidé par un rail central sur une partie du réseau et non guidé sur le reste.
Il fut arrêté le 12 mars 2023 et remplacé par un trolley-bus mit en service le 5 avril 2025

#### Bus à haut niveau de service

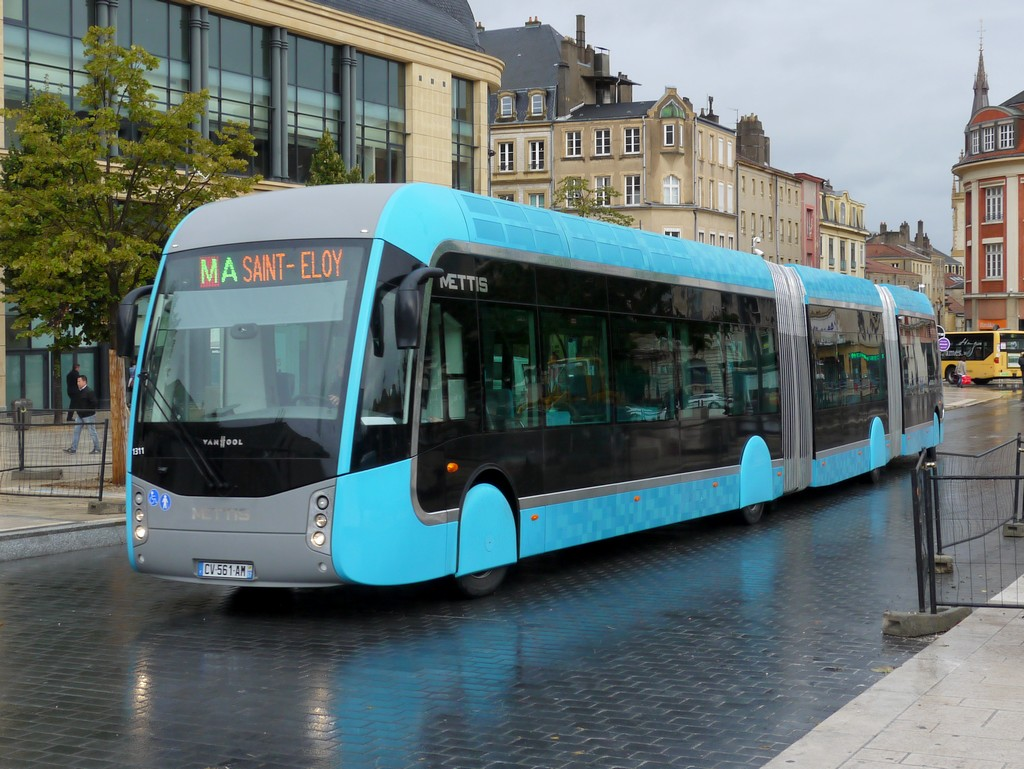
Ligne A du BHNS de Metz.

L'agglomération de Metz possède un réseau de BHNS mis en service le 5 octobre 2013. Il est composé de deux lignes structurantes. L'agglomération de Nancy a créé trois lignes de BHNS en complément de sa ligne de trolley. La ligne 2 a été mise en service le 24 août 2013 et la ligne 3 le 1er septembre 2014. Strasbourg a quant à elle créé deux lignes BHNS complémentaires au réseau de tramway. En septembre 2013, Mulhouse a également mis en service une ligne BHNS en complément de son réseau de tramway : la « ligne 4 ».
- Mettis (deux lignes urbaines : MA et MB).
- BHNS de Nancy (trois lignes urbaines : lignes 2, 3 et 4).
- BHNS de Strasbourg (deux lignes urbaines : G et H).
- BHNS de Mulhouse (ligne C4 Mulhouse-Kingersheim-Wittenheim).

#### Bus interurbains
L'organisation des transports interurbains est confiée aux régions, en lieu et place des départements, depuis le 1er janvier 2017. La région a rassemblé l'ensemble des anciens réseaux départementaux sous la marque Fluo Grand Est en 2019.

#### Vélo en libre-service

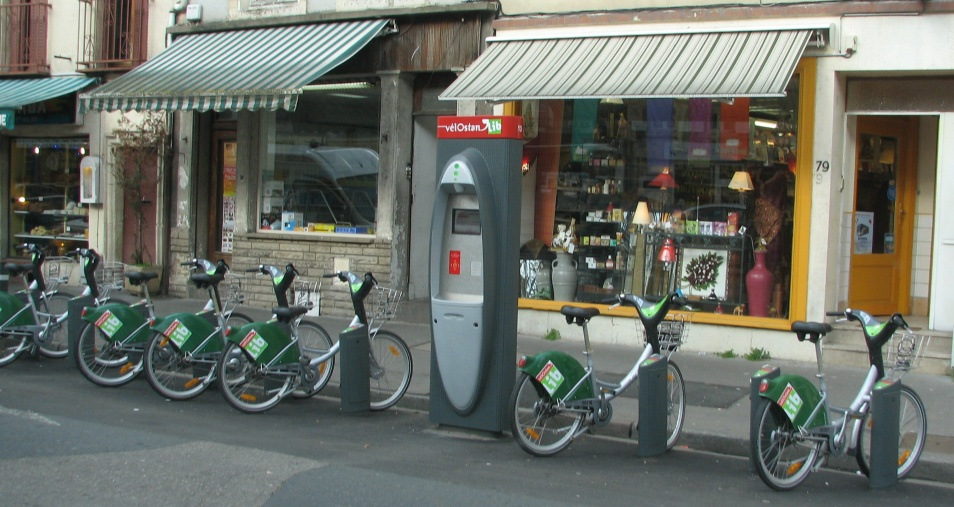
Station vélOstan à Nancy.

Les agglomérations suivantes disposent de systèmes de vélos en libre service avec plusieurs stations réparties dans la ville :
- Vélhop à Strasbourg (41 stations) ;
- VéloCité à Mulhouse (40 stations) ;
- VélOstan à Nancy (29 stations) ;
- ZébuloO à Reims (10 stations)[187] ;
- Vélomet' à Metz (3 stations).

##### UrbanLoop
La volonté de mettre en place de nouveaux systèmes de transports éco-responsables pousse les différents acteurs régionaux à proposer différents projets, comme le projet nancéien UrbanLoop, actuellement[C'est-à-dire ?] en cours de réalisation.

### Impact énergétique et climatique des transports
Le bon développement du transport intermodal constitue un atout,.
D'après RTE, les seuls transports ferroviaires ont consommé 0,6 TWh d'électricité dans la région en 2019. Le réseau ferroviaire électrifié est mû par une électricité à faible empreinte en carbone.
ATMO Grand Est tient à jour les statistiques énergétiques régionale pour l'année 2022.

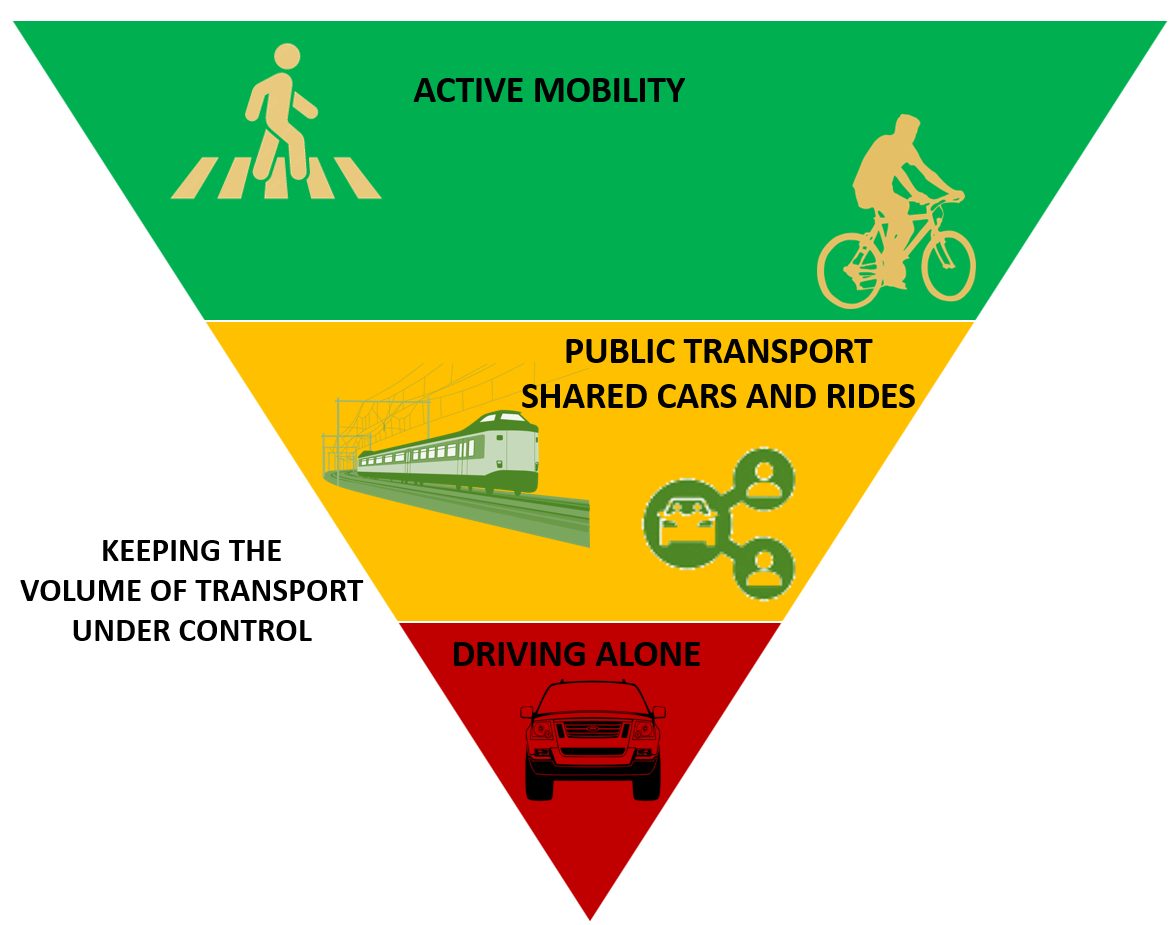
Pyramide de la mobilité, proposée par le projet européen Share North.

| Secteur             | Type d’énergie | TWh/an |
| ------------------- | -------------- | ------ |
| Transports routiers | Électricité    | 0,1    |
| Transports routiers | Combustible    | 46,4   |
| Autres transports,  | Électricité    | 0,7    |
| Autres transports,  | Combustible    | 0,8    |

| -                   | ktéqCO2 |
| ------------------- | ------- |
| Transports routiers | 11 618  |
| Autres transports   | 214     |

## Histoire
De 1948 à 1964, les dix départements constituants l'actuelle région Grand Est étaient regroupés au sein de l'Igamie de Metz.

### Acte III de la décentralisation
La région est issue de la fusion des trois régions Alsace, Champagne-Ardenne, et Lorraine, suivant l'acte III de la décentralisation (2013). Selon France Stratégie, institution rattachée au Premier ministre, la fusion de ces trois régions est économiquement cohérente pour tous les départements et en dehors de cette fusion seule l'intégration du Territoire de Belfort mais aussi de l'Aisne renforcerait encore cette cohérence. Les CESER des régions Alsace, Champagne-Ardenne et Lorraine de 2015 ont fourni un rapport incluant les contrastes dans la situation économique (PIB, spécialisation, commerce extérieur, enseignement, recherche et innovation), sociale (formation, démographie, répartition des revenus et pauvreté, emploi, chômage, emploi frontalier, qualité de vie), et environnementale (gestion des déchets, énergie, transport et mobilité, utilisation des sols, qualité de l'air et de l'eau, biodiversité). Aucun de ces rapports n'analysent ni le coût de fonctionnement de la nouvelle région, ni le risque de déséconomie d'échelle.

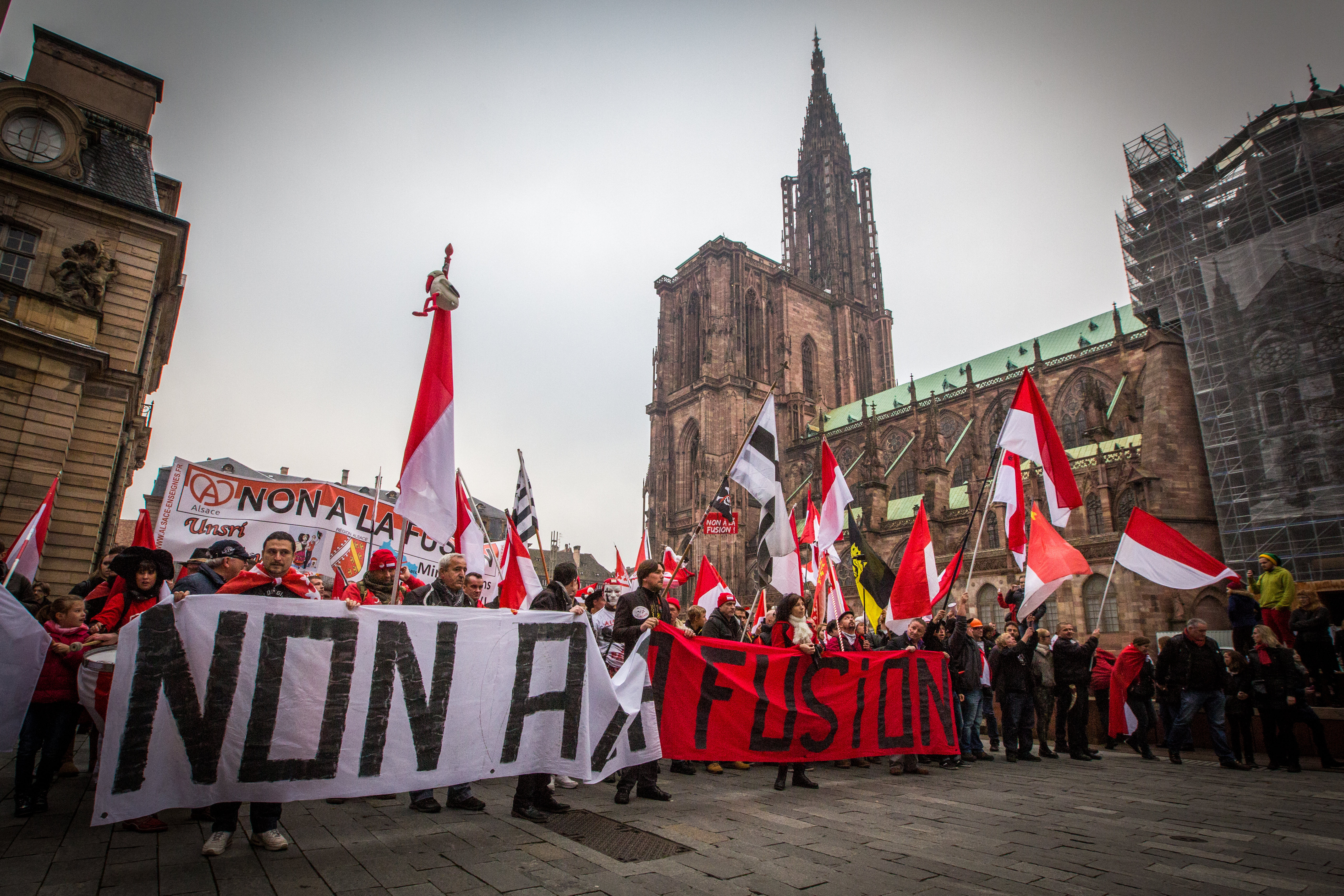
Manifestation en Alsace contre la fusion.

Cette fusion a fait l'objet de débats, notamment en Alsace, où elle s'est heurtée à une opposition farouche, tant de la part des élus que de la population. Elle a ainsi donné lieu à plusieurs manifestations rassemblant à chaque fois plusieurs milliers de personnes. Sur le plan politique, les députés PS alsaciens Armand Jung et Philippe Bies étaient favorables à la fusion administrative avec la seule Lorraine, mais ne se prononcent pas sur la fusion avec la Champagne-Ardenne. Deux députés UMP des Ardennes votent pour la fusion, alors que Jean-Paul Bachy, président de la région Champagne-Ardenne, est contre une fusion avec l'Alsace. Les députés lorrains sont très partagés : ont voté pour la fusion les onze députés du PS, et contre, les dix députés UMP. En ce qui concerne le projet d'une fusion Alsace-Lorraine, les conseillers régionaux lorrains de gauche étaient plutôt pour alors que ceux de droite (UMP et FN) étaient plutôt contre,.
L'acte III de la décentralisation s'articule en deux volets :
- un volet appelé « NOTRe », institué par la loi portant nouvelle organisation territoriale de la République, qui se concentre sur la répartition des compétences[199] ;
- un volet appelé « MAPTAM », institué par la loi de modernisation de l'action publique territoriale et d'affirmation des métropoles, qui touche à l'organisation des grandes intercommunalités de la région dont il renforce le rôle.

Strasbourg est désignée siège de région par la loi (alinéa I.4° de l'article 2 de la loi du 16 janvier 2015). C'est le seul parmi les chefs-lieux des nouvelles régions à être désigné de cette façon. Plusieurs élus lorrains et champenois ont critiqué ce choix fait sans concertation locale.
L'instauration d'un droit d'option dans la loi relative à la délimitation des régions permettra également au Territoire de Belfort de se prononcer, après le 1er janvier 2016, pour une intégration à la nouvelle région, évoquée par certains élus,,,.
Le Congrès des pouvoirs locaux et régionaux du Conseil de l’Europe a critiqué cette réforme territoriale, les rapporteurs se montrant « préoccupés par l’absence de véritable consultation des collectivités locales avant le vote de la loi entrée en vigueur le 1er janvier 2016, ainsi que par le déséquilibre financier entre les collectivités territoriales dû à un système inadapté de péréquation et à une recentralisation au niveau national des décisions fiscales locales ».

### Création de la région
Le conseil régional est élu le 13 décembre 2015. La région est officiellement créée le 1er janvier 2016 et Philippe Richert devient président le 4 janvier 2016. L'organisation d'une consultation sur le nouveau nom est votée par le conseil régional le 25 janvier 2016.
Quatre noms sont soumis au vote internet du 14 mars au 1er avril : Rhin-Champagne, Acalie, Nouvelle-Austrasie et Grand Est.
Les résultats sont les suivants :
- Grand Est : 75 % ;
- Nouvelle-Austrasie : 10,4 % ;
- Rhin-Champagne : 9,8 % ;
- Acalie : 4,8 %.

Philippe Richert annonce sa démission le 30 septembre 2017. Jean-Luc Bohl assure l’intérim jusqu’à l’organisation de nouvelles élections. Jean Rottner est élu nouveau président de la région le 20 octobre 2017. Franck Leroy (DVD) lui succède le 13 janvier 2023.

### Vers une évolution institutionnelle de la région?

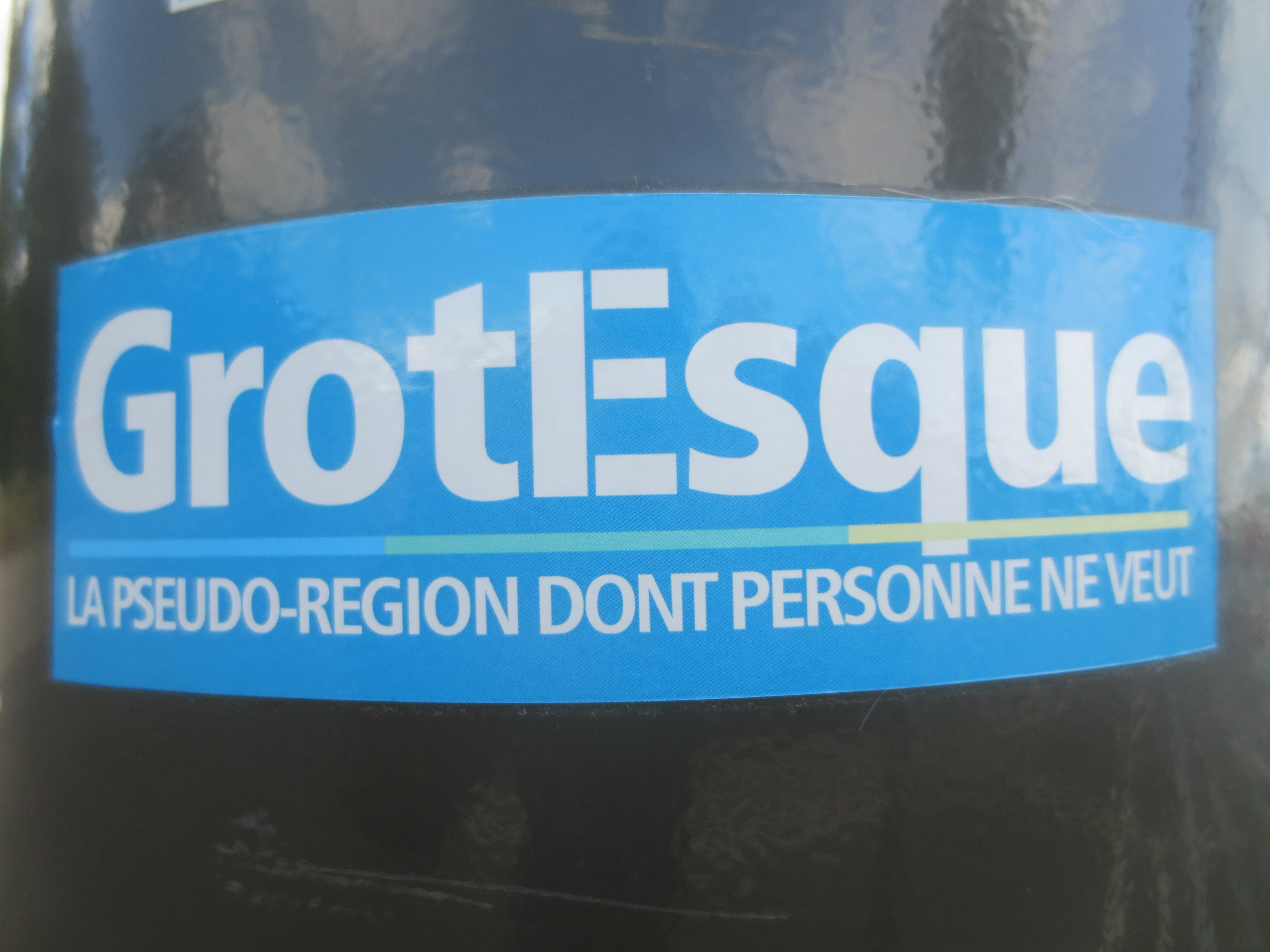
Autocollant montrant l'opposition à la nouvelle région.

La disparition administrative de l'Alsace n'étant pas du tout acceptée par une grande majorité de ses habitants et de ses élus,,,,,, au point que l'on parle couramment d'un « malaise alsacien »,, des initiatives visant à ressusciter l'ancienne région Alsace se font jour régulièrement. Une fusion des départements du Haut-Rhin et du Bas-Rhin est à l'œuvre comme préalable à cette possible révision de la nouvelle région Grand Est, à l'initiative des Conseils départementaux des deux ensembles,,.
Pour le président de la République Emmanuel Macron, il est hors de question de revenir sur le découpage régional. En revanche, en réponse aux appels des élus et de la société civile alsacienne, il a indiqué qu'il verrait d'un bon œil la fusion des départements du Haut-Rhin et du Bas-Rhin dans l'objectif de former une « entité » alsacienne, aux compétences élargies,. Une mission en ce sens a effectivement été confiée au Préfet Jean-Luc Marx en février 2018.
Ce dernier a rendu son rapport le 20 juin 2018, dont les conclusions ont été rendues publiques le 3 août 2018, celui-ci y indique :

« À l’issue de ces semaines d’échanges denses et de préparation assidue, je suis conduit à une double certitude : il existe un véritable « désir d’Alsace », une quête de connaissance et de reconnaissance dont le contenu n’est certes pas seulement institutionnel. L’Alsace culturelle, linguistique, historique, climatique… existe et nombre de ses habitants aspirent à être identifiés à ce territoire ; les territoires objets de mon rapport présentent des spécificités que l’État peut reconnaître, valoriser dans l’intérêt de ses habitants comme de la communauté nationale. […] »

Ce rapport ambitieux, ouvre donc la voie à une concertation pour la création d'une collectivité à statut spécifique, au sein du Grand Est au moins dans un premier temps, débutant par la fusion des départements avec l'octroi de nouvelles compétences,.
Jacqueline Gourault, ministre de la Cohésion des territoires, a été mandatée par le Premier ministre pour mener les concertations qui devraient aboutir en octobre 2018,. L'intéressée affirme à l'occasion des discussions que « le gouvernement fera tout pour que cela aboutisse »,, malgré l'opposition marquée du conseil régional et surtout de son président, Jean Rottner, à autre chose qu'une éventuelle simple fusion des départements au sein du Grand Est et sans nouvelle compétence.
Le rapport fait donc sérieusement bouger les lignes dans le débat institutionnel au sein même de la nouvelle région et ouvre la voie à une évolution institutionnelle par rapport à la réforme de 2015.
Cette évolution probable interpelle et inquiète nombre d'élus des autres départements, qui y voient un risque sur le devenir et la subsistance même du Grand Est, à moins de bénéficier eux-mêmes des mêmes prérogatives,,.
Un projet de fusion des départements lorrains de la Moselle et de la Meurthe-et-Moselle au sein du Grand Est a ainsi été lancé par le Président de ce dernier département Mathieu Klein, mais a été aussitôt rejeté fermement par son homologue mosellan qui écarte toute idée de fusion avec quiconque,, quoique la question de l'extension des nouvelles compétences éventuellement déléguées à l'Alsace au département de la Moselle soit directement posée dans le rapport.
Certains élus et responsables politiques mosellans de diverses sensibilités ont de leur côté profité de ce rapport pour relancer aux côtés de leurs confrères alsaciens l'idée d'un éventuel « décrochage » du Grand Est et la création d'une région Alsace-Moselle,. Cet objectif vient principalement d'une volonté de sauvegarder le droit local d'Alsace-Moselle et de nombreux points communs tel que les langues, la formation professionnelle, l'économie transfrontalière, et la culture régionale. L'idée reste minoritaire auprès des populations concernées depuis la création de la Grande Région. Le 6 octobre 2017, les sénateurs mosellans Jean-Louis Masson et Christine Herzog déposent une proposition de loi au Sénat visant à donner la possibilité aux électeurs d’une région supprimée en 2015, comme la Lorraine, d’obtenir son rétablissement par référendum. Fin janvier 2021, Jean-Louis Masson propose un nouvel amendement dans le cadre du projet de loi visant à fixer la date des élections régionales pour proposer que les « trois anciennes régions du Grand Est élisent leurs propres conseillers régionaux ». Entretemps, différents personnalités, élus et associations de Lorraine réclament via une pétition le retour d'une Région Lorraine de plein exercice par la création d'une collectivité territoriale réunissant les quatre départements lorrains (Meurthe-et-Moselle, Meuse, Moselle et Vosges). Comme en Alsace, d'autres revendiquent également en Lorraine le démembrement de la Région Grand Est.
Le 24 octobre 2018, la ministre Jacqueline Gourault annonce que « le gouvernement est prêt à soutenir la création d’une collectivité alsacienne qui serait faite à partir des deux départements ». Cette collectivité resterait dans la région Grand Est mais bénéficierait - en plus des compétences des départements - de « compétences particulières qui sont dues au transfrontalier notamment et à l’identité alsacienne rhénane ». Le 29 octobre 2018, le Premier ministre Édouard Philippe, la ministre de la Cohésion des territoires et des Relations avec les collectivités territoriales, Jacqueline Gourault, le ministre de l'Éducation nationale, Jean-Michel Blanquer, la ministre chargée des Transports, Élisabeth Borne, le président du conseil régional du Grand Est, Jean Rottner, et les présidents des conseils départementaux du Bas-Rhin, Frédéric Bierry, et du Haut-Rhin, Brigitte Klinkert, signent l'acte créant la « collectivité européenne d'Alsace ». Sa création est actée par décret du 27 février 2019, le projet de loi définissant les compétences de cette nouvelle collectivité étant présenté en Conseil des Ministres le même jour,. La nouvelle collectivité voit le jour le 1er janvier 2021.
Le président du conseil départemental de la Moselle Patrick Weiten revendique également un « droit à la différenciation et à l’expérimentation ». Cette évolution passe toutefois mal auprès des représentants des autres départements qui y voient le prélude au démembrement de la région malgré les assurances de l'État,.
Un sondage BVA d'avril 2019 sur le découpage régional de 2015, réalisé pour la presse régionale, indiquait un mécontentement des habitants contre la création de la région Grand Est : 69 % des habitants de la région s'en disant insatisfaits. La proportion est de 70 % en Champagne-Ardenne et va jusqu'à 82 % en Alsace. Les Alsaciens indiquent même selon un sondage IFOP publié le 7 janvier 2020 dans la presses régionale souhaiter à 68% que la future collectivité européenne d'Alsace quitte le Grand Est pour redevenir une région de plein exercice, confirmant encore une hostilité ancrée et une véritable défiance à l’encontre de la grande région dans ce territoire.
Le 27 juin 2021 au soir, après le résultat des élections régionales et départementales de 2021, Frédéric Bierry, le président réélu de la collectivité européenne d'Alsace annonce vouloir mettre en place à l'automne 2021 une consultation aux alsaciens, sur la sortie ou non de la région Grand Est.
Le 21 décembre 2021, la collectivité européenne d’Alsace lance une consultation citoyenne sur la sortie de l’Alsace du Grand Est et la reconstitution d’une région Alsace. Le président de la collectivité, Frédéric Bierry, précise que cette consultation aura une portée politique et non juridique. Le 21 février 2022, les résultats de la consultation sont annoncés à Colmar. Sur les 153 844 bulletins validés, 92,4 % (142 200 voix) se sont exprimés en faveur de la sortie du Grand Est.
En octobre 2022, le député mosellan et conseiller régional Grand Est Laurent Jacobelli (Rassemblement national) déclare qu’il va déposer une proposition de loi sur la sortie de l’Alsace du Grand Est.
Près de dix ans après la création de la région, le rejet du Grand Est est toujours fort en Alsace. Un sondage IFOP publié en juin 2025 indique en effet que 72% des Alsaciens souhaitent que l'Alsace sorte de la région Grand Est.

## Culture

### Langues

Carte des langues et dialectes de la France et des régions frontalières.

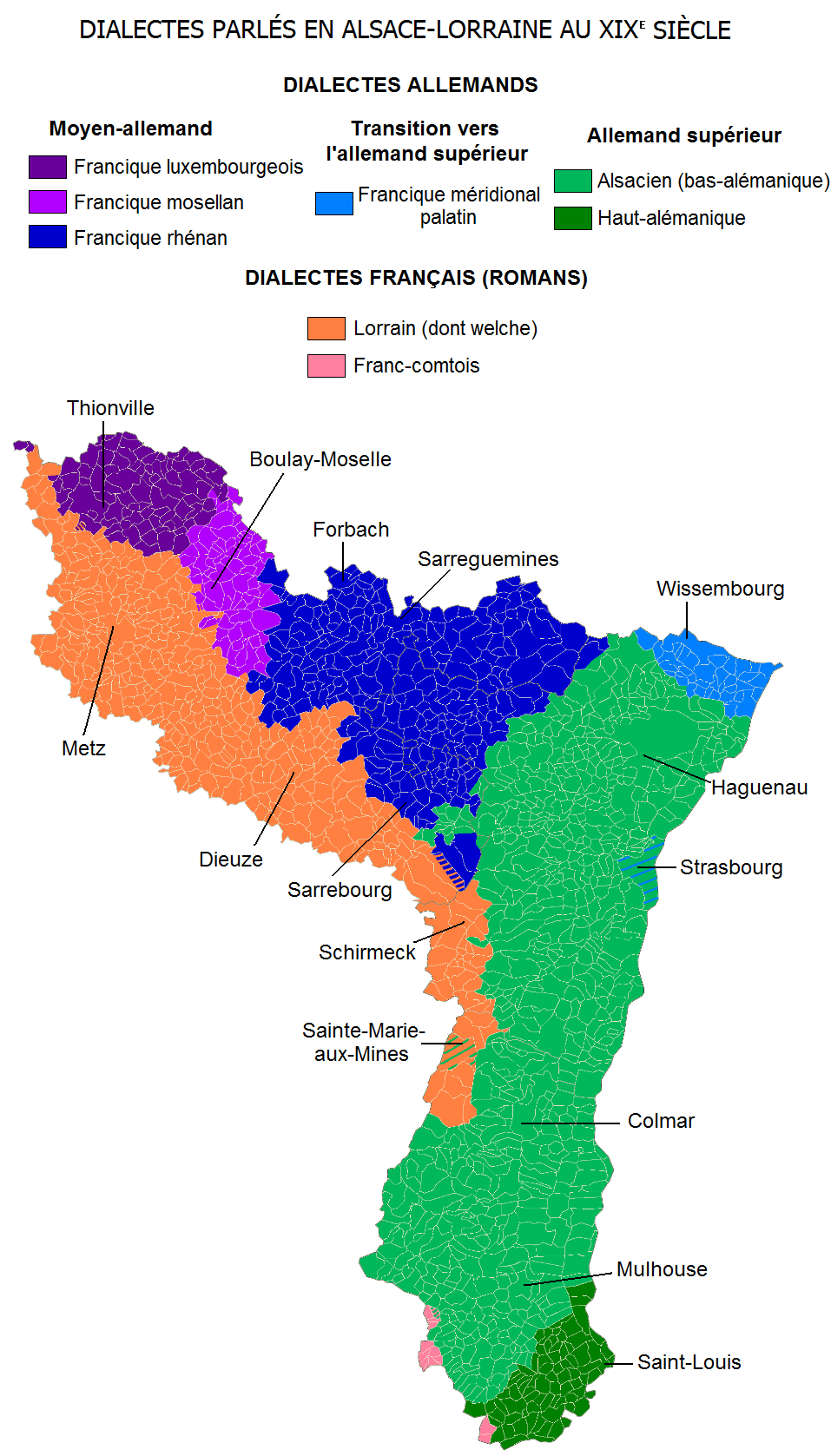
Carte indiquant la répartition des dialectes en Alsace et en Moselle au XIXe siècle.

La région Grand Est est caractérisée par une grande diversité dialectale, puisqu'elle est située à cheval sur la frontière linguistique séparant les parlers germaniques des parlers romans, qui longe l'Alsace par la crête des Vosges et traverse la Moselle du sud-est au nord-ouest.
À l'ouest de ladite frontière se trouve la plus grande partie de la région qui représente un pays de langues d'oïl romanes. Ces parlers, qui sont peu vivaces dans les années 2010, sont encore usités en milieu rural. On compte parmi eux le wallon qui est parlé dans les Ardennes en Wallonie française, le champenois dont l'étendue se situe principalement en ancienne région Champagne-Ardenne, ainsi que le lorrain roman qui englobe grosso modo les trois quarts de l'ancienne région lorraine. Le parler welche désigne quant à lui le lorrain roman de la région romanophone d'Alsace située dans le massif des Vosges. Il s'ajoute à cela environ 10 communes comtophones dans le sud-ouest de l'Alsace.
Au-delà de la frontière linguistique à l'est, se trouve une grande variété de dialectes qui composent le continuum dialectal germanique. L'alsacien, parlé dans le Bas-Rhin, le Haut-Rhin et dans une infime partie du sud-est de la Moselle (soit environ 12 localités), domine numériquement le groupe des locuteurs de dialectes germaniques dans la région avec environ 700 000 locuteurs. Appartenant au groupe linguistique de l'allemand supérieur, il est plus proche du badois outre-Rhin que de son homologue mosellan. En Alsace, l'alsacien ou autrement dit le bas-alémanique d'Alsace n'est pas l'unique dialecte : au sud, dans la région du Sundgau, se trouve le haut-alémanique aussi parlé dans la région de Bâle en Suisse et, au nord près de Wissembourg, on note la présence du francique méridional qui est aussi présent en Allemagne, à Karlsruhe par exemple. De plus, l'Alsace bossue (région de Sarre-Union) est caractérisée par le parler francique rhénan de Lorraine qui représente par ailleurs la plus grande des trois zones franciques de Moselle germanophone.
Le département de la Moselle témoigne également d'une grande diversité dialectale, bien que la pratique de ceux-ci soit devenue moins vivace que chez le voisin alsacien. En plus d'être traversé par une frontière linguistique entre une partie occidentale traditionnellement romane (dont la région de Metz) et une zone orientale de parlers traditionnels germaniques, cette dernière compte trois différents dialectes germaniques reconnus. Ils sont regroupés depuis la seconde moitié du XXe siècle sous le terme de « francique lorrain », ces trois dialectes font partie du groupe linguistique du moyen allemand et plus précisément de l'occidental. L'arrondissement de Thionville partage un parler luxembourgeois avec le Luxembourg. Dans la région adjacente du pays de Nied, on parle traditionnellement un dialecte proche, le francique mosellan. Enfin, à partir de Saint-Avold, la partie orientale de la Moselle germanophone est la région du francique rhénan de Lorraine qui s'étend également en Alsace bossue.

### Saint-Nicolas
| Wotan · Saint Nicolas et le Père Fouettard |

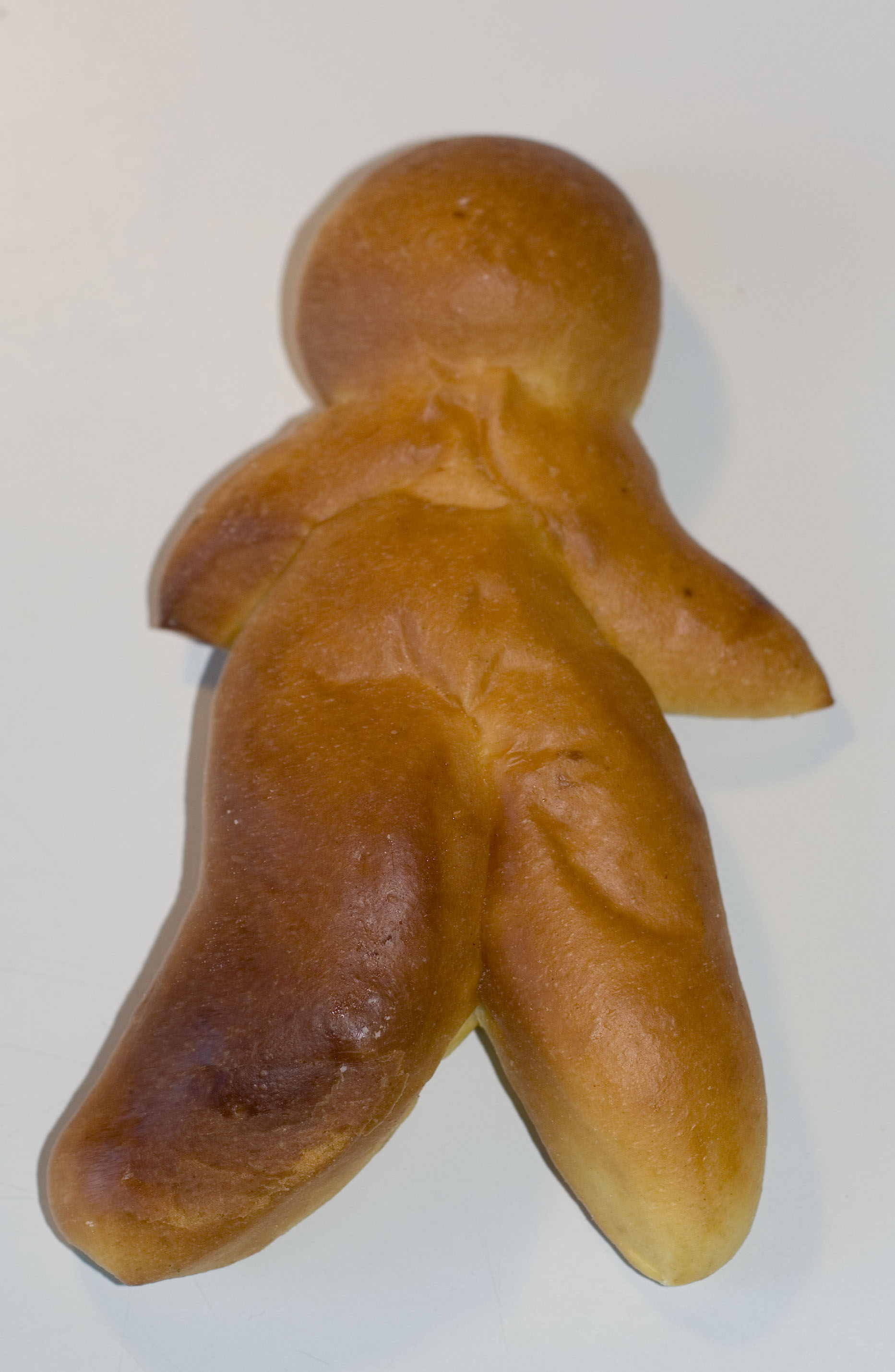
Le Mannele, brioche de la taille d'un petit pain préparée pour la Saint-Nicolas.

La Saint-Nicolas, qui se déroule le 6 décembre, est une fête d'origine germanique, très populaire dans le Grand Est français, notamment en Lorraine dont il est le Saint patron. Elle met en scène deux personnages : Nicolas de Myre, dit saint Nicolas, et le Père Fouettard (ou Hans Trapp). L'hypothèse majoritaire est que cette fête serait issue d'un syncrétisme entre les anciennes traditions païennes locales du culte de Wotan,, et le christianisme nouvellement arrivé. Une partie des attributs régionaux de saint Nicolas sont en effet repris du dieu germanique Wotan appelé aussi Wodan ou Odin, tout comme son caractère de « dieu vagabond », allant de village en village. Wotan était traditionnellement représenté sur son cheval Sleipnir, rôle repris par l'âne de saint Nicolas, et accompagné de deux corbeaux faisant le lien entre le dieu et les mortels et dont le rôle peut être rapproché de celui du Père Fouettard.
- Saint Nicolas est accompagné d'un âne et habillé à la manière d'un évêque. Il porte une grande barbe blanche et porte une mitre et tient une crosse.
- Le Père Fouettard est lui vêtu d'un grand manteau noir avec un grand capuchon et de grosses bottes et portant parfois un fouet et un sac. Il n'a pas le beau rôle, puisqu'il menace de distribuer des coups de trique aux enfants qui n'ont pas été sages ou de les emporter dans son sac et qui leur donne, parfois, du charbon au lieu des friandises. Le Père Fouettard est parfois représenté avec des cornes et une queue.

Dans la plupart des écoles du Grand Est, saint Nicolas et le Père Fouettard passent visiter les jeunes enfants le 6 décembre et donnent parfois des friandises à ces derniers. Un défilé est organisé par les communes chaque année dans les rues de la ville, saint Nicolas traverse les villes sur son âne accompagné du Père Fouettard.
Lors de sa tournée, saint Nicolas distribue traditionnellement des manneles, une orange, mandarine ou clémentine et du pain d'épices portant son effigie. Le Père Fouettard (ou le Boucher), vêtu de noir et porteur d'un grand fagot, parfois le visage barbouillé de suie, l'accompagne, et distribue une trique (une branche de son fagot) aux enfants qui n'ont pas été sages et menace de les frapper. Saint Nicolas est censé voyager sur un âne ; aussi les enfants doivent-ils, le soir, préparer de la nourriture (foin, paille ou grain) pour l'animal. Au matin, ils trouvent les friandises (ou la trique, du charbon) à la place de ce qu'ils ont préparé pour l'âne.
À Saint-Nicolas-de-Port, le 6 décembre ou le samedi le plus proche a lieu un pèlerinage religieux dédié au saint patron des Lorrains.
En Alsace, une brioche spécifique à la Saint-Nicolas, en forme de bonhomme, s'appelle Männele à Strasbourg (Bas-Rhin) et en Moselle germanophone, Mànnala à Mulhouse (Haut-Rhin), Coualés dans les Vosges et Jean Bonhomme dans le Territoire de Belfort et les zones alentour.

### Marchés de Noël

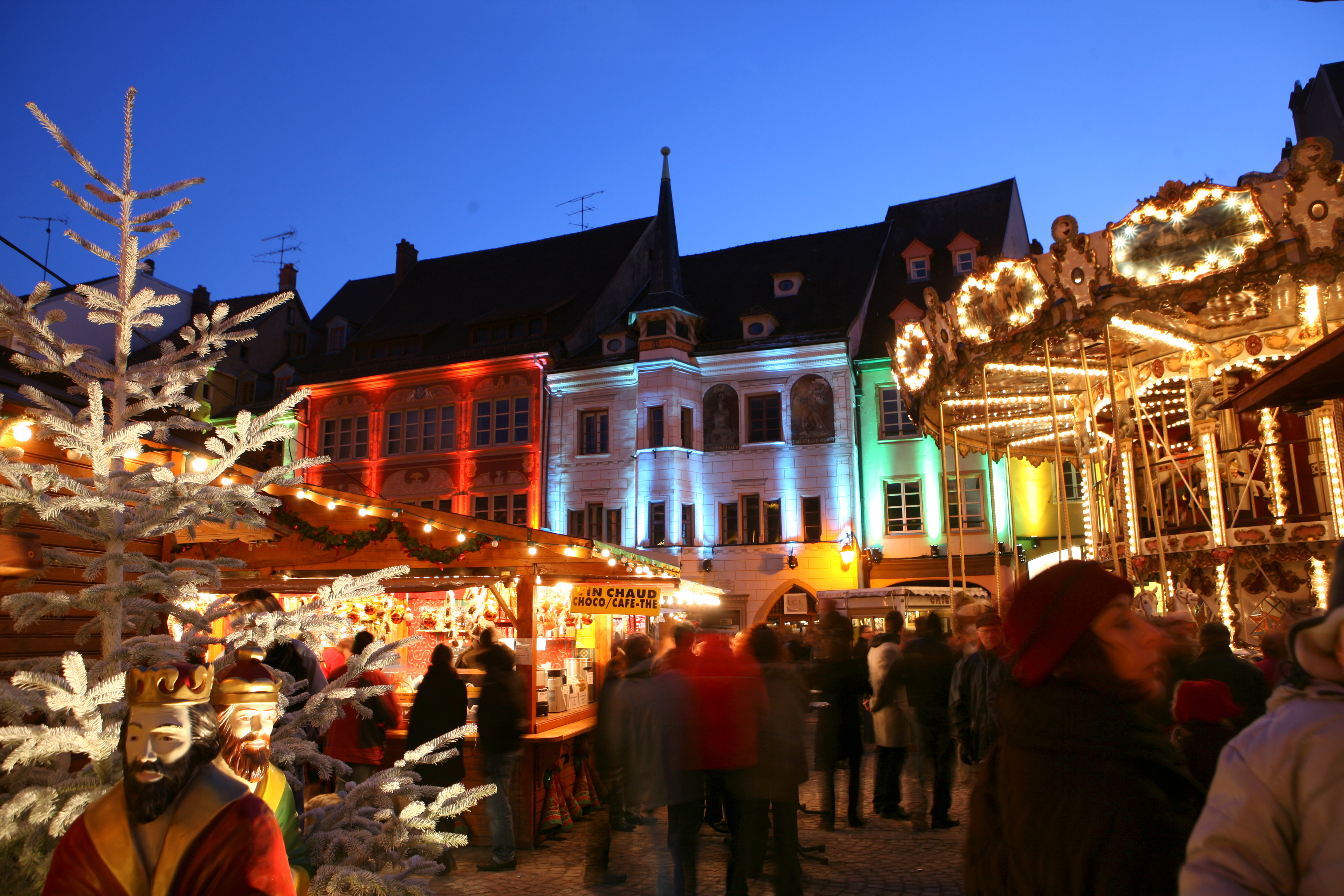
Le marché de Noël de Mulhouse en Alsace, rebaptisé « les Étofféeries », fait la synthèse entre le marché de Noël traditionnel de la ville et la thématique de l'industrie textile.

Les marchés de Noël sont des marchés de plein air associés à la célébration de Noël et de la Saint-Nicolas. Ils se tiennent traditionnellement pendant la période de l'Avent. On y trouve tout ce qui touche aux fêtes de Noël et de Saint-Nicolas. Historiquement, les marchés de Noël étaient implantés en Europe Centrale et en Europe de l'Ouest dans des pays comme l'Autriche, la Suisse et l'Allemagne ainsi que dans l'est de la France, notamment en Alsace, en Lorraine et en Franche-Comté. Récemment, ils se sont diffusés dans l'ensemble de la moitié nord de la France. En France, des villes comme Strasbourg, Mulhouse, Colmar, Montbéliard et Metz auxquelles s'ajoute désormais Reims, sont réputées pour leurs marchés de Noël.

### Sites culturels du patrimoine mondial
Le Comité du patrimoine mondial de l'Organisation des Nations unies pour l'éducation, la science et la culture (UNESCO) a inscrit au patrimoine mondial plusieurs sites situés dans la région :
- l'ensemble constitué par la place Stanislas, la place de la Carrière et la place d'Alliance, à Nancy, depuis 1983 ;
- la Grande Île de Strasbourg, depuis 1988, périmètre agrandi à la Neustadt depuis juillet 2017[262] ;
- la cathédrale Notre-Dame, la basilique Saint-Remi et le palais archiépiscopal du Tau, à Reims, depuis 1991 ;
- au titre des chemins de Compostelle en France, deux autres édifices religieux : la basilique Notre-Dame de l'Épine et l'église Notre-Dame-en-Vaux de Châlons-en-Champagne, depuis 1998 ;
- deux fortifications du réseau des sites majeurs de Vauban : la citadelle de Longwy et Neuf-Brisach, depuis 2008 ;
- les coteaux, maisons et caves de Champagne, depuis 2015 ;
- au titre l'œuvre architecturale de Le Corbusier, la manufacture Claude et Duval à Saint-Dié-des-Vosges, depuis 2016.

### Sports
- Football
  - Racing Club de Strasbourg Alsace
  - Stade de Reims
  - Football Club de Metz
  - Association sportive Nancy-Lorraine
  - Espérance sportive Troyes Aube Champagne
  - Football Club de Mulhouse
  - Stadium Racing Colmar
  - Club sportif Sedan Ardennes

- Basket-ball
  - SIG Strasbourg
  - Stade Lorrain Université Club Nancy Basket
  - CCRB
  - Étoile de Charleville-Mézières

- Hockey-sur-Glace
  - Etoile Noire de Strasbourg
  - Scorpions de Mulhouse
  - Épinal Hockey Club
  - Titan de colmar

- Handball
  - Metz Handball

### Musées

#### Musées d'art
- Centre Pompidou-Metz.
- Musée Unterlinden de Colmar.
- Musée des beaux-arts de Nancy.
- Musée d’art moderne et contemporain de Strasbourg.
- Musée de l'École de Nancy.
- Musée des beaux-arts de Reims.
- Musée des beaux-arts et d'archéologie de Châlons-en-Champagne.
- Musée d'art moderne de Troyes.
- Musée des beaux-arts de Troyes.

#### Musées d'histoire locale
- Musée lorrain à Nancy.
- Musée alsacien.
- Musée de l'Ardenne.
- Musée de la Cour d'Or à Metz.
- Écomusée d'Alsace.
- Musée Théodore-Deck
- Musée d'art et d'histoire de Langres.

#### Musées techniques et industriels
Industries :
- La cité de l'automobile.
- La cité du train.
- Le musée EDF Electropolis.
- Le musée de l'histoire du fer.
- Le musée de la métallurgie ardennaise.
- Le musée du pétrole de Merkwiller-Pechelbronn.
- Le musée du sabotier à Soucht.
- La Grande Place - Musée du cristal Saint-Louis.
- Le musée du verre et du cristal à Meisenthal.
- Le moulin de la Blies - Musée des techniques faïencières.
- L'usine sidérurgique d'Uckange.

Mines :
- L'écomusée des mines de fer de Lorraine à Neufchef.
- La Mine, musée du carreau Wendel.
- Les mines d'argent du massif de Neuenberg, Espace Musées en Val d'argent, musée minéralogique, musée du textile et musée du patrimoine minier à Sainte-Marie-aux-Mines.
- La Mines d'argent de La Croix-aux-Mines.
- Les Hautes-Mynes du Thillot. Anciennes mines de cuivre des ducs de Lorraine.
- Le carreau du puits Rodolphe.
- Le musée de l'ardoise de Fumay.

#### Autres musées
- Le Muséum-aquarium de Nancy.
- La Maison de la Manufacture d'armes blanches du Klingenthal
- La Maison de l'outil et de la pensée ouvrière.
- Le Musée européen de la bière.
- La Maison des Lumières Denis Diderot de Langres.
- L'ouvrage du Simserhof et la citadelle de Bitche.
- Ardennes :
  - Musée Arthur Rimbaud ;
  - Institut international de la marionnette ;
  - Musée Verlaine Juniville ;
  - Maison de la dernière cartouche ;
  - Manufacture royale de draps Le Dijonval ;
  - Musée du feutre ;
  - Ancienne usine d'armes de Nouzonville ;
  - Fortifications de Rocroi ;
  - Château de Sedan.
- Marne :
  - Musée de l'aéronautique Bétheny ;
  - Musée automobile Reims Champagne ;
  - Musée de la Reddition, Seconde Guerre mondiale ;
  - Musée Saint-Remi de Reims, Reims, archéologie ;
  - Musée Guillaumet (Bouy) ;
  - Fort de la Pompelle, Première Guerre mondiale ;
  - Musée Garinet ;
  - Musée de la vigne et du vin, Le Mesnil-sur-Oger ;
  - Musée du cloître de Notre-Dame-en-Vaux (Châlons-en-Champagne) ;
  - Musée du terrain Vraux-Condé.

## Tourisme
Si le tourisme est moins favorisé que dans les régions littorales, la région compte le plus ancien site de vélorail de France, avec le plus grand parcours, overt dès 1990, au départ de Magnières (Meurthe-et-Moselle), à une vingtaine de kilomètres au sud de Lunéville.
Le Grand Est compte 25 Petites Cités de Caractère disseminées sur l'ensemble du territoire. Ces petites villes entretiennent leur cadre bâti et valorisent les patrimoines. Lieux de visites et d'animations originales, elles sont aujourd'hui des destinations touristiques complémentaires aux sites les plus fréquentés.

## Politique et administration

### Chef-lieu de région
Le chef-lieu de la région a été désigné avant même la fusion contrairement aux autres régions fusionnées pour lesquelles le conseil régional se prononcera ultérieurement. En effet, l'Assemblée nationale a désigné Strasbourg comme chef-lieu et capitale, par la loi adoptée le 17 décembre 2014. Le conseil régional conserve toutefois la possibilité de déterminer la répartition exacte des différents services.
Ainsi bien que le siège du conseil régional se trouve à Strasbourg, Metz et Châlons-en-Champagne (les anciens chefs-lieux de Lorraine et de Champagne-Ardenne) ont conservé des hôtels de région.

### Tendance politique

#### Récapitulatif des résultats électoraux récents
| Scrutin             | Département | 1er tour | 1er tour | 1er tour | 1er tour | 1er tour | 1er tour | 1er tour | 1er tour | 1er tour | 1er tour | 1er tour | 1er tour | 1er tour | 2d tour     | 2d tour     | 2d tour     | 2d tour     | 2d tour     | 2d tour     | 2d tour     | 2d tour     | 2d tour     | 2d tour     | 2d tour     | 2d tour     | 2d tour     |
| Scrutin             | Département | 1er      | 1er      | %        | 2e       | 2e       | %        | 3e       | 3e       | %        | 4e       | 4e       | %        | Abs      | 1er         | 1er         | %           | 2e          | 2e          | %           | 3e          | 3e          | %           | 4e          | 4e          | %           | Abs         |
| ------------------- | ----------- | -------- | -------- | -------- | -------- | -------- | -------- | -------- | -------- | -------- | -------- | -------- | -------- | -------- | ----------- | ----------- | ----------- | ----------- | ----------- | ----------- | ----------- | ----------- | ----------- | ----------- | ----------- | ----------- | ----------- |
| Présidentielle 2012 | Grand Est   |          | UMP      | 28,60    |          | PS       | 23,27    |          | FN       | 23,21    |          | MODEM    | 9,85     | 20,31    |             | UMP         | 55,91       |             | PS          | 44,09       | Pas de 3e   | Pas de 3e   | Pas de 3e   | Pas de 4e   | Pas de 4e   | Pas de 4e   | 20,25       |
| Présidentielle 2012 | 08          |          | PS       | 28,93    |          | FN       | 24,50    |          | UMP      | 24,43    |          | FG       | 9,28     | 20,61    |             | PS          | 51,89       |             | UMP         | 48,11       | Pas de 3e   | Pas de 3e   | Pas de 3e   | Pas de 4e   | Pas de 4e   | Pas de 4e   | 20,62       |
| Présidentielle 2012 | 10          |          | UMP      | 30,33    |          | FN       | 25,12    |          | PS       | 22,79    |          | MODEM    | 8,37     | 18,64    |             | UMP         | 57,37       |             | PS          | 42,63       | Pas de 3e   | Pas de 3e   | Pas de 3e   | Pas de 4e   | Pas de 4e   | Pas de 4e   | 18,87       |
| Présidentielle 2012 | 51          |          | UMP      | 29,87    |          | PS       | 24,05    |          | FN       | 22,44    |          | MODEM    | 9,50     | 20,95    |             | UMP         | 55,31       |             | PS          | 44,69       | Pas de 3e   | Pas de 3e   | Pas de 3e   | Pas de 4e   | Pas de 4e   | Pas de 4e   | 21,15       |
| Présidentielle 2012 | 52          |          | UMP      | 27,99    |          | FN       | 25,26    |          | PS       | 23,75    |          | FG       | 8,89     | 19,68    |             | UMP         | 54,43       |             | PS          | 45,57       | Pas de 3e   | Pas de 3e   | Pas de 3e   | Pas de 4e   | Pas de 4e   | Pas de 4e   | 19,77       |
| Présidentielle 2012 | 54          |          | PS       | 27,92    |          | UMP      | 24,21    |          | FN       | 21,17    |          | FG       | 12,07    | 20,05    |             | PS          | 53,06       |             | UMP         | 46,94       | Pas de 3e   | Pas de 3e   | Pas de 3e   | Pas de 4e   | Pas de 4e   | Pas de 4e   | 20,27       |
| Présidentielle 2012 | 55          |          | UMP      | 26,56    |          | FN       | 25,82    |          | PS       | 23,40    |          | MODEM    | 9,23     | 18,27    |             | UMP         | 53,80       |             | PS          | 46,20       | Pas de 3e   | Pas de 3e   | Pas de 3e   | Pas de 4e   | Pas de 4e   | Pas de 4e   | 18,43       |
| Présidentielle 2012 | 57          |          | UMP      | 25,93    |          | FN       | 24,73    |          | PS       | 24,53    |          | FG       | 9,52     | 21,85    |             | UMP         | 53,50       |             | PS          | 46,50       | Pas de 3e   | Pas de 3e   | Pas de 3e   | Pas de 4e   | Pas de 4e   | Pas de 4e   | 21,90       |
| Présidentielle 2012 | 67          |          | UMP      | 33,62    |          | FN       | 21,21    |          | PS       | 19,58    |          | MODEM    | 11,94    | 20,17    |             | UMP         | 63,44       |             | PS          | 36,56       | Pas de 3e   | Pas de 3e   | Pas de 3e   | Pas de 4e   | Pas de 4e   | Pas de 4e   | 19,84       |
| Présidentielle 2012 | 68          |          | UMP      | 31,91    |          | FN       | 23,43    |          | PS       | 18,89    |          | MODEM    | 11,39    | 20,60    |             | UMP         | 63,33       |             | PS          | 36,67       | Pas de 3e   | Pas de 3e   | Pas de 3e   | Pas de 4e   | Pas de 4e   | Pas de 4e   | 19,95       |
| Présidentielle 2012 | 88          |          | UMP      | 25,32    |          | PS       | 24,68    |          | FN       | 24,18    |          | FG       | 9,68     | 17,99    |             | UMP         | 50,94       |             | PS          | 49,06       | Pas de 3e   | Pas de 3e   | Pas de 3e   | Pas de 4e   | Pas de 4e   | Pas de 4e   | 81,94²      |
| Européennes 2014    | Grand Est   |          | FN       | 29,63    |          | UMP      | 22,65    |          | PS       | 12,71    |          | MODEM    | 9,93     | 58,09    | Tour unique | Tour unique | Tour unique | Tour unique | Tour unique | Tour unique | Tour unique | Tour unique | Tour unique | Tour unique | Tour unique | Tour unique | Tour unique |
| Européennes 2014    | 08          |          | FN       | 33,50    |          | UMP      | 23,11    |          | PS       | 13,18    |          | MODEM    | 7,17     | 59,55    | Tour unique | Tour unique | Tour unique | Tour unique | Tour unique | Tour unique | Tour unique | Tour unique | Tour unique | Tour unique | Tour unique | Tour unique | Tour unique |
| Européennes 2014    | 10          |          | FN       | 32,13    |          | UMP      | 25,41    |          | PS       | 10,67    |          | MODEM    | 7,56     | 55,27    | Tour unique | Tour unique | Tour unique | Tour unique | Tour unique | Tour unique | Tour unique | Tour unique | Tour unique | Tour unique | Tour unique | Tour unique | Tour unique |
| Européennes 2014    | 51          |          | FN       | 29,17    |          | UMP      | 25,82    |          | PS       | 11,83    |          | MODEM    | 9,79     | 57,66    | Tour unique | Tour unique | Tour unique | Tour unique | Tour unique | Tour unique | Tour unique | Tour unique | Tour unique | Tour unique | Tour unique | Tour unique | Tour unique |
| Européennes 2014    | 52          |          | FN       | 33,03    |          | UMP      | 24,56    |          | PS       | 11,41    |          | MODEM    | 7,06     | 55,29    | Tour unique | Tour unique | Tour unique | Tour unique | Tour unique | Tour unique | Tour unique | Tour unique | Tour unique | Tour unique | Tour unique | Tour unique | Tour unique |
| Européennes 2014    | 54          |          | FN       | 28,25    |          | UMP      | 19,08    |          | PS       | 15,86    |          | MODEM    | 9,96     | 57,21    | Tour unique | Tour unique | Tour unique | Tour unique | Tour unique | Tour unique | Tour unique | Tour unique | Tour unique | Tour unique | Tour unique | Tour unique | Tour unique |
| Européennes 2014    | 55          |          | FN       | 33,72    |          | UMP      | 21,65    |          | PS       | 12,93    |          | MODEM    | 8,59     | 54,27    | Tour unique | Tour unique | Tour unique | Tour unique | Tour unique | Tour unique | Tour unique | Tour unique | Tour unique | Tour unique | Tour unique | Tour unique | Tour unique |
| Européennes 2014    | 57          |          | FN       | 31,09    |          | UMP      | 19,71    |          | PS       | 13,50    |          | MODEM    | 11,86    | 62,07    | Tour unique | Tour unique | Tour unique | Tour unique | Tour unique | Tour unique | Tour unique | Tour unique | Tour unique | Tour unique | Tour unique | Tour unique | Tour unique |
| Européennes 2014    | 67          |          | FN       | 25,31    |          | UMP      | 24,89    |          | PS       | 13,21    |          | MODEM    | 10,84    | 57,67    | Tour unique | Tour unique | Tour unique | Tour unique | Tour unique | Tour unique | Tour unique | Tour unique | Tour unique | Tour unique | Tour unique | Tour unique | Tour unique |
| Européennes 2014    | 68          |          | FN       | 30,05    |          | UMP      | 23,40    |          | MODEM    | 10,28    |          | PS       | 9,51     | 58,60    | Tour unique | Tour unique | Tour unique | Tour unique | Tour unique | Tour unique | Tour unique | Tour unique | Tour unique | Tour unique | Tour unique | Tour unique | Tour unique |
| Européennes 2014    | 88          |          | FN       | 31,61    |          | UMP      | 21,62    |          | PS       | 12,75    |          | MODEM    | 8,26     | 54,02    | Tour unique | Tour unique | Tour unique | Tour unique | Tour unique | Tour unique | Tour unique | Tour unique | Tour unique | Tour unique | Tour unique | Tour unique | Tour unique |
| Régionales 2015     | Grand Est   |          | FN       | 36,07    |          | LR       | 25,83    |          | PS       | 16,11    |          | EELV     | 6,70     | 52,09    |             | LR          | 48,40       |             | FN          | 36,08       |             | PS          | 15,51       | Pas de 4e   | Pas de 4e   | Pas de 4e   | 40,98       |
| Régionales 2015     | 08          |          | FN       | 38,54    |          | LR       | 28,87    |          | PS       | 15,76    |          | EELV     | 4,57     | 53,08    |             | LR          | 42,30       |             | FN          | 38,80       |             | PS          | 18,90       | Pas de 4e   | Pas de 4e   | Pas de 4e   | 42,53       |
| Régionales 2015     | 10          |          | FN       | 40,42    |          | LR       | 24,65    |          | PS       | 14,08    |          | DLF      | 7,70     | 50,53    |             | LR          | 42,86       |             | FN          | 40,86       |             | PS          | 16,28       | Pas de 4e   | Pas de 4e   | Pas de 4e   | 40,49       |
| Régionales 2015     | 51          |          | FN       | 37,29    |          | LR       | 25,82    |          | PS       | 15,89    |          | DLF      | 6,42     | 52,51    |             | LR          | 46,74       |             | FN          | 37,15       |             | PS          | 16,11       | Pas de 4e   | Pas de 4e   | Pas de 4e   | 41,62       |
| Régionales 2015     | 52          |          | FN       | 42,20    |          | LR       | 23,03    |          | PS       | 15,44    |          | DLF      | 6,57     | 50,54    |             | FN          | 42,28       |             | LR          | 39,27       |             | PS          | 10,36       | Pas de 4e   | Pas de 4e   | Pas de 4e   | 40,53       |
| Régionales 2015     | 54          |          | FN       | 34,88    |          | PS       | 24,34    |          | LR       | 20,39    |          | EELV     | 6,77     | 51,84    |             | LR          | 45,64       |             | FN          | 33,78       |             | PS          | 20,58       | Pas de 4e   | Pas de 4e   | Pas de 4e   | 40,74       |
| Régionales 2015     | 55          |          | FN       | 40,40    |          | LR       | 20,21    |          | PS       | 20,03    |          | DLF      | 6,99     | 49,31    |             | FN          | 40,49       |             | LR          | 40,03       |             | PS          | 19,47       | Pas de 4e   | Pas de 4e   | Pas de 4e   | 38,78       |
| Régionales 2015     | 57          |          | FN       | 38,90    |          | LR       | 22,07    |          | PS       | 20,04    |          | EELV     | 5,94     | 56,64    |             | LR          | 45,37       |             | FN          | 37,39       |             | PS          | 17,24       | Pas de 4e   | Pas de 4e   | Pas de 4e   | 44,55       |
| Régionales 2015     | 67          |          | LR       | 33,29    |          | FN       | 30,69    |          | PS       | 10,77    |          | REG      | 10,07    | 50,43    |             | LR          | 59,19       |             | FN          | 31,14       |             | PS          | 9,66        | Pas de 4e   | Pas de 4e   | Pas de 4e   | 39,04       |
| Régionales 2015     | 68          |          | FN       | 34,73    |          | LR       | 27,98    |          | REG      | 12,64    |          | PS       | 9,49     | 51,00    |             | LR          | 51,79       |             | FN          | 36,98       |             | PS          | 11,23       | Pas de 4e   | Pas de 4e   | Pas de 4e   | 40,37       |
| Régionales 2015     | 88          |          | FN       | 37,19    |          | LR       | 22,78    |          | PS       | 19,71    |          | EELV     | 6,71     | 48,91    |             | LR          | 43,68       |             | FN          | 36,96       |             | PS          | 19,36       | Pas de 4e   | Pas de 4e   | Pas de 4e   | 38,05       |
| Présidentielle 2017 | Grand Est   |          | FN       | 27,78    |          | EM       | 20,72    |          | LR       | 19,73    |          | LFI      | 16,31    | 21,32    |             | EM          | 57,94       |             | FN          | 42,06       | Pas de 3e   | Pas de 3e   | Pas de 3e   | Pas de 4e   | Pas de 4e   | Pas de 4e   | 24,69       |
| Présidentielle 2017 | 08          |          | FN       | 32,41    |          | EM       | 18,33    |          | LFI      | 17,83    |          | LR       | 17,22    | 22,68    |             | EM          | 50,73       |             | FN          | 49,27       | Pas de 3e   | Pas de 3e   | Pas de 3e   | Pas de 4e   | Pas de 4e   | Pas de 4e   | 25,67       |
| Présidentielle 2017 | 10          |          | FN       | 30,33    |          | LR       | 23,05    |          | EM       | 18,98    |          | LFI      | 13,97    | 19,11    |             | EM          | 54,15       |             | FN          | 45,85       | Pas de 3e   | Pas de 3e   | Pas de 3e   | Pas de 4e   | Pas de 4e   | Pas de 4e   | 22,41       |
| Présidentielle 2017 | 51          |          | FN       | 28,07    |          | LR       | 22,15    |          | EM       | 20,75    |          | LFI      | 15,12    | 21,29    |             | EM          | 57,01       |             | FN          | 42,99       | Pas de 3e   | Pas de 3e   | Pas de 3e   | Pas de 4e   | Pas de 4e   | Pas de 4e   | 24,93       |
| Présidentielle 2017 | 52          |          | FN       | 33,22    |          | LR       | 19,12    |          | EM       | 18,00    |          | LFI      | 15,01    | 21,45    |             | EM          | 50,48       |             | FN          | 49,52       | Pas de 3e   | Pas de 3e   | Pas de 3e   | Pas de 4e   | Pas de 4e   | Pas de 4e   | 23,92       |
| Présidentielle 2017 | 54          |          | FN       | 25,86    |          | EM       | 22,04    |          | LFI      | 20,38    |          | LR       | 16,50    | 21,51    |             | EM          | 60,66       |             | FN          | 39,34       | Pas de 3e   | Pas de 3e   | Pas de 3e   | Pas de 4e   | Pas de 4e   | Pas de 4e   | 25,22       |
| Présidentielle 2017 | 55          |          | FN       | 32,32    |          | EM       | 19,35    |          | LR       | 18,02    |          | LFI      | 14,97    | 20,23    |             | EM          | 51,62       |             | FN          | 48,38       | Pas de 3e   | Pas de 3e   | Pas de 3e   | Pas de 4e   | Pas de 4e   | Pas de 4e   | 22,88       |
| Présidentielle 2017 | 57          |          | FN       | 28,35    |          | EM       | 21,05    |          | LFI      | 17,90    |          | LR       | 17,17    | 23,63    |             | EM          | 57,66       |             | FN          | 42,34       | Pas de 3e   | Pas de 3e   | Pas de 3e   | Pas de 4e   | Pas de 4e   | Pas de 4e   | 26,85       |
| Présidentielle 2017 | 67          |          | FN       | 24,70    |          | EM       | 22,29    |          | LR       | 22,00    |          | LFI      | 14,78    | 20,10    |             | EM          | 63,07       |             | FN          | 36,93       | Pas de 3e   | Pas de 3e   | Pas de 3e   | Pas de 4e   | Pas de 4e   | Pas de 4e   | 23,90       |
| Présidentielle 2017 | 68          |          | FN       | 27,16    |          | LR       | 22,34    |          | EM       | 19,76    |          | LFI      | 14,32    | 21,00    |             | EM          | 57,97       |             | FN          | 42,03       | Pas de 3e   | Pas de 3e   | Pas de 3e   | Pas de 4e   | Pas de 4e   | Pas de 4e   | 24,48       |
| Présidentielle 2017 | 88          |          | FN       | 29,12    |          | EM       | 19,86    |          | LR       | 18,03    |          | LFI      | 16,64    | 19,95    |             | EM          | 55,26       |             | FN          | 44,74       | Pas de 3e   | Pas de 3e   | Pas de 3e   | Pas de 4e   | Pas de 4e   | Pas de 4e   | 22,40       |
| Européennes 2019    | Grand Est   |          | RN       | 28,24    |          | LREM     | 20,62    |          | EELV     | 11,96    |          | UDC      | 8,60     | 49,41    | Tour unique | Tour unique | Tour unique | Tour unique | Tour unique | Tour unique | Tour unique | Tour unique | Tour unique | Tour unique | Tour unique | Tour unique | Tour unique |
| Européennes 2019    | 08          |          | RN       | 35,92    |          | LREM     | 16,88    |          | EELV     | 8,43     |          | UDC      | 8,14     | 49,10    | Tour unique | Tour unique | Tour unique | Tour unique | Tour unique | Tour unique | Tour unique | Tour unique | Tour unique | Tour unique | Tour unique | Tour unique | Tour unique |
| Européennes 2019    | 10          |          | RN       | 33,43    |          | LREM     | 18,35    |          | UDC      | 10,81    |          | EELV     | 8,74     | 46,76    | Tour unique | Tour unique | Tour unique | Tour unique | Tour unique | Tour unique | Tour unique | Tour unique | Tour unique | Tour unique | Tour unique | Tour unique | Tour unique |
| Européennes 2019    | 51          |          | RN       | 30,24    |          | LREM     | 21,37    |          | UDC      | 9,85     |          | EELV     | 9,83     | 48,86    | Tour unique | Tour unique | Tour unique | Tour unique | Tour unique | Tour unique | Tour unique | Tour unique | Tour unique | Tour unique | Tour unique | Tour unique | Tour unique |
| Européennes 2019    | 52          |          | RN       | 36,12    |          | LREM     | 16,90    |          | UDC      | 9,22     |          | EELV     | 7,80     | 45,90    | Tour unique | Tour unique | Tour unique | Tour unique | Tour unique | Tour unique | Tour unique | Tour unique | Tour unique | Tour unique | Tour unique | Tour unique | Tour unique |
| Européennes 2019    | 54          |          | RN       | 26,42    |          | LREM     | 20,10    |          | EELV     | 12,35    |          | UDC      | 7,38     | 49,55    | Tour unique | Tour unique | Tour unique | Tour unique | Tour unique | Tour unique | Tour unique | Tour unique | Tour unique | Tour unique | Tour unique | Tour unique | Tour unique |
| Européennes 2019    | 55          |          | RN       | 34,09    |          | LREM     | 18,67    |          | EELV     | 9,17     |          | UDC      | 7,81     | 45,84    | Tour unique | Tour unique | Tour unique | Tour unique | Tour unique | Tour unique | Tour unique | Tour unique | Tour unique | Tour unique | Tour unique | Tour unique | Tour unique |
| Européennes 2019    | 57          |          | RN       | 29,12    |          | LREM     | 19,77    |          | EELV     | 11,32    |          | UDC      | 7,16     | 52,86    | Tour unique | Tour unique | Tour unique | Tour unique | Tour unique | Tour unique | Tour unique | Tour unique | Tour unique | Tour unique | Tour unique | Tour unique | Tour unique |
| Européennes 2019    | 67          |          | LREM     | 23,96    |          | RN       | 22,71    |          | EELV     | 15,41    |          | UDC      | 9,57     | 48,67    | Tour unique | Tour unique | Tour unique | Tour unique | Tour unique | Tour unique | Tour unique | Tour unique | Tour unique | Tour unique | Tour unique | Tour unique | Tour unique |
| Européennes 2019    | 68          |          | RN       | 25,84    |          | LREM     | 21,58    |          | EELV     | 13,97    |          | UDC      | 8,49     | 50,42    | Tour unique | Tour unique | Tour unique | Tour unique | Tour unique | Tour unique | Tour unique | Tour unique | Tour unique | Tour unique | Tour unique | Tour unique | Tour unique |
| Européennes 2019    | 88          |          | RN       | 30,30    |          | LREM     | 18,64    |          | EELV     | 10,79    |          | UDC      | 8,74     | 46,35    | Tour unique | Tour unique | Tour unique | Tour unique | Tour unique | Tour unique | Tour unique | Tour unique | Tour unique | Tour unique | Tour unique | Tour unique | Tour unique |
| Régionales 2021     | Grand Est   |          | UCD      | 31,15    |          | RN       | 21,12    |          | UGE      | 14,60    |          | UC       | 10,77    | 70,39    |             | UCD         | 40,30       |             | RN          | 26,30       |             | UGE         | 21,22       |             | UC          | 12,17       | 69,76       |
| Régionales 2021     | 08          |          | UCD      | 42,01    |          | RN       | 21,94    |          | UGE      | 10,47    |          | UG       | 8,79     | 68,34    |             | UCD         | 51,14       |             | RN          | 26,41       |             | UGE         | 16,77       |             | UC          | 5,68        | 67,09       |
| Régionales 2021     | 10          |          | UCD      | 35,99    |          | RN       | 25,73    |          | UGE      | 12,36    |          | LP       | 8,32     | 67,98    |             | UCD         | 44,48       |             | RN          | 30,32       |             | UGE         | 17,73       |             | UC          | 7,48        | 67,92       |
| Régionales 2021     | 51          |          | UCD      | 39,95    |          | RN       | 22,55    |          | UGE      | 12,61    |          | UG       | 8,14     | 71,21    |             | UCD         | 46,91       |             | RN          | 26,55       |             | UGE         | 19,06       |             | UC          | 7,48        | 70,66       |
| Régionales 2021     | 52          |          | UCD      | 34,69    |          | RN       | 25,77    |          | UGE      | 10,79    |          | UG       | 8,84     | 64,02    |             | UCD         | 43,67       |             | RN          | 30,81       |             | UGE         | 17,49       |             | UC          | 8,03        | 64,27       |
| Régionales 2021     | 54          |          | UCD      | 26,31    |          | RN       | 21,89    |          | UGE      | 18,93    |          | UG       | 14,29    | 70,38    |             | UCD         | 34,42       |             | UGE         | 30,89       |             | RN          | 25,70       |             | UC          | 8,99        | 69,40       |
| Régionales 2021     | 55          |          | UCD      | 31,81    |          | RN       | 24,43    |          | UGE      | 12,77    |          | UG       | 10,84    | 65,67    |             | UCD         | 41,07       |             | RN          | 31,15       |             | UGE         | 20,05       |             | UC          | 7,73        | 64,38       |
| Régionales 2021     | 57          |          | UCD      | 29,17    |          | RN       | 23,91    |          | UGE      | 15,61    |          | UG       | 10,60    | 73,32    |             | UCD         | 39,05       |             | RN          | 29,32       |             | UGE         | 23,20       |             | UC          | 8,44        | 72,94       |
| Régionales 2021     | 67-68       |          | UCD      | 27,10    |          | UC       | 19,15    |          | RN       | 17,00    |          | UGE      | 14,64    | 70,97    |             | UCD         | 37,29       |             | RN          | 22,95       |             | UC          | 20,60       |             | UGE         | 19,16       | 70,35       |
| Régionales 2021     | 88          |          | UCD      | 37,21    |          | RN       | 21,71    |          | UGE      | 14,80    |          | UG       | 8,68     | 67,10    |             | UCD         | 45,19       |             | RN          | 26,93       |             | UGE         | 20,36       |             | UC          | 7,53        | 66,22       |
| Présidentielle 2022 | Grand Est   |          | RN       | 29,54    |          | LREM     | 27,28    |          | LFI      | 17,63    |          | REC      | 7,17     | 26,10    |             | LREM        | 52,07       |             | RN          | 47,93       | Pas de 3e   | Pas de 3e   | Pas de 3e   | Pas de 4e   | Pas de 4e   | Pas de 4e   | 26,31       |
| Présidentielle 2022 | 08          |          | RN       | 36,02    |          | LREM     | 23,64    |          | LFI      | 16,64    |          | REC      | 6,55     | 26,51    |             | RN          | 56,67       |             | LREM        | 43,33       | Pas de 3e   | Pas de 3e   | Pas de 3e   | Pas de 4e   | Pas de 4e   | Pas de 4e   | 25,83       |
| Présidentielle 2022 | 10          |          | RN       | 32,95    |          | LREM     | 25,60    |          | LFI      | 15,02    |          | REC      | 7,60     | 25,48    |             | RN          | 51,68       |             | LREM        | 48,32       | Pas de 3e   | Pas de 3e   | Pas de 3e   | Pas de 4e   | Pas de 4e   | Pas de 4e   | 24,95       |
| Présidentielle 2022 | 51          |          | RN       | 30,56    |          | LREM     | 28,63    |          | LFI      | 15,64    |          | REC      | 7,11     | 26,54    |             | LREM        | 52,10       |             | RN          | 47,90       | Pas de 3e   | Pas de 3e   | Pas de 3e   | Pas de 4e   | Pas de 4e   | Pas de 4e   | 26,10       |
| Présidentielle 2022 | 52          |          | RN       | 36,60    |          | LREM     | 23,33    |          | LFI      | 14,10    |          | REC      | 6,88     | 25,72    |             | RN          | 56,96       |             | LREM        | 43,04       | Pas de 3e   | Pas de 3e   | Pas de 3e   | Pas de 4e   | Pas de 4e   | Pas de 4e   | 25,20       |
| Présidentielle 2022 | 54          |          | RN       | 27,49    |          | LREM     | 26,92    |          | LFI      | 20,89    |          | REC      | 6,65     | 26,61    |             | LREM        | 54,41       |             | RN          | 45,59       | Pas de 3e   | Pas de 3e   | Pas de 3e   | Pas de 4e   | Pas de 4e   | Pas de 4e   | 27,08       |
| Présidentielle 2022 | 55          |          | RN       | 35,11    |          | LREM     | 24,91    |          | LFI      | 13,76    |          | REC      | 7,46     | 25,29    |             | RN          | 55,60       |             | LREM        | 44,40       | Pas de 3e   | Pas de 3e   | Pas de 3e   | Pas de 4e   | Pas de 4e   | Pas de 4e   | 24,09       |
| Présidentielle 2022 | 57          |          | RN       | 30,37    |          | LREM     | 26,01    |          | LFI      | 19,10    |          | REC      | 7,51     | 28,19    |             | LREM        | 50,46       |             | RN          | 49,54       | Pas de 3e   | Pas de 3e   | Pas de 3e   | Pas de 4e   | Pas de 4e   | Pas de 4e   | 28,53       |
| Présidentielle 2022 | 67          |          | LREM     | 30,70    |          | RN       | 25,30    |          | LFI      | 18,22    |          | REC      | 7,02     | 24,43    |             | LREM        | 59,00       |             | RN          | 41,00       | Pas de 3e   | Pas de 3e   | Pas de 3e   | Pas de 4e   | Pas de 4e   | Pas de 4e   | 25,36       |
| Présidentielle 2022 | 68          |          | LREM     | 27,85    |          | RN       | 27,77    |          | LFI      | 17,20    |          | REC      | 7,86     | 25,93    |             | LREM        | 52,90       |             | RN          | 47,10       | Pas de 3e   | Pas de 3e   | Pas de 3e   | Pas de 4e   | Pas de 4e   | Pas de 4e   | 26,56       |
| Présidentielle 2022 | 88          |          | RN       | 32,23    |          | LREM     | 25,25    |          | LFI      | 16,03    |          | REC      | 6,47     | 24,80    |             | RN          | 52,42       |             | LREM        | 47,58       | Pas de 3e   | Pas de 3e   | Pas de 3e   | Pas de 4e   | Pas de 4e   | Pas de 4e   | 24,39       |

### Circonscriptions législatives
La région Grand Est compte au total 49 circonscriptions (soit une moyenne de 113 392 habitants par circonscription) :
| Ardennes                                                        | Aube | Marne | Haute-Marne | Meurthe-et-Moselle |
| --------------------------------------------------------------- | --- | --- | --- | --- |
| - 1re circonscription - 2e circonscription - 3e circonscription | - 1re circonscription - 2e circonscription - 3e circonscription | - 1re circonscription - 2e circonscription - 3e circonscription - 4e circonscription - 5e circonscription                                                                                     | - 1re circonscription - 2e circonscription                                                                                     | - 1re circonscription - 2e circonscription - 3e circonscription - 4e circonscription - 5e circonscription - 6e circonscription |
| Meuse                                                           | Moselle | Bas-Rhin | Haut-Rhin | Vosges |
| - 1re circonscription - 2e circonscription                      | - 1re circonscription - 2e circonscription - 3e circonscription - 4e circonscription - 5e circonscription - 6e circonscription - 7e circonscription - 8e circonscription - 9e circonscription | - 1re circonscription - 2e circonscription - 3e circonscription - 4e circonscription - 5e circonscription - 6e circonscription - 7e circonscription - 8e circonscription - 9e circonscription | - 1re circonscription - 2e circonscription - 3e circonscription - 4e circonscription - 5e circonscription - 6e circonscription | - 1re circonscription - 2e circonscription - 3e circonscription - 4e circonscription                                           |

| Circonscription | Député(e)s par département après les élections législatives anticipées de 2024 | Député(e)s par département après les élections législatives anticipées de 2024 | Député(e)s par département après les élections législatives anticipées de 2024 | Député(e)s par département après les élections législatives anticipées de 2024 | Député(e)s par département après les élections législatives anticipées de 2024 | Député(e)s par département après les élections législatives anticipées de 2024 | Député(e)s par département après les élections législatives anticipées de 2024 | Député(e)s par département après les élections législatives anticipées de 2024 | Député(e)s par département après les élections législatives anticipées de 2024 | Député(e)s par département après les élections législatives anticipées de 2024 |
| Circonscription | Ardennes                                                                       | Ardennes                                                                       | Aube                                                                           | Aube                                                                           | Marne                                                                          | Marne                                                                          | Haute-Marne                                                                    | Haute-Marne                                                                    | Meurthe-et-Moselle                                                             | Meurthe-et-Moselle                                                             |
| --------------- | ------------------------------------------------------------------------------ | ------------------------------------------------------------------------------ | ------------------------------------------------------------------------------ | ------------------------------------------------------------------------------ | ------------------------------------------------------------------------------ | ------------------------------------------------------------------------------ | ------------------------------------------------------------------------------ | ------------------------------------------------------------------------------ | ------------------------------------------------------------------------------ | ------------------------------------------------------------------------------ |
| Première        |                                                                                | Lionel Vuibert                                                                 |                                                                                | Jordan Guitton                                                                 |                                                                                | Xavier Albertini                                                               |                                                                                | Christophe Bentz                                                               |                                                                                | Philippe Guillemard                                                            |
| Deuxième        |                                                                                | Pierre Cordier                                                                 |                                                                                | Valérie Bazin-Malgras                                                          |                                                                                | Anne-Sophie Frigout                                                            |                                                                                | Laurence Robert-Dehault                                                        |                                                                                | Emmanuel Lacresse                                                              |
| Troisième       |                                                                                | Jean-Luc Warsmann                                                              |                                                                                | Angélique Ranc                                                                 |                                                                                | Eric Girardin                                                                  |                                                                                |                                                                                |                                                                                | Martine Etienne                                                                |
| Quatrième       |                                                                                |                                                                                |                                                                                |                                                                                |                                                                                | Lise Magnier                                                                   |                                                                                |                                                                                |                                                                                | Thibault Bazin                                                                 |
| Cinquième       |                                                                                |                                                                                |                                                                                |                                                                                |                                                                                | Charles de Courson                                                             |                                                                                |                                                                                |                                                                                | Dominique Potier                                                               |
| Sixième         |                                                                                |                                                                                |                                                                                |                                                                                |                                                                                |                                                                                |                                                                                |                                                                                |                                                                                | Caroline Fiat                                                                  |
| Circonscription | Meuse                                                                          | Meuse                                                                          | Moselle                                                                        | Moselle                                                                        | Bas-Rhin                                                                       | Bas-Rhin                                                                       | Haut-Rhin                                                                      | Haut-Rhin                                                                      | Vosges                                                                         | Vosges                                                                         |
| Première        |                                                                                | Maxime Amblard                                                                 |                                                                                | Belkhir Belhaddad                                                              |                                                                                | Sandra Regol                                                                   |                                                                                | Brigitte Klinkert                                                              |                                                                                | Stéphane Viry                                                                  |
| Deuxième        |                                                                                | Florence Goulet                                                                |                                                                                | Ludovic Mendes                                                                 |                                                                                | Emmanuel Fernandes                                                             |                                                                                | Hubert Ott                                                                     |                                                                                | David Valence                                                                  |
| Troisième       |                                                                                |                                                                                |                                                                                | Charlotte Leduc                                                                |                                                                                | Thierry Sother                                                                 |                                                                                | Didier Lemaire                                                                 |                                                                                | Christophe Naegelen                                                            |
| Quatrième       |                                                                                |                                                                                |                                                                                | Fabien Di Filippo                                                              |                                                                                | Françoise Buffet                                                               |                                                                                | Raphaël Schellenberger                                                         |                                                                                | Jean-Jacques Gaultier                                                          |
| Cinquième       |                                                                                |                                                                                |                                                                                | Vincent Seitlinger                                                             |                                                                                | Charles Sitzenstuhl                                                            |                                                                                | Charlotte Goetschy-Bolognese                                                   |                                                                                |                                                                                |
| Sixième         |                                                                                |                                                                                |                                                                                | Kévin Pfeffer                                                                  |                                                                                | Louise Morel                                                                   |                                                                                | Bruno Fuchs                                                                    |                                                                                |                                                                                |
| Septième        |                                                                                |                                                                                |                                                                                | Alexandre Loubet                                                               |                                                                                | Patrick Hetzel                                                                 |                                                                                |                                                                                |                                                                                |                                                                                |
| Huitième        |                                                                                |                                                                                |                                                                                | Laurent Jacobelli                                                              |                                                                                | Stéphanie Kochert                                                              |                                                                                |                                                                                |                                                                                |                                                                                |
| Neuvième        |                                                                                |                                                                                |                                                                                | Isabelle Rauch                                                                 |                                                                                | Vincent Thiébaut                                                               |                                                                                |                                                                                |                                                                                |                                                                                |

### Conseil régional

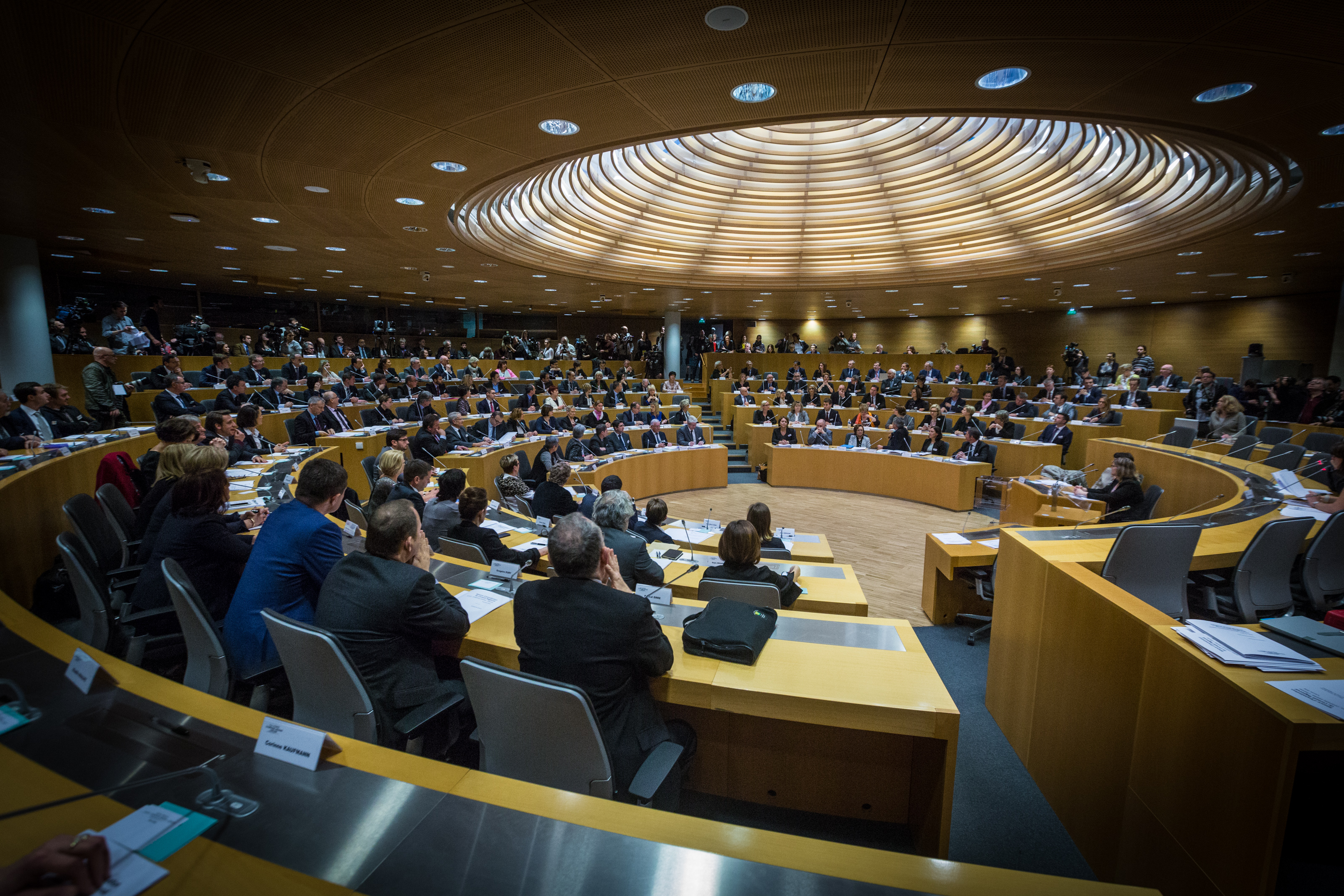
Séance plénière du conseil de la région ACAL le 4 janvier 2016.

Le conseil régional du Grand Est, créé par la loi relative à la délimitation des régions, aux élections régionales et départementales et modifiant le calendrier électoral du 16 janvier 2015, est issu de la fusion des anciens conseils régionaux d’Alsace, de Champagne-Ardenne et de Lorraine. Le nombre de conseillers régionaux par section départementale en vue des élections de décembre 2015 est réparti de la manière suivante : 35 sièges pour le Bas-Rhin, 34 pour la Moselle, 25 pour le Haut-Rhin, 24 pour le département de Meurthe-et-Moselle, 19 pour la Marne, 14 pour les Vosges, 11 pour les Ardennes et pour l’Aube et 8 pour la Meuse et pour la Haute-Marne.
L’exécutif, l'administration et l'assemblée du conseil régional sont fixés à Strasbourg, le lieu de réunion pour l'assemblée plénière est quant à lui fixé sur le site de l'ancien conseil régional de Lorraine à Metz.
Par ailleurs, Châlons-en-Champagne pourrait accueillir les différentes commissions régionales.

### Autres directions régionales de l'État
Fin juillet 2015, l'État se prononce sur la répartition des directions régionales des différents services déconcentrés :
- Nancy est le siège de l'Agence régionale de santé (ARS) ;
- Reims, Strasbourg, et Nancy conservent leurs rectorats, celui de Nancy devient en plus rectorat de région[269] ;
- Metz est le siège de la Direction régionale de l'environnement, de l'aménagement et du logement (DREAL) ainsi que de la Chambre régionale des comptes (CRC) ;
- Châlons-en-Champagne est le siège de la Direction régionale de l'Alimentation, de l'Agriculture et de la Forêt (DRAAF) ;
- Strasbourg est le siège de toutes les autres structures, comme la Direction régionale des Affaires culturelles (DRAC), la Direction régionale des entreprises, de la concurrence, de la consommation, du travail et de l'emploi (DIRECCTE), ou encore l'Institut national de la statistique et des études économiques (INSEE).

Le siège de la Zone de défense et de sécurité Est est à Strasbourg. Certaines infrastructures hors direction restent néanmoins implantées à Metz.
Les anciens sièges régionaux conservent leur implantation : DREAL Alsace à Strasbourg, INSEE Lorraine à Nancy, INSEE Champagne-Ardenne à Reims, DIRECCTE Lorraine à Metz, DRAC Champagne-Ardenne à Châlons-en-Champagne. Leurs effectifs sont réduits et ils sont transformés en pôles dits « d'excellence », en fonction de leur spécificité territoriale.
La Chambre régionale de Commerce et d'Industrie (CRCI) était pressentie à Nancy, déjà siège de la CCI Lorraine couvrant l'ensemble de l'ancienne région (alors que les autres CCI de la grande région ne couvrent généralement qu'un département, voire moins, comme en Alsace où 3 CCI coexistent (Strasbourg, Colmar, Mulhouse), en plus de la CCI Alsace), mais celle-ci est provisoirement installée à Strasbourg.

### Institutions internationales

Extérieur du Parlement européen.

La ville de Strasbourg accueille le Parlement européen, l'organe parlementaire de l'Union européenne ainsi que l'organe de contrôle de l'UE, le médiateur européen. À l'échelle de la « Grande Europe », Strasbourg accueille le siège du Conseil de l'Europe (dont dépendent la cour européenne des droits de l'homme et la pharmacopée européenne, tous deux également implantés à Strasbourg). Le réseau informatique du système d'Information Schengen est piloté depuis Strasbourg.
Strasbourg est aussi le siège de la Commission centrale pour la navigation du Rhin (CCNR) qui existe depuis 1815 et permet de gérer la navigation sur le Rhin. Le fleuve, cœur de la banane bleue et axe structurant de l'économie européenne est en effet soumis à un statut international.
La Commission internationale de l'état civil (CIEC) axée sur la coopération internationale en matière d'état civil et dont le but d'améliorer le fonctionnement des services nationaux d'état civil siège également à Strasbourg.

## Identité visuelle

Blasons
Alsace.
Lorraine.
Champagne.

Le conseil régional du Grand Est s'est doté d'un logo reprenant les couleurs des logos des anciens conseils régionaux : bleu pour l'Alsace, vert pour la Champagne-Ardenne et jaune pour la Lorraine. Le nom des trois régions composant le Grand Est y est également mentionné. Celles-ci sont d’ailleurs symbolisées dans les trois barres horizontales de la lettre « E ».
Une nouvelle version du logo, faisant disparaître les noms des trois anciennes régions, est introduite en mai 2022. À la suite de la polémique suscitée par cette mesure, une seconde version du logo avec les noms des trois territoires et le slogan « La force d’un tout » est présentée en juin 2022.

Logotypes
Logo provisoire, du 1er janvier au 28 août 2016.
Logo utilisé du 28 août 2016 à 2022.
Logo utilisé depuis 2022.
Version avec slogan et nom des anciennes régions.

Cependant le conseil régional n'a pas officiellement adopté de blason ni de drapeau. Ce sont donc principalement les drapeaux et blasons des trois régions du Grand Est qui continuent d’apparaître et de figurer, notamment devant les mairies.

Blason utilisé par la Gendarmerie.

Depuis septembre 2022, la région de Gendarmerie du Grand Est utilise un insigne comportant en haut les armoiries de l’Alsace, en bas à gauche les armoiries de la Champagne et en bas à droite les armoiries de la Lorraine. L’établissement principal des munitions Champagne Lorraine utilise pour sa part un insigne comportant les armoiries de la Champagne à gauche, les armoiries de l’Alsace en haut à droite et les armoiries de la Lorraine en bas à gauche.

Drapeaux
Alsace.
Lorraine.
Champagne.

- Blasons
- Alsace.
- Lorraine.
- Champagne.